# Cichociemni w powstaniu warszawskim
Cichociemni byli żołnierzami w służbie specjalnej, którzy ochotniczo zgłosili się do służby w okupowanym kraju, w szeregach Armii Krajowej oraz zostali wysłani przez Oddział VI Sztabu Naczelnego Wodza podczas II wojny światowej do okupowanej Polski. Ich symbolem stał się ustanowiony po wojnie Znak dla skoczków do Kraju,zwany także Znakiem Spadochronowym AK, będący odznaką pamiątkową o charakterze kombatanckim.
Powstanie warszawskie było istotnym elementem prowadzonej od 15 stycznia 1944 do stycznia 1945 Akcji „Burza” – operacji wojskowej Armii Krajowej przeciwko okupującym Polskę Niemcom. Rozpoczęło się o Godzinie „W”, tj. o 17:00 we wtorek 1 sierpnia 1944, zakończyło podpisaniem aktu kapitulacji w nocy z 2 na 3 października 1944.
Spośród 316 cichociemnych zrzuconych do okupowanej Polski, w powstaniu warszawskim uczestniczyło 95 cichociemnych. Spośród nich 18 zmarło w walce lub z powodu odniesionych ran. Co najmniej 20 było rannych lub ciężko rannych (niektórzy kilkakrotnie).
Oto alfabetyczna lista cichociemnych uczestniczących w powstaniu warszawskim:

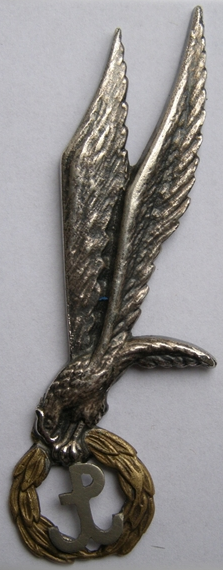
Znak Spadochronowy Armii Krajowej, Znak dla skoczków do Kraju (1954)

## B
- Stefan Bałuk (1914-2014) ps. Starba – generał brygady, fotografik, fotoreporter wojenny, oficer Polskich Sił Zbrojnych na Zachodzie, Armii Krajowej, pracowni foto Oddziału II (wywiad) Komendy Głównej AK, Delegatury Sił Zbrojnych na Kraj, więzień niemieckich obozów jenieckich: Ożarów, Lamsdorf, Gross-Born (1944-1945), UB (Warszawa), skazany (1945-1947)[4]. Znajomość języków: rosyjski, angielski, francuski. Przeszkolony ze specjalnością w wywiadzie, zaprzysiężony na rotę ZWZ-AK 29 grudnia 1942 w Audley End (Wielka Brytania)[5][6], zrzucony do okupowanej Polski w nocy 9/10 kwietnia 1944, w sezonie operacyjnym „Riposta”, w operacji lotniczej „Weller 2”, w ekipie skoczków nr XXXIX, z samolotu Liberator BZ-965 „S” (1586 Eskadra PAF). Start z lotniska Campo Casale w Brindisi (Włochy), zrzut na placówkę „Imbryk” 118 (kryptonim polski, brytyjskie oznaczenie numerowe pinpoints), w okolicach miejscowości Dąbrówka, Kołaków, 15 km od stacji kolejowej Tłuszcz. Razem z nim skoczyli: kpt. Benon Łastowski ps. Łobuz, mjr Tadeusz Runge ps. Osa oraz kurier Delegatury Rządu na Kraj kpr. Henryk Waniek ps. Pływak[7][8][9]. W powstaniu warszawskim od 1 sierpnia 1944 jako zastępca cichociemnego Stanisława Jankowskiego ps. Agaton, dowódcy plutonu „Agaton” kompanii „Zemsta” batalionu „Pięść” Zgrupowania „Radosław”. Uczestniczył w walkach na Woli (cmentarz ewangelicki, ul. Wolska, Żytnia), od 8 sierpnia 1944 na Starówce jako oficer oddziału łączności / osłony Komendy Głównej AK. Do 13 sierpnia dowódca drużyny plutonu „Agaton”, batalion „Pięść”. W nocy 14/15 sierpnia 1944 przeszedł na Żoliborz, w nocy 15/16 sierpnia 1944 wyruszył do Zgrupowania Kampinos, stamtąd poprowadził dwie kolumny na pomoc Grupie „Północ”. W nocy 20/21 sierpnia 1944 uczestniczył w nieudanym ataku na Dworzec Gdański, 24 sierpnia przeszedł kanałami na Stare Miasto. 27 sierpnia 1944 przeszedł kanałami z meldunkiem dowódcy Starego Miasta do gen. Tadeusza Bora-Komorowskiego ps. Bór. 31 sierpnia 1944 wraz z cichociemnym Stanisławem Jankowskim ps. Agaton przeszedł kanałami na Mokotów. Po powrocie przydzielony do oddziału osłonowego kwatery Komendy Głównej AK. 15 sierpnia 1944 odznaczony Virtuti Militari. Po kapitulacji powstania więzień niemieckich obozów jenieckich: Ożarów, Lamsdorf, Gross-Born (1944-1945), 27 stycznia 1945 uciekł[10][6][11].

- Ignacy Bator (1916-1944) ps. Opór – porucznik, podoficer Wojska Polskiego, oficer Polskich Sił Zbrojnych na Zachodzie, Armii Krajowej, Wydziału Lotnictwa Oddziału III Komendy Głównej AK, łącznościowiec. Przeszkolony ze specjalnością w dywersji i radiotelegrafii, zaprzysiężony na rotę ZWZ-AK 27 maja 1942[12][13], zrzucony do okupowanej Polski w nocy 25/26 stycznia 1943, w sezonie operacyjnym „Intonacja”, w operacji lotniczej „Brace”, w ekipie skoczków nr XVIII, z samolotu Halifax DT-727 „K” (138 Dywizjon RAF). Start z lotniska Tempsford, zrzut na placówkę odbiorczą „Chmiel” 103 (kryptonim polski, brytyjskie oznaczenie numerowe pinpoints),  obok szosy Warszawa – Radom, 13 km od Białobrzegów. Razem z nim skoczyli: por. Tadeusz Gaworski ps. Lawa, płk Roman Rudkowski ps. Rudy oraz kurier Delegatury Rządu na Kraj kpr. Wiktor Czyżewski ps. Cap.[14][8] W powstaniu warszawskim radiotelegrafista Wydziału Lotnictwa „Bociany” Oddziału III Komendy Głównej AK. Poległ po 5 sierpnia 1944 w rejonie ul. Chałubińskiego[15]. Pochowany na Cmentarzu Wojskowym na Powązkach[10][13][16].
- Zbigniew Bąkiewicz (1912-1996) ps. Zabawka – kapitan, oficer Wojska Polskiego, Polskich Sił Zbrojnych na Zachodzie, Armii Krajowej, „Wachlarza”, instruktor szkoły dywersji Kedywu „Zagajnik”, więzień niemieckiego obozu jenieckiego: Sandbostel (1944-1945). Przeszkolony ze specjalnością w dywersji, zaprzysiężony na rotę ZWZ-AK 11 grudnia 1941[17][18], zrzucony do okupowanej Polski w nocy 27/28 marca 1942 r. w próbnym sezonie operacyjnym, w operacji lotniczej „Boot”, w ekipie skoczków nr V, z samolotu Halifax L-9613 „V”. Start z lotniska Tempsford, zrzut na placówkę odbiorczą „Trawa” w okolicach miejscowości Przyrów, 34 km od Częstochowy. Razem z nim skoczyli: ppor. Lech Łada ps. Żagiew, ppor. Rafał Niedzielski ps. Mocny, por. Jan Rostek ps. Dan, por. Tadeusz Śmigielski ps. Ślad oraz kurier Delegatury Rządu na Kraj ppor. Leszek Janicki ps. Maciej[19][8]. W powstaniu warszawskim oficer Oddziału VI Komendy Głównej AK (tzw. II rzut KG AK), od 29 września 1944 oficer łącznikowy Batalionu „Ostoja” (Śródmieście). 1 października 1944 odznaczony Krzyżem Walecznych. Po kapitulacji powstania więzień niemieckiego obozu jenieckiego: Sandbostel (1944-1945), 2 maja 1945 uwolniony przez wojska brytyjskie[10][18][20][21].

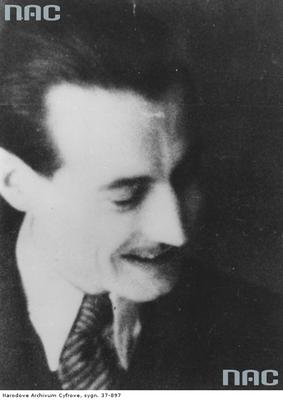
Tadeusz Benedyk (1916–1945)

- Tadeusz Benedyk (1916-1945) ps. Zahata – podporucznik artylerii, harcerz, oficer Wojska Polskiego, Polskich Sił Zbrojnych na Zachodzie, Armii Krajowej, Kedywu Obszaru Zachodniego AK, więziony i zamordowany w obozie koncentracyjnym KL Buchenwald[22]. Znajomość języków: niemiecki, ukraiński, angielski[23]. Przeszkolony ze specjalnością w dywersji, zaprzysiężony na rotę ZWZ-AK 29 listopada 1942 w Audley End (Wielka Brytania)[24][25], zrzucony do okupowanej Polski w nocy 17/18 lutego 1943 r. w sezonie operacyjnym „Intonacja”, w operacji lotniczej „Floor”, w ekipie skoczków nr XXI, z samolotu Halifax DT-627 „P” (138 dywizjon RAF). Start z lotniska RAF Tempsford, zrzut na placówkę odbiorczą „Puchacz” 710 (kryptonim polski, brytyjskie oznaczenie numerowe pinpoints), w okolicy miejscowości Łepki, Mordy, 17 km od Siedlec. Razem z nim skoczyli: por. Józef Czuma ps. Skryty, ppor. Jacek Przetocki ps. Oset, por. Piotr Szewczyk ps. Czer.[8][26] W powstaniu warszawskim w IV Obwodzie „Grzymały” na Ochocie, przydział nie ustalony. Ranny 1 sierpnia, następnego dnia aresztowany wraz z żoną, 6 sierpnia 1944 wywieziony do obozu koncentracyjnego KL Buchenwald, w kwietniu 1945 zamordowany[10][25][27][28].
- Jacek Bętkowski (1904-1980) ps. Topór 2 – podpułkownik piechoty, uczestnik walk o niepodległość Polski (1920), harcerz, oficer Wojska Polskiego, Armii Andersa, Polskich Sił Zbrojnych na Zachodzie, Armii Krajowej, uczestnik wojny polsko-bolszewickiej, więzień sowieckich łagrów: Starobielsk, Kołyma (1940-1941)[29]. Przeszkolony ze specjalnością w dywersji, zaprzysiężony na rotę ZWZ-AK 14 lutego 1944[30][31], zrzucony do okupowanej Polski w nocy 30/31 lipca 1944 w sezonie operacyjnym „Riposta”, w operacji lotniczej „Jacek 1", w ekipie skoczków nr LVIII, z samolotu Liberator KG-890 „S” (1586 Eskadra PAF). Start z lotniska Campo Casale nieopodal Brindisi, zrzut na placówkę odbiorczą „Solnica” 110 (kryptonim polski, brytyjskie oznaczenie numerowe pinpoints),  w okolicach miejscowości Osowiec, 7 km od Grodziska Mazowieckiego. Razem z nim skoczyli: kpt. Franciszek Malik ps. Piorun 2, por. Stanisław Ossowski ps. Jastrzębiec 2, por. Julian Piotrowski ps. Rewera 2, kpt. Zbigniew Specylak ps. Tur 2, ppor. Władysław Śmietanko ps. Cypr.[8][32] W powstaniu warszawskim od 1 sierpnia 1944, inspektor wyszkolenia Rejonu 3 Obwodu Śródmieście AK, następnie komendant Wojskowej Służby Ochrony Powstania 2 i 3 Rejonu. Od 28 sierpnia dowódca odcinka taktycznego „Topór” (teren na zachód od ul. Marszałkowskiej do Polnej i Poznańskiej, wraz z Politechniką) w Podobwodzie Śródmieście Południowe, od 2 października dowódca 72 Pułku Piechoty AK. Odznaczony dwukrotnie Krzyżem Walecznych, 26 września 1944 Krzyżem Srebrnym Orderu Virtuti Militari. Po kapitulacji powstania więzień niemieckich obozów jenieckich: Ożarów, Kostrzyn, Sandbostel, Murnau (1944-1945). 29 kwietnia 1945 uwolniony przez żołnierzy amerykańskich[10][31][33][34].

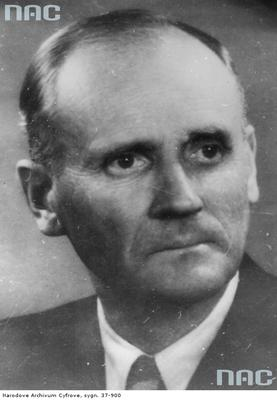
Jan Biały (1897–1984)

- Jan Biały (1897-1984) ps. Kadłub – pułkownik pilot, uczestnik walk o niepodległość Polski (1918-1920), oficer Armii Polskiej gen. Hallera, uczestnik wojno polsko–bolszewickiej, pułkownik pilot Wojska Polskiego, oficer Polskich Sił Zbrojnych na Zachodzie, Armii Krajowej, szef służb lotniczych Wydziału Lotnictwa Oddziału III Komendy Głównej AK, dowódca 304 Dywizjonu Bombowego, więzień NKWD (1945), UB (Bytom, Katowice, 1952-1953)[4]. Znajomość języków: niemiecki, ukraiński, angielski[35]. Przeszkolony ze specjalnością w lotnictwie, zaprzysiężony na rotę ZWZ-AK 5 listopada 1943[36][37], zrzucony do okupowanej Polski w nocy 27/28 kwietnia 1944 w sezonie operacyjnym „Riposta”, w operacji lotniczej Weller 21, w ekipie skoczków nr LVII, z samolotu Liberator EV-978 „R” (1586 Eskadra PAF). Start z lotniska Campo Casale nieopodal Brindisi, zrzut na placówkę odbiorczą „Koza” 420 (kryptonim polski, brytyjskie oznaczenie numerowe pinpoints), w okolicach miejscowości Bychawka, Bystrzyca, 18 km od Lublina. Razem z nim skoczyli: mjr Jerzy Iszkowski ps. Orczyk, mjr Bronisław Lewkowicz ps. Kurs, kpt. Edmund Marynowski ps. Sejm.[8][38] W powstaniu warszawskim jako szef służb lotniczych Wydziału Lotnictwa „Bociany” Oddziału III Komendy Głównej Armii Krajowej, od lipca 1944 dowódca warszawskiej „Bazy Lotniczej Okęcie”. 1 sierpnia 1944 wraz z oddziałem próbował opanować lotnisko Okęcie, bezskutecznie. Niemcy zepchnęli oddział w kierunku Włoch, uniemożliwiając mu powrót do Warszawy[10][37][39][40].

- Stanisław Biedrzycki (1915-1944) ps. Opera – starszy sierżant lotnictwa, podoficer Wojska Polskiego, Polskich Sił Zbrojnych na Zachodzie, Armii Krajowej, radiotelegrafista Wydziału Lotnictwa Oddziału III Komendy Głównej AK. Przeszkolony ze specjalnością w łączności radiowej dla lotnictwa i dywersji, zaprzysiężony na rotę ZWZ-AK 4 marca 1943[41][42], zrzucony do okupowanej Polski w nocy 3/4 kwietnia 1944 r. w sezonie operacyjnym „Riposta”, w operacji lotniczej „Weller 5” w ekipie skoczków nr XXXIV, z samolotu Halifax JP-207 „E” (138 Dywizjon RAF). Start z lotniska Campo Casale nieopodal Brindisi, zrzut na placówkę odbiorczą „Pierzyna” 137 (kryptonim polski, brytyjskie oznaczenie numerowe pinpoints), w okolicach miejscowości Malcanów, 10 km od Mińska Mazowieckiego. Razem z nim skoczyli: ppor. Jan Bieżuński ps. Orzyc, ppor. Marian Pokładecki ps. Zoll, kpt. Zygmunt Sawicki ps. Samulik[8][43]. W powstaniu warszawskim radiotelegrafista Grupy „Północ”, od ok. 5 września 1944 radiotelegrafista Wydziału Lotnictwa „Bociany” Oddziału III Komendy Głównej Armii Krajowej. 14 września 1944 ciężko ranny w obie nogi od wybuchu skrzynki z sowieckimi granatami (ze zrzutów dla AL) na podwórzu kamienicy przy ul. Wilczej 9. Przeniesiony do szpitala polowego przy ul. Mokotowskiej 55, następnie przy ul. Koszykowej oraz ul. Lwowskiej, 17 września 1944 zmarł wskutek zakażenia krwi[10][42][44][45].

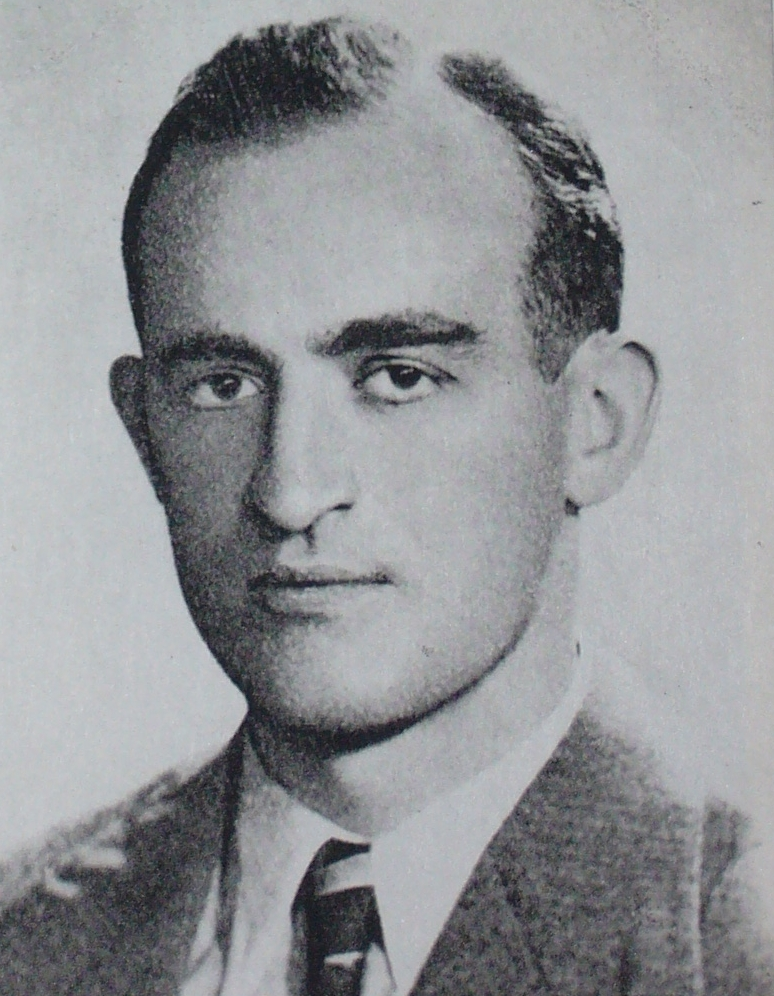
Adam Borys (1909–1989)

- Romuald Bielski (1899-1944 lub 1945) ps. Bej – podpułkownik saper, uczestnik walk o niepodległość Polski (1919-1920), harcerz, oficer Wojska Polskiego, Polskich Sił Zbrojnych na Zachodzie, Sztabu Naczelnego Wodza, Armii Krajowej, Oddziału III Komendy Głównej AK. Przeszkolony ze specjalnością w dywersji[46][47]. Przerzucony do okupowanej Polski w nocy 29/30 maja 1944 r., w ekipie skoczków LV, w sezonie operacyjnym „Riposta”, w operacji lotniczej „Wildhorn II” (Most 2), podczas której samolot Douglas Dakota KG-477 „V” (1586 Eskadra PAF) lądował na polowym lądowisku „Motyl”, w okolicach wsi Wał – Ruda, 18 km od Tarnowa. Razem z nim wylądował gen. dyw. Tadeusz Kossakowski ps. Krystynek, do Londynu z okupowanej Polski powrócił m.in. płk Roman Rudkowski ps. Rudy[8][48]. W powstaniu warszawskim jako oficer Oddziału III Komendy Głównej AK. Zaginął, prawdopodobnie poniósł śmierć w niewyjaśnionych okolicznościach[10][47][49]. Według relacji przechowywanej w Archiwum Akt Nowych, miał wiosną 1945 zginąć w obozie koncentracyjnym w Sachsenhausen pod fałszywymi danymi Jan Banasiak[50][51].

- Jan Bienias (1919-1944) ps. Osterba – podporucznik piechoty, oficer Polskich Sił Zbrojnych na Zachodzie, Armii Krajowej. Znajomość języków: angielski, niemiecki[52]. Przeszkolony ze specjalnością w dywersji, zaprzysiężony na rotę ZWZ-AK 4 sierpnia 1943 w Chicheley (Wielka Brytania)[53][54], zrzucony do okupowanej Polski w nocy 10/11 maja 1944 w sezonie operacyjnym „Riposta”, w operacji lotniczej „Weller 27”, w ekipie skoczków nr LI, z samolotu Liberator EV-978 „R” (1586 Eskadra PAF). Start (prawdopodobnie) z lotniska Grottaglie nieopodal Brindisi, zrzut miał nastąpić na placówkę odbiorczą „Nil 2" 123 (kryptonim polski, brytyjskie oznaczenie numerowe pinpoints),19 km na południowy wschód od Piotrkowa Trybunalskiego, w okolicach wsi Żerechowa[55]. W związku ze stoczoną w tym miejscu dzień wcześniej walką z Niemcami, zrzut kilka kilometrów dalej, w okolicy wsi Ślepietnica. Razem z nim skoczyli: ppor. Kazimierz Bernaczyk-Słoński ps. Rango, kpt. Bohdan Kwiatkowski ps. Lewar, ppor. Zdzisław Straszyński ps. Meteor, ppor. Zygmunt Ulm ps. Szybki oraz kurier Delegatury Rządu na Kraj ppor. Stanisław Niedbał-Mostowin ps. Bask.[8][56] W powstaniu warszawskim dowódca plutonu w kompanii cichociemnego kpt. Tomasza Wierzejskiego ps. „Zgoda 2”, następnie w kompanii kpt. „Piotra” w batalionie „Czata 49” Zgrupowania „Radosław”. W trakcie ciężkich walk na Woli ranny. Krótko przebywał w szpitalu polowym. Przeszedł kanałami ze Starego Miasta do Śródmieścia Północnego, skąd przedarł się dalej do Śródmieścia Południowego i na Czerniaków. 6 września bronił szpitala św. Łazarza przy ul. Książęcej. Poległ ok. 7 września, na skarpie ulicy Książęcej, w pobliżu szpitala św. Łazarza, podczas odpierania ataku dwóch czołgów niemieckich na teren szpitala[10][54][57].

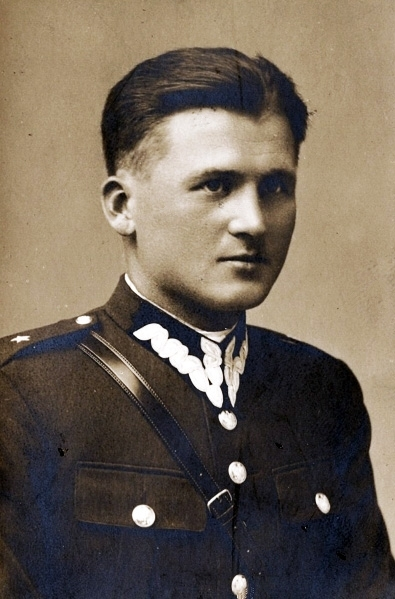
Kazimierz Bilski (1913–1979)

- Kazimierz Bilski (1913-1979) ps. Rum – major, oficer Wojska Polskiego, Polskich Sił Zbrojnych na Zachodzie, Armii Krajowej. Znajomość języków: niemiecki, angielski[58]. Przeszkolony ze specjalnością w dywersji, od września 1942 r. uczestnik II Kursu Wojennego (rozkaz L. dz. 1340/Pers.43 SNW) Wyższej Szkoły Wojennej. Zaprzysiężony na rotę ZWZ-AK 8 marca 1943[59][60]. Przerzucony do okupowanej Polski, jako oficer Oddziału VI SNW ds. łączności z Krajem, w nocy 25/26 lipca 1944 r. w sezonie operacyjnym „Riposta”, w operacji lotniczej „Wildhorn III” (Most 3), w ekipie skoczków nr: LVII. Samolot Dakota KG-477 „V” (267 Dywizjon RAF) wystartował z lotniska Campo Casale nieopodal Brindisi, lądował na lądowisku „Motyl” w okolicach miejscowości Wał Ruda (pow. brzeski) oraz Jadowniki Mokre, 18 km od Tarnowa. Razem z nim wylądowali: por. Zdzisław Jeziorański ps. Zych, ppor. Leszek Starzyński ps. Malewa, mjr Bogusław Wolniak ps. Mięta[8]. Samolot zabrał zdobyte przez wywiad AK części rakiety V-2 oraz przygotowany przez naukowców konspiracyjny raport w tej sprawie[61]. W powstaniu warszawskim w dyspozycji Komendy Obwodu Śródmieście Okręgu Warszawa AK, następnie jako oficer do zadań specjalnych komendanta 4 Rejonu Obwodu Śródmieście. Od 12 sierpnia 1944 dowódca Batalionu Szturmowego „Rum” (pododcinek północno-zachodni: ul. Królewska – ul. Zielna). W nocy 30/31 sierpnia dowódca lewego skrzydła natarcia podczas próby przebicia do Śródmieścia, w kierunku na Stare Miasto. Zdobył Szkołę Policji przy ul. Ciepłej oraz dotarł do Hal Mirowskich. 20 września 1944 odznaczony Krzyżem Walecznych po raz trzeci. Po kapitulacji powstania więzień niemieckich obozów jenieckich: Lamsdorf, Murnau (1944-1945)[10][60][62][63].

- Adam Borys (1909-1986) – podpułkownik, harcerz, inżynier rolnik, doktor nauk technicznych, oficer Polskich Sił Zbrojnych na Zachodzie, Armii Krajowej, Kedywu, więziony przez UB (Warszawa, 1945)[4]. Znajomość języków: niemiecki, angielski, francuski[64]. Przeszkolony ze specjalnością w dywersji, zaprzysiężony na rotę ZWZ-AK 7 kwietnia 1942[65][66], zrzucony do okupowanej Polski w nocy 1/2 października 1942 r. w sezonie operacyjnym „Intonacja”, w operacji lotniczej „Hammer”, w ekipie skoczków nr XIII, z samolotu Halifax W-1229 „A” (138 Dywizjon RAF). Start z lotniska RAF Tempsford pod Londynem, zrzut na placówkę odbiorczą „Bór”  205 (kryptonim polski, brytyjskie oznaczenie numerowe pinpoints),  w okolicach miejscowości Gościewicz, Głosków (6,5 km od Garwolina). Razem z nim skoczyli: por. Stanisław Kotorowicz ps. Kron, mjr Bronisław Żelkowski ps. Dąbrowa oraz kurier Delegatury Rządu na Kraj st. strz. Jan Cegłowski ps. Konik[8][67]. W powstaniu warszawskim do 6 sierpnia 1944 dowódca batalionu „Parasol”, tego dnia przez snajpera ciężko ranny w rękę (roztrzaskana kość przedramienia), podczas walk w obronie cmentarzy wolskich. Operowany w szpitalu Jana Bożego, następnie leczony przy ul. Foksal oraz w szpitalu powstańczym przy ul. Mokotowskiej. Pozostał inwalidą (bezwładne lewe ramię). Po kapitulacji powstania więzień obozu jenieckiego Zeithain (1944-1945)[10][66][68][69].

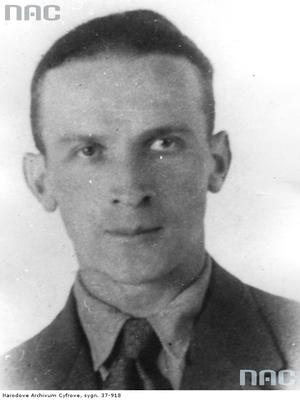
Tadeusz Burdziński (1908–1970)

- Tadeusz Burdziński (1908-1970) ps. Malina – major dyplomowany łączności, oficer dyplomowany Wojska Polskiego, Polskich Sił Zbrojnych na Zachodzie, Armii Krajowej, dowódca kompanii radiołączności „Kram” Oddziału V Komendy Głównej AK. Znajomość języków: angielski, francuski[70]. Przeszkolony ze specjalnością w łączności, zaprzysiężony na rotę ZWZ-AK 5 października 1942 w Audley End (Wielka Brytania)[71][72], zrzucony do okupowanej Polski w nocy 16/17 lutego 1943, w sezonie operacyjnym „Intonacja”, w operacji lotniczej „Vice”, w ekipie skoczków nr XX, z samolotu Halifax DT-727 „K” (138 Dywizjon RAF). Start z lotniska RAF Tempsford, zrzut na placówkę odbiorczą „Lila” 707 (kryptonim polski, brytyjskie oznaczenie numerowe pinpoints), w Kampinosie, 12 km od Mińska Mazowieckiego. Razem z nim skoczyli: mjr Feliks Dzikielewski ps. Oliw, plt. Stanisław Kazimierczak ps. Ksiądz, plt. Michał Parada ps. Mapa[8][73]. W powstaniu warszawskim w tzw. II rzucie Komendy Głównej AK. Od 7 sierpnia 1944 dowódca oddziałów radiołączności na Starym Mieście, od 16 sierpnia także zastępca szefa łączności Grupy „Północ”. Pod koniec sierpnia 1944 dowódca radiostacji „Wanda 03", zlokalizowanej w Śródmieściu, w fabryce żarówek „Tungsram” w Warszawie, przy ul. 6 Sierpnia 13. Po ewakuacji z Mokotowa do Śródmieścia, 26 września 1944 wraz z cichociemnym ppor. Piotrem Nowakiem ps. Oko, po kilkunastu godzinach wędrówki kanałami, wyszli włazem na ul Dworkowej, dostali się do niewoli, osadzeni w niemieckich obozach jenieckich: Fort Mokotowski, Pruszków, Skierniewice (1944-1945)[10][72][74][75]

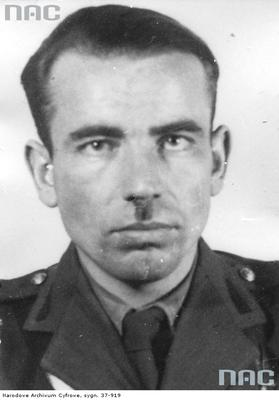
por. cc Michał Busłowicz

- Michał Busłowicz (1912-1944) ps. Bociek – porucznik piechoty, oficer Wojska Polskiego, Polskich Sił Zbrojnych na Zachodzie, Armii Krajowej, Komendy Obszaru Białystok AK, uczestnik kampanii francuskiej. Znajomość języków: rosyjski, francuski[76]. Przeszkolony ze specjalnością w dywersji, zaprzysiężony na rotę ZWZ-AK 26 października 1942[77][78], zrzucony do okupowanej Polski w nocy 16/17 lutego 1943, w sezonie operacyjnym „Intonacja”, w operacji lotniczej „Saw”, w ekipie skoczków nr XX, z samolotu Halifax DT-725 „J” (138 Dywizjon RAF). Start z lotniska RAF Tempsford, zrzut na placówkę odbiorczą „Koń”, w okolicach miejscowości Sulejów, widły Pilicy i Czarnej, 21 km od Piotrkowa Trybunalskiego. Razem z nim skoczyli: ppor. Henryk Januszkiewicz ps. Spokojny, ppor. Bolesław Odrowąż – Szukiewicz ps. Bystrzec, ppor. Adolf Pilch ps. Góra[8][79]. W powstaniu warszawskim w Brygadzie Dyspozycyjno-Zmotoryzowanej „Młot” („Koło”) NSZ, od 9 sierpnia w Grupie „Północ” na Starym Mieście, 19 sierpnia ranny. Od 27 sierpnia w sztabie Zgrupowwania „Trzaska” oraz dowódca 1 plutonu 9 kompanii strzelców Batalionu „Wigry” (rejon Kamiennych Schodków i Kościelnej). Dowódca ostatniego patrolu osłonowego na Placu Krasińskich w czasie zejścia oddziałów śródmiejskich do kanałów. Od 13 września dowódca odcinka mjr Włodzimierza Zawadzkiego ps. Bartkiewicz: ul. Świętokrzyska – „Prudiential” – Mazowiecka. Od 21 września na pododcinku „Radzymin”, w narożniku ul. Marszałkowskiej oraz ul. Królewskiej. Po kapitulacji powstania więzień niemieckiego obozu jenieckiego Bergen-Belsen (1944-1945)[10][78][80][81]

## C

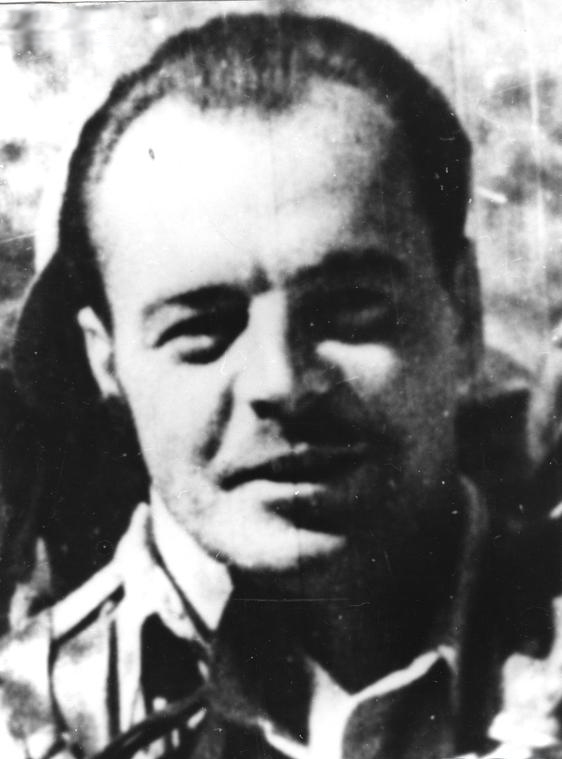
Andrzej Czaykowski (1912–1953)

- Andrzej Czaykowski (1912-1953) ps. Garda – major, harcerz, żołnierz Armii Krajowej, oficer Wojska Polskiego, Armii Polskiej gen. Andersa, Armii Krajowej, Komendy Głównej AK, uczestnik powstania warszawskiego, więzień sowieckich łagrów: Kargopol, Archangielsk (1940-1941)[29], więzień gestapo, obozów koncentracyjnych: KL Gross-Rosen, KL Mittelbau-Dora[22], więzień UB, skazany na śmierć, zamordowany (1951-1953)[4]. Przeszkolony ze specjalnością w dywersji i odbiorze zrzutów, zaprzysiężony na rotę ZWZ-AK 3 września 1943[82][83], zrzucony do okupowanej Polski w nocy 16/17 kwietnia 1944 roku w sezonie operacyjnym „Riposta”, w operacji lotniczej „Weller 10”, w ekipie skoczków nr XLIV, z samolotu Halifax JP-222 „E” (1586 Eskadra PAF). Start z lotniska Campo Casale nieopodal Brindisi, zrzut na zapasową placówkę odbiorczą „Przycisk” 317 (kryptonim polski, brytyjskie oznaczenie numerowe pinpoints), w okolicy miejscowości Kazimierzów, 7 km od Sochaczewa. Razem z nim skoczyli: ppor. Tadeusz Nowobilski ps. Dzwon, kpt. Leopold Skwierczyński ps. Aktor, ppłk dypl. Adam Szydłowski ps. Poleszuk[8][84]. W powstaniu warszawskim jako zastępca dowódcy 2 batalionu Pułku „Baszta”. Od 19 sierpnia organizator oraz dowódca batalionu „Ryś” Pułku „Waligóra”, uczestnik ciężkich walk na Mokotowie oraz Sielcach, 15 września ranny. Zastępca dowódcy połączonych batalionów „Oaza-Ryś”, 26 września wraz z grupą żołnierzy przeszedł kanałami do Śródmieścia Południowego, następnie dowódca grupy mokotowskiej na odcinku taktycznym cichociemnego mjr. Narcyza Łopianowskiego ps. Sarna. 1 października 1944 odznaczony Virtuti Militari. Po kapitulacji powstania wyszedł z grupą żołnierzy do Ożarowa, następnie uciekł[10][83][85][86].
- Kazimierz Człapka (1918-1988) ps. Pionek – porucznik łączności lotnictwa, harcerz, podoficer Wojska Polskiego, oficer Polskich Sił Zbrojnych na Zachodzie, Armii Krajowej, radiotelegrafista Komendy Głównej AK. Znajomość języków: angielski[87]. Przeszkolony ze specjalnością w łączności oraz dywersji, zaprzysiężony na rotę ZWZ-AK 24 czerwca 1942[88][89], zrzucony do okupowanej Polski w nocy 19/20 lutego 1943 roku, w sezonie operacyjnym „Intonacja”, w operacji lotniczej „Spokeshave”, w ekipie skoczków nr XXII, z samolotu Halifax DT-620 „T” (138 Dywizjon RAF). Start z lotniska RAF Tempsford, zrzut na placówkę odbiorczą „Pies” 712 (kryptonim polski, brytyjskie oznaczenie numerowe pinpoints), w okolicach miejscowości Radzice, 9 km od Odrzywołu. Razem z nim skoczyli: sierż. Piotr Nowak ps. Oko, ppor. Czesław Pieniak ps. Bór oraz kurier ppor. Jerzy Lerski ps. Jur.[8][90] W powstaniu warszawskim radiotelegrafista radiostacji „Wanda” 23A na Żoliborzu (I Obwód „Żywiciel”) Okręgu Warszawa AK. Po kapitulacji powstania więzień niemieckich obozów jenieckich: Piastów, Luckenwalde, Sandbostel, Lubeka (1944-1945). 2 maja 1945 uwolniony przez wojska brytyjskie[10][89][91][92].

## D

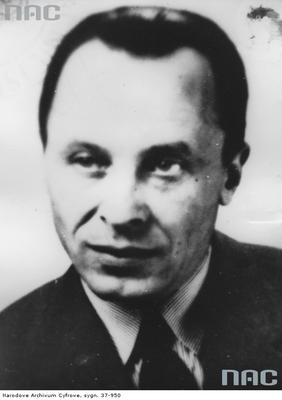
Feliks Dzikielewski (1906–1986)

- Adam Dąbrowski (1921-1944) ps. Puti – podporucznik piechoty, harcerz, oficer Polskich Sił Zbrojnych na Zachodzie, Armii Krajowej, Komendy Okręgu Warszawa AK, uczestnik kampanii norweskiej. Przeszkolony ze specjalnością m.in. w dywersji, zaprzysiężony na rotę ZWZ-AK 23 września 1943[93][94], zrzucony do okupowanej Polski w nocy 4/5 maja 1944, w sezonie operacyjnym „Riposta”, w operacji lotniczej, „Weller 26”, w ekipie skoczków nr L, z samolotu Liberator BZ-965 „S” (138 Dywizjon RAF). Start z lotniska Campo Cassale nieopodal Brindisi, zrzut na placówkę odbiorczą „Szczur”  221, (kryptonim polski, brytyjskie oznaczenie numerowe pinpoints), 31 km od Janowa Lubelskiego pod Bychawą, w okolicy wsi Wola Gałęzowska. Razem z nim skoczyli: ppor. Andrzej Prus-Bogusławski, ps. Pancerz, ppor. Adam Krasiński, ps. Szczur, kpt. Jan Walter, ps. Cyrkiel, por. Alfred Whitehead, ps. Dolina 2, ppor. Józef Zając, ps. Kolanko[8][95]. W powstaniu warszawskim jako oficer dyspozycyjny oraz dowódca 3 plutonu w oddziale osłonowym Kwatery Głównej Komendy Okręgu Warszawa AK. Odznaczony za męstwo i odwagę czterokrotnie Krzyżem Walecznych. Poległ 4 września 1944 wraz z innymi żołnierzami, zasypany w gmachu PKO, w Warszawie przy ul. Jasnej 9, w sztabie Komendy Okręgu[10][94][96][97].Feliks Dzikielewski (1906–1986)

- Feliks Dzikielewski (1906-1986) ps. Oliw – podpułkownik łączności, oficer Wojska Polskiego, Polskich Sił Zbrojnych na Zachodzie, Armii Krajowej, Dowództwa Wojsk Łączności Komendy Głównej AK, Delegatury Sił Zbrojnych na Kraj, WiN, więzień UB (1950-1951), po zwolnieniu szykanowany[4]. Znajomość języków: angielski[98]. Przeszkolony ze specjalnością w łączności, zaprzysiężony na rotę ZWZ-AK 5 października 1942[99][100], zrzucony do okupowanej Polski w nocy 16/17 lutego 1943, w sezonie operacyjnym „Intonacja”, w operacji lotniczej „Vice”, w ekipie skoczków nr XX, z samolotu Halifax DT-727 „K” (138 Dywizjon RAF). Start z lotniska RAF Tempsford, zrzut na placówkę odbiorczą „Lila” 707 (kryptonim polski, brytyjskie oznaczenie numerowe pinpoints),  w Kampinosie, 12 km od Mińska Mazowieckiego. Razem z nim skoczyli: kpt. Tadeusz Burdziński ps. Malina, plt. Stanisław Kazimierczak ps. Ksiądz, plt. Michał Parada ps. Mapa[8][73]. W powstaniu warszawskim w tzw. II rzucie Komendy Głównej AK, w dyspozycji dowódcy Wojsk Łączności. Pod koniec sierpnia jako ochotnik uczestnik ataku na budynek centrali telefonicznej przy ul. Piusa XI (tzw. mała PAST-a). Pod koniec powstania przydzielony jako szef Oddziału I Departamentu Łączności Ministerstwa Obrony Narodowej. Po kapitulacji powstania wyszedł z Warszawy wraz z ludnością cywilną[10][100][101][102].

## G
- Adolf Gałacki (1902-1953) ps. Maszop – porucznik piechoty, uczestnik walk o niepodległość Polski (1918-1920), żołnierz Armii gen. Hallera, uczestnik wojny polsko–bolszewickiej, oficer Wojska Polskiego, Polskich Sił Zbrojnych na Zachodzie, wywiadu morskiego Armii Krajowej, Komendy Głównej AK. Znajomość języków: niemiecki, angielski[103]. Przeszkolony ze specjalnością w wywiadzie morskim, zaprzysiężony na rotę ZWZ-AK 5 listopada 1943 w Chicheley (Wielka Brytania)[104][105], zrzucony do okupowanej Polski w nocy 12/13 kwietnia 1944 w sezonie operacyjnym „Riposta”, w operacji lotniczej „Weller 3”, w ekipie skoczków nr XL, z samolotu Halifax JP-180 „V” (1586 Eskadra PAF). Start z lotniska Campo Casale, zrzut na placówkę odbiorczą „„Wieszak” 226 (kryptonim polski, brytyjskie oznaczenie numerowe pinpoints), w okolicach miejscowości Zalesie, 14 km od Mińska Mazowieckiego.. Razem z nim skoczyli: mjr dypl. Leon Bazała ps. Striwąż, por. Aleksander Piekarski ps. Turkuć, mjr Edward Piotrowski ps. Mema[8][106]. W powstaniu warszawskim początkowo w oddziale por. Zarzyckiego ps. Płomień w Śródmieściu, następnie jako oficer do zleceń szefa ekspozytury „Lombard” Oddziału II (informacyjno-wywiadowczego) Komendy Głównej AK.Po kapitulacji powstania więzień niemieckiego obozu jenieckiego Gross-Born (1944-1945)[10][105][107][108].

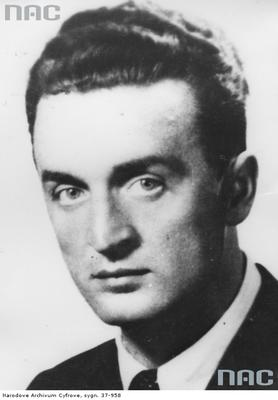
Tadeusz Gaworski (1916–1963)

- Tadeusz Gaworski (1916-1963) ps. Lawa – kapitan piechoty, oficer Wojska Polskiego, Polskich Sił Zbrojnych na Zachodzie, Armii Krajowej, Komendy Głównej AK, Delegatury Sił Zbrojnych na Kraj. Znajomość języków: niemiecki[109]. Przeszkolony ze specjalnością w dywersji, zaprzysiężony na rotę ZWZ-AK 14 stycznia 1942[110][111], zrzucony do okupowanej Polski w nocy 25/26 stycznia 1943 w sezonie operacyjnym „Intonacja”, w operacji lotniczej „Brace”, w ekipie skoczków nr XVIII, z samolotu Halifax DT-727 „K” (138 Dywizjon RAF). Start z lotniska RAF Tempsford, zrzut na placówkę odbiorczą „Chmiel” 103 (kryptonim polski, brytyjskie oznaczenie numerowe pinpoints), obok szosy Warszawa – Radom, 13 km od Białobrzegów. Razem z nim skoczyli: por. Ignacy Bator ps. Opór, płk Roman Rudkowski ps. Rudy oraz kurier Delegatury Rządu na Kraj kpr. Wiktor Czyżewski ps. Cap.[8][14] W powstaniu warszawskim jako dowódca specjalnego plutonu lotniczego miał przeprowadzić atak na gmach Dowództwa Lotnictwa przy ul. Puławskiej oraz Lotnisko Okęcie, z ataku zrezygnowano. Od 17 sierpnia 1944 w Puszczy Kampinoskiej, dowódca plutonu specjalnego, od 17 września 1944 dowódca kompanii szturmowej Pułku „Palmiry-Młociny”, Wydziału Lotnictwa „Bociany” Oddziału III Komendy Głównej AK[10][111][112][113].

- Norbert Gołuński (1919-2000) ps. Bombram – podporucznik marynarki czasu wojny, harcerz, kapitan żeglugi wielkiej, oficer Wojska Polskiego, Polskich Sił Zbrojnych na Zachodzie, oficer wywiadu ofensywnego (morskiego) Armii Krajowej, Komendy Głównej AK. Znajomość języków: niemiecki[114]. Przeszkolony ze specjalnością w wywiadzie morskim, zaprzysiężony na rotę ZWZ-AK 22 kwietnia 1943 w Audley End (Wielka Brytania)[115][116], zrzucony do okupowanej Polski w nocy 16/17 września 1943 w sezonie operacyjnym „Riposta”, w operacji lotniczej „Neon 2”, w ekipie skoczków nr XXXI, z samolotu Halifax JN-911 „Z” (138 Dywizjon RAF). Start z lotniska RAF Tempsford, zrzut na placówkę odbiorczą „Wieszak” 105 (kryptonim polski, brytyjskie oznaczenie numerowe pinpoints), w okolicach miejscowości Mienia (14 km od Mińska Mazowieckiego). Razem z nim skoczyli: ppor. Otton Wiszniewski ps. Topola oraz kpt. mar. Bogusław Żurawski ps. Mistral[8][117]. W powstaniu warszawskim w składzie komendy Podobwodu Śródmieście Południe AK jako oficer kontrwywiadu i bezpieczeństwa. Po kapitulacji powstania więzień niemieckich obozów jenieckich: Lamsdorf, Gros-Born, Sandbostel, Lubeka (1944-1945). 2 maja 1945 uwolniony przez wojska angielskie[10][116][118][119].
- Zygmunt Gromnicki (1911-1994) ps. Gula – kapitan, oficer Wojska Polskiego, Polskich Sił Zbrojnych na Zachodzie, wywiadu morskiego Armii Krajowej, Komendy Głównej AK, uczestnik kampanii francuskiej, więzień UB (1952-1953)[4]. Przeszkolony ze specjalnością w wywiadzie, zaprzysiężony na rotę ZWZ-AK 5 listopada 1943[120][121], zrzucony do okupowanej Polski w nocy 9/10 kwietnia 1944 w sezonie operacyjnym „Riposta”, w operacji lotniczej „Weller 1”, w ekipie skoczków nr XXXVIII, z samolotu Halifax JP-180 „V” (1586 Eskadra PAF). Start z lotniska Campo Casale nieopodal Brindisi, zrzut na placówkę odbiorczą „Koc 1" 117 (kryptonim polski, brytyjskie oznaczenie numerowe pinpoints),  w okolicach miejscowości Nieporęt, 9 km od Radzymina. Razem z nim skoczyli: st. sierż. Edward Kowalik ps. Ciupuś, st. sierż. Albin Łakomy ps. Twornik, ppłk dypl. Felicjan Majorkiewicz ps. Iron.[8][7] W powstaniu warszawskim od 1 sierpnia 1944 oficer do zleceń szefa Kwatery Głównej Komendy Okręgu Warszawa AK oraz oficer Oddziału II (informacyjno-wywiadowczy) Komendy Głównej AK. Po kapitulacji powstania więzień niemieckich obozów jenieckich: Ożarów, Łambinowice, Gross-Born, Lubeka (1944-1945). 2 maja 1945 uwolniony przez wojska brytyjskie[10][121][122][123].

## H

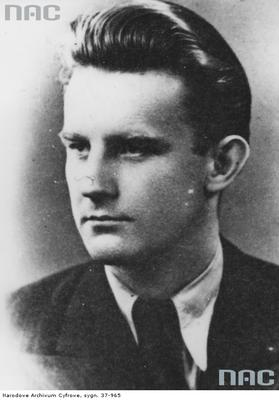
Stanisław Harasymowicz (1917–1994)

- Stanisław Harasymowicz (1917-1994) ps. Lalka – podporucznik artylerii, oficer Wojska Polskiego, Polskich Sił Zbrojnych na Zachodzie, Armii Krajowej, m.in. poleskiej bazy „Start II” Centrali Zaopatrzenia Terenu „Czata” 30 Dywizji Piechoty AK. Znajomość języków: niemiecki, angielski[124]. Przeszkolony ze specjalnością w dywersji, zaprzysiężony na rotę ZWZ-AK 5 listopada 1943 w Chicheley (Wielka Brytania)[125][126], zrzucony do okupowanej Polski w nocy 16/17 kwietnia 1944 roku w sezonie operacyjnym „Riposta”, w operacji lotniczej „Weller 15”, w ekipie skoczków nr XLV, z samolotu Halifax JP-236 „A” (1586 Eskadra PAF). Start z lotniska Campo Casale nieopodal Brindisi, zrzut na placówkę „Obraz” 318 (kryptonim polski, brytyjskie oznaczenie numerowe pinpoints), za ujściem Bugu – Narwi, w okolicach miejscowości Krawcowizna, 12 km od Tłuszcza. Razem z nim skoczyli: por. Jerzy Buyno ps. Gżegżółka (jego brat przyrodni), st. sierż. Mieczysław Psykała ps. Kalwadosik, mjr. dypl. Jerzy Szymański ps. Boga[8][127]. W powstaniu warszawskim dowódca plutonu kompanii „Zgoda” Batalionu „Czata 49". Od 9 sierpnia 1944 dowódca plutonu „Mieczyków” następnego dnia ciężko ranny w okolicy ul. Stawki. Poległ, trafiony ponownie podczas transportu z pola walki. Według innej relacji zmarł 11 sierpnia w szpitalu Jana Bożego[10][126][128][129].
- Władysław Hauptman (1916-1988) ps. Gapa – podporucznik lotnictwa czasu wojny, żołnierz Wojska Polskiego, oficer Polskich Sił Zbrojnych na Zachodzie, Armii Krajowej, radiotelegrafista Komendy Głównej AK, więzień NKWD (Łódź, Moskwa, 1945). Przeszkolony ze specjalnością w łączności radiowej dla lotnictwa oraz dywersji, zaprzysiężony na rotę ZWZ-AK 4 marca 1943 w Audley End (Wielka Brytania)[130][131], zrzucony do okupowanej Polski w nocy 8/9 kwietnia 1944, w sezonie operacyjnym „Riposta”, w operacji lotniczej „Weller 6”, w ekipie skoczków nr XXXVI, z samolotu Halifax JP-207 „E” (1586 Eskadra PAF). Start z lotniska Campo Casale nieopodal Brindisi, zrzut na placówkę „Nil 1" 133 (kryptonim polski, brytyjskie oznaczenie numerowe pinpoints), w okolicach wsi Zamożna Wola i Rozprza. Razem z nim skoczyli: ppor. Kazimierz Niepla ps. Kawka, ppor. Jerzy Sztrom ps. Pilnik, ppor. Henryk Zachmost ps. Zorza[8][132]. W powstaniu warszawskim jako radiotelegrafista radiostacji Wydziału Lotnictwa „Bociany” Oddziału III Komendy Głównej AK, zlokalizowanej przy ul. Wilczej 14, następnie Wilczej 9, wraz z cichociemnymi: radiotelegrafistą por. Ignacym Batorem ps. Opór oraz radiomechanikiem st. sierż. Edwardem Kowalikiem ps. Ciupuś. Prawdopodobnie razem ze st. sierż. Edwardem Kowalikiem wyszli kanałami z Warszawy. Od 1 października 1944 w Milanówku[10][131][133][134].

## I

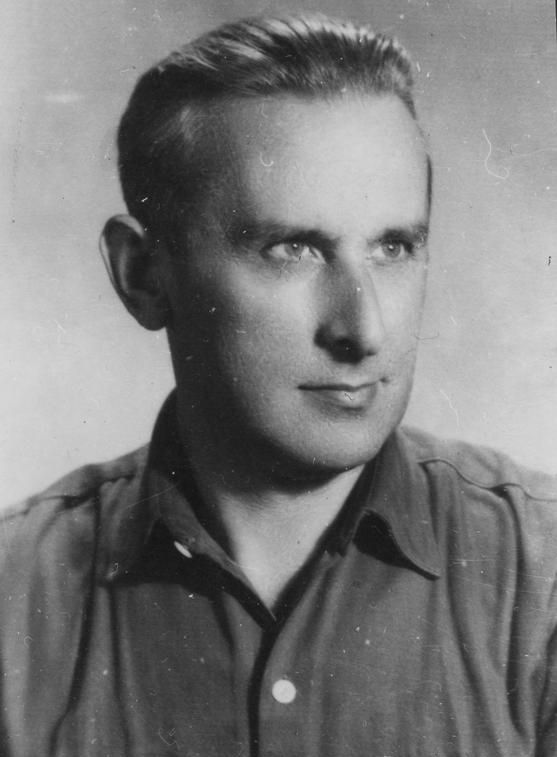
Stefan Ignaszak (1911–2005)

- Stefan Ignaszak (1911-2005) ps. Drozd – podpułkownik, oficer Wojska Polskiego, Polskich Sił Zbrojnych na Zachodzie, oficer wywiadu ofensywnego Armii Krajowej (m.in. wytropił tajną niemiecką broń V2), Komendy Głównej AK, więzień NKWD (1939), więzień UB, skazany na śmierć (Warszawa, 1945-1951)[4]. Znajomość języków: niemiecki[135]. Przeszkolony ze specjalnością w wywiadzie, zaprzysiężony na rotę ZWZ-AK 29 grudnia 1942[136][137], zrzucony do okupowanej Polski w nocy 13/14 marca 1943 roku, w sezonie operacyjnym „Intonacja”, w operacji „Window”, w ekipie skoczków nr XXIV, z samolotu Halifax HR-666 „E” (138 Dywizjon RAF). Start z lotniska RAF Tempsford, zrzut na placówkę odbiorczą „Żbik” 605 (kryptonim polski, brytyjskie oznaczenie numerowe pinpoints), w okolicach miejscowości Lelów, 8 km. od Koniecpola. Razem z nim skoczyli: por. Antoni Chmielowski ps. Wołk, ppor. Stefan Jasieński ps. Alfa, ppor. Władysław Maksyś ps. Azot.[8][138] W powstaniu warszawskim jako oficer informacyjny (wywiad) 3 Batalionu Pancernego VI Zgrupowania AK „Golski”. Od 15 sierpnia dowódca plutonu rozpoznawczego, rozpracowującego lokalizację pozycji wroga. Od 20 września 1944 w batalionie 72 Pułku Piechoty 28 Dywizji Piechoty w Śródmieściu Południowym, w walkach z oddziałami Wehrmachtu i SS m.in. w rejonie Kolonii Staszica, Pola Mokotowskiego oraz ulic Polnej i Noakowskiego. 21 września 1944 awansowany na stopień rotmistrza, 29 września 1944 odznaczony Krzyżem Walecznych, 1 października 1944 odznaczony Srebrnym Krzyżem Zasługi z Mieczami. Po kapitulacji powstania wyszedł z Warszawy wraz z ludnością cywilną oraz cichociemnym Januszem Prądzyńskim i łączniczką Ireną Wołowińską ps. Teresa. Uciekł z kolumny pieszych w Piastowie[10][137][139][140].

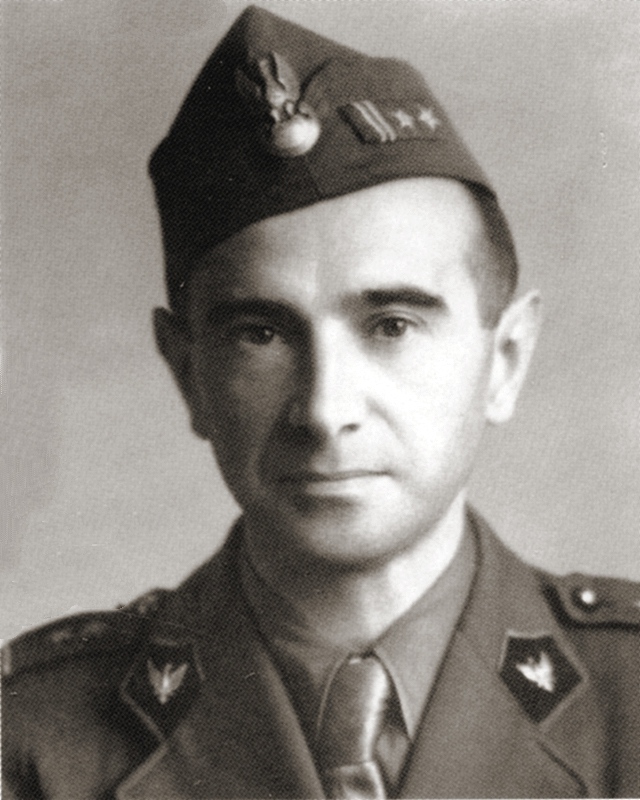
Kazimierz Iranek-Osmecki (1897–1984)

- Kazimierz Iranek-Osmecki (1897-1984) ps. Heller – pułkownik dyplomowany, uczestnik walk o niepodległość Polski (1913, 1916, 1920), oficer dyplomowany Wojska Polskiego, Polskich Sił Zbrojnych na Zachodzie, Sztabu Naczelnego Wodza, Armii Krajowej, szef wywiadu ofensywnego Komendy Głównej AK, współzałożyciel Studium Polski Podziemnej. Znajomość języków: niemiecki[141]. Przeszkolony ze specjalnością w wywiadzie, zaprzysiężony na rotę ZWZ 13 grudnia 1939[142][143], zrzucony do okupowanej Polski w nocy 13/14 marca 1943 w sezonie operacyjnym „Intonacja”, w operacji lotniczej „Stock”, w ekipie skoczków nr XXIV, z samolotu Halifax DT-726 „H” (138 Dywizjon RAF). Start z lotniska RAF Tempsford, wskutek błędu nawigatora zrzut poza planowaną placówkę odbiorczą „Koza” 608 (kryptonim polski, brytyjskie oznaczenie numerowe pinpoints), w okolicach miejscowości Celestynów i Pilawa. Razem z nim skoczyli: ppor. Jan Hörl ps. Frog, ppor. Czesław Rossiński ps. Kozioł, ppor. Witold Strumpf ps. Sud.[8][144] W powstaniu warszawskim jako szef Oddziału II (wywiad) KG AK, wraz z I rzutem Komendy Głównej AK na Woli, Starym Mieście oraz Śródmieściu. 1 października 1944 wyznaczony przez gen. Komorowskiego ps. Bór pełnomocnikiem i przewodniczącym delegacji polskiej do rozmów kapitulacyjnych. 2 października 1944 uczestniczył w rozmowach z dowódcą tzw. Korpsgruppe von dem Bach, niemieckim generałem SS i zbrodniarzem wojennym Erichem von dem Bach-Zelewskim. W imieniu dowództwa AK wraz z ppłk. Zygmuntem Dobrowolskim podpisał w Ożarowie „Układ o zaprzestaniu działań wojennych w Warszawie”. Odmówił przyjęcia awansu generalskiego. Po kapitulacji powstania więzień niemieckich obozów jenieckich: Langwasser, Colditz, Altenmarkt im Pongau (1944-1945). Uwolniony z obozu 5 maja 1945[10][143][145][146].

## J
- Henryk Jachciński (1917-1976) ps. Kret – porucznik piechoty, oficer Wojska Polskiego, Polskich Sił Zbrojnych na Zachodzie, Armii Krajowej, Kedywu Obszaru Zachodniego AK. Znajomość języków: angielski, niemiecki[147]. Przeszkolony ze specjalnością w dywersji, zaprzysiężony na rotę ZWZ-AK 24 sierpnia 1942[148][149], zrzucony do okupowanej Polski w nocy 20/21 lutego 1943 w sezonie operacyjnym „Intonacja”, w operacji lotniczej „Rivet”, w ekipie skoczków nr XXIII, z samolotu Halifax DT-620 „T” (138 Dywizjon RAF). Start z lotniska RAF Tempsford, zrzut na placówkę „Okoń”, w okolicach miejscowości Okoń, Nakło, 11 km od Koniecpola. Razem z nim skoczyli: por. Marian Garczyński ps. Skała, ppor. Lech Rydzewski ps. Grom, por. Kazimierz Rzepka ps. Ognik[8][150]. W powstaniu warszawskim jako dowódca 3 plutonu ciężkich karabinów maszynowych kompanii „Gustaw”, Reduta „Kaliska”. Od 18 sierpnia dowódca 3 plutonu ckm kompanii „Gustaw” Batalionu „Ryś”. Walczył na Ochocie, w Lasach Chojnowskich, na Sadybie, Siedlcach i Mokotowie. Po kapitulacji Mokotowa od 27 września więzień niemieckiego obozu jenieckiego Altengrabow (1944-1945), 3 maja 1945 uciekł, w czerwcu dotarł do 1 Dywizji Pancernej gen. Maczka stacjonującej w Meppen[10][149][151][152].

- Ewaryst Jakubowski (1920-1944) ps. Brat – porucznik, podchorąży Wojska Polskiego, oficer Polskich Sił Zbrojnych na Zachodzie, Armii Krajowej, Kedywu Okręgu Kielce AK, instruktor szkoły dywersji Kedywu „Zagajnik”.  Znajomość języków: niemiecki, angielski[153]. Przeszkolony ze specjalnością w dywersji, zaprzysiężony na rotę ZWZ-AK[154][155], zrzucony do okupowanej Polski w nocy 1/2 października 1942 w sezonie operacyjnym „Intonacja”, w operacji lotniczej „Gimlet”, w ekipie skoczków nr XIV, z samolotu Halifax W-7774 „T” (138 Dywizjon RAF). Start z lotniska RAF Tempsford, zrzut na placówkę odbiorczą „Zamek” 210 (kryptonim polski, brytyjskie oznaczenie numerowe pinpoints), w okolicach miejscowości Pawłowice i Życzyn, 16 km od Dęblina. Razem z nim skoczyli: ppor. Marian Gołębiewski ps. Ster, ppor. Stanisław Jagielski ps. Gacek, por. Władysław Klimowicz ps. Tama, ppor. Ryszard Kowalski ps. Benga, ppor. Jan Poznański ps. Pływak[8][156]. W powstaniu warszawskim adiutant dowódcy Brygady Dywersji „Broda 43” (Zgrupowanie „Radosław”), uczestniczył w walkach „Brody 53" na Woli, Muranowie oraz na Starym Mieście. Poległ 31 sierpnia 1944 przy ul. Bielańskiej, podczas częściowo udanej próby przedarcia się ze Stawek do Śródmieścia. 2 października 1944 odznaczony Vurtuti Militari oraz Krzyżem Walecznych. Pochowany na Cmentarzu Wojskowym na Powązkach, w kwaterze żołnierzy batalionu „Zośka” – A 20, rząd 5, grób 13 (mogiła zbiorowa)[10][155][157][158].

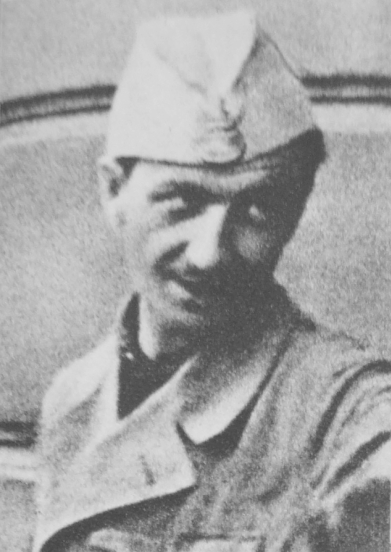
Stanisław Jankowski (1911–2002)

- Stanisław Jankowski (1911-2002) ps. Agaton – kapitan artylerii, harcerz, architekt urbanista, oficer Wojska Polskiego, Polskich Sił Zbrojnych na Zachodzie, wywiadu ofensywnego Armii Krajowej, Komendy Głównej AK. Znajomość języków: niemiecki, rosyjski[159]. Przeszkolony ze specjalnością w wywiadzie, zaprzysiężony na rotę ZWZ-AK 11 grudnia 1941[160][161], zrzucony do okupowanej Polski w nocy 3/4 marca 1942, w próbnym sezonie operacyjnym, w operacji lotniczej „Collar”, w ekipie skoczków nr IV, z samolotu Halifax L-9618 „W”. Start z lotniska RAF Stradishall, zrzut na placówkę odbiorczą „Pole”, w okolicach miejscowości Łosinno, 7 km od Wyszkowa. Razem z nim skoczyli: por. Jan Kochański ps. Jarema, kpt. Zygmunt Milewicz ps. Róg, kpt. Bohdan Piątkowski ps. Mak, por. Franciszek Pukacki ps. Gzyms, por. Jan Rogowski ps. Czarka[8][162]. W powstaniu warszawskim od 2 do 13 sierpnia 1944 jako dowódca plutonu „Agaton” w batalionie „Pięść” Zgrupowania „Radosław”, który obsadził Cmentarz Ewangelicki na Woli. Lekko ranny 9 sierpnia na Stawkach, przy ul. Bonifraterskiej, uczestniczył w walkach batalionu „Czata 49". W nocy 13/14 sierpnia wraz z 3 oficerami, w tym cichociemnym Stefanem Bałukiem ps. Kubuś przeszedł w pierwszym patrolu kanałami ze Starówki na Żoliborz (i z powrotem), w celu nawiązania łączności z płk. Mieczysławem Niedzielskim ps. Żywiciel. Po nawiązaniu łączności i powrocie, uczestnik natarcia na Dworzec Gdański. Wraz z patrolem jeszcze dwukrotnie przechodził kanałami pomiędzy Starówką a Żoliborzem. 28 sierpnia odznaczeni zostali Orderem Virturi Militari V kl. Przechodził kilkakrotnie kanałami także na Mokotów, Sadybę, Śródmieście.Od 4 września 1944 dowódca „Oddziału Łączności nr 59" (pluton „Agaton” oraz części kompanii „Zemsta”) ochraniającego Komendę Główną AK, kwaterującą w Śródmieściu Południowym. 22 września odznaczony Krzyżem Walecznych po raz drugi. Awansowany na stopień kapitana ze starszeństwem od 15 lipca 1944. Po kapitulacji powstania adiutant gen. Tadeusza Komorowskiego ps. Bór, więzień niemieckich obozów jenieckich: Kruglanken, Langwasser, Colditz, Tittmonning, Laufen, Altenmarkt im Pongau (1944-1945). 5 maja 1945 uwolniony na szosie tyrolskiej razem z gen. Komorowskim oraz innymi wyższymi oficerami AK przez żołnierzy amerykańskiej 103 Dywizji Piechoty[10][161][163][164].
- Tadeusz Stanisław Jaworski (1910-1968) ps. Bławat – kapitan piechoty, oficer Wojska Polskiego, Polskich Sił Zbrojnych na Zachodzie, Armii Krajowej. Zaprzysiężony na rotę ZWZ-AK 23 września 1943 w Chicheley (Wielka Brytania)[165][166], zrzucony do okupowanej Polski w nocy 4/5 maja 1944 w sezonie operacyjnym „Riposta”, w operacji lotniczej „Weller 17”, w ekipie skoczków nr XLIX, z samolotu Halifax JP-177 „P” (1586 Eskadra PAF). Start z lotniska Campo Casale nieopodal Brindisi, zrzut na placówkę odbiorczą „Mewa 1" 222 (kryptonim polski, brytyjskie oznaczenie numerowe pinpoints), w okolicach miejscowości Dalechowice, 15 km od Skalbmierza. Razem z nim skoczyli: ppor. Zdzisław Luszowicz ps. Szakal, por. Antoni Nosek ps. Kajtuś, por. Cezary Nowodworski ps. Głóg, por. Mieczysław Szczepański ps. Dębina, por. Czesław Trojanowski ps. Litwos[8][167]. W powstaniu warszawskim od 2 sierpnia jako dowódca plutonu oraz 2 kompanii dyspozycyjnej batalionu „Iwo”, z kwaterą w rejonie ul. Marszałkowskiej 74. Od 23 sierpnia do 15 września dowódca plutonu szturmowego kompanii „Gaduła” batalionu „Miłosz” na wschodniej części odcinka taktycznego „Bogumił”, w rejonie ulic: Al Ujazdowskie 37, Matejki, Wiejska, Piusa. 2 września dwukrotnie ranny, postrzelony z broni maszynowej podczas walk w okolicach Sejmu. Od 15 września dowódca 3 kompanii batalionu szturmowego „Odwet 2" Zgrupowania „Golski”. Walczył na odcinku „Topór” w rejonie Politechniki oraz Noakowskiego 8, 10, 12 i 14. Po kapitulacji powstania więzień niemieckich obozów jenieckich: Ożarów, Sandbostel, Lubeka (1944-1945). Podczas transportu do oflagu w Lubece uwolniony przez oddziały wojsk angielskich[10][166][168][169].

## K

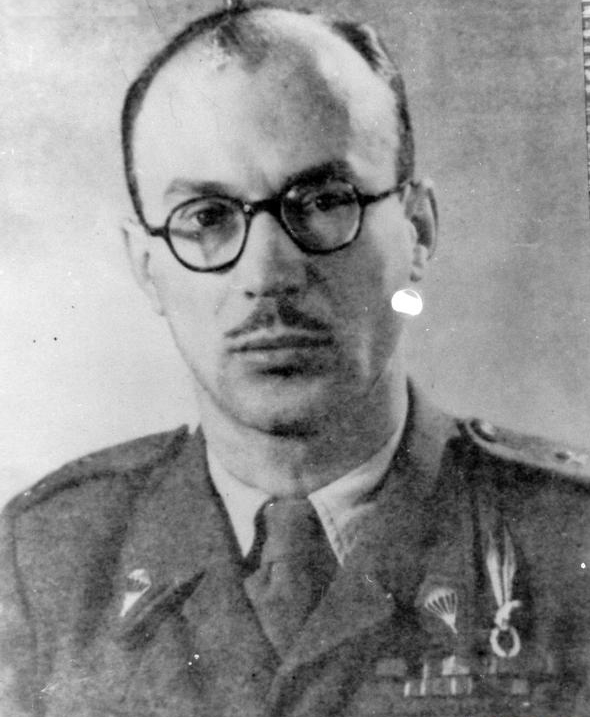
Tadeusz Klimowski (1911–1981)

- Jan Kamieński (1906-1987) ps. Cozas – podpułkownik dyplomowany piechoty, oficer Wojska Polskiego, Polskich Sił Zbrojnych na Zachodzie, Sztabu Naczelnego Wodza, Armii Krajowej, Komendy Głównej AK, NIE, Narodowych Sił Zbrojnych, Delegatury Sił Zbrojnych na Kraj, uczestnik kampanii francuskiej. Zaprzysiężony na rotę ZWZ-AK 16 maja 1942[170][171], zrzucony do okupowanej Polski w nocy 8/9 kwietnia 1944 w sezonie operacyjnym „Riposta”, w operacji lotniczej „Weller 7", w ekipie skoczków nr XXXVII, z samolotu Liberator BZ-965 „S” (1586 Eskadra PAF). Start z lotniska Campo Casale nieopodal Brindisi, zrzut na placówkę odbiorczą „Jodła” 134 (kryptonim polski, brytyjskie oznaczenie numerowe pinpoints), w widłach Pilicy i Wisły, w okolicach miejscowości Paprotnia, Łękawica, 12 km od stacji kolejowej Dobieszyn. Razem z nim skoczyli: ppor. Tadeusz Kobyliński ps. Hiena, por. Tadeusz Starzyński ps. Ślepowron oraz kurier ppor. Wiktor Karamać ps. Kabel[8][132]. W powstaniu warszawskim jako oficer Oddziału III Komendy Głównej AK, w tzw. I rzucie KG AK. Od 18 października 1944 szef Oddziału III (operacyjno-szkoleniowego) Komendy Głównej AK (tzw. II rzut). Walczył w rejonie Woli, Starego Miasta, Śródmieścia Północ oraz Śródmieścia Południowego. Po kapitulacji powstania, na rozkaz Dowódcy AK wyszedł z Warszawy wraz z ludnością cywilną[10][171][172][173].Tadeusz Klimowski (1911–1981)

- Tadeusz Klimowski (1911–1981) ps. Klon – major dyplomowany, nauczyciel, oficer Straży Granicznej, Polskich Sił Zbrojnych na Zachodzie, Armii Krajowej, m.in. dowódca II Odcinka „Wachlarza”, komendant Inspektoratu Rejonowego Równe AK, szef Oddziału III Komendy Okręgu Wołyń AK, szef sztabu 27 Wołyńskiej Dywizji Piechoty AK. Znajomość języków: francuski[174]. Przeszkolony ze specjalnością w dywersji, zaprzysiężony na rotę ZWZ-AK 10 listopada 1941[175][176], zrzucony do okupowanej Polski w nocy 6/7 stycznia 1942, w próbnym sezonie operacyjnym, w operacji lotniczej „Shirt”, w ekipie skoczków nr III, z samolotu Halifax L-9618 „W”. Start z lotniska RAF Lakenheat (obecnie lotnisko USAF), zrzut na placówkę odbiorczą „Kocioł”, w okolicach miejscowości Cegłów, Stefanówka, 7 km od Mińska Mazowieckiego. Razem z nim skoczyli: ppłk Henryk Krajewski ps. Trzaska, ppor. Jan Marek ps. Walka, por. Zbigniew Piasecki ps. Orlik, kpt. Jan Smela ps. Wir oraz kurier Delegatury Rządu na Kraj ppor. Benedykt Moszyński ps. Andrzej[8][177]. W powstaniu warszawskim od 2 sierpnia jako zastępca dowódcy batalionu „Iwo” (odwodowego) operującego w Śródmieściu Południe (ul. ks. Skorupki). Od 29 sierpnia w sztabie Podobwodu Śródmieście-Południe. Od 9 września dowódca batalionu „Ostoja”, operującego na odcinku cichociemnego mjr. Narcyza Łopianowskiego ps. Sarna. Walczył w Śródmieściu Południowym. Po kapitulacji powstania od 5 października więzień niemieckich obozów jenieckich: Sandbostel, Murnau (1944-1945). 29 kwietnia 1945 uwolniony przez żołnierzy Armii USA[10][176][178][179].

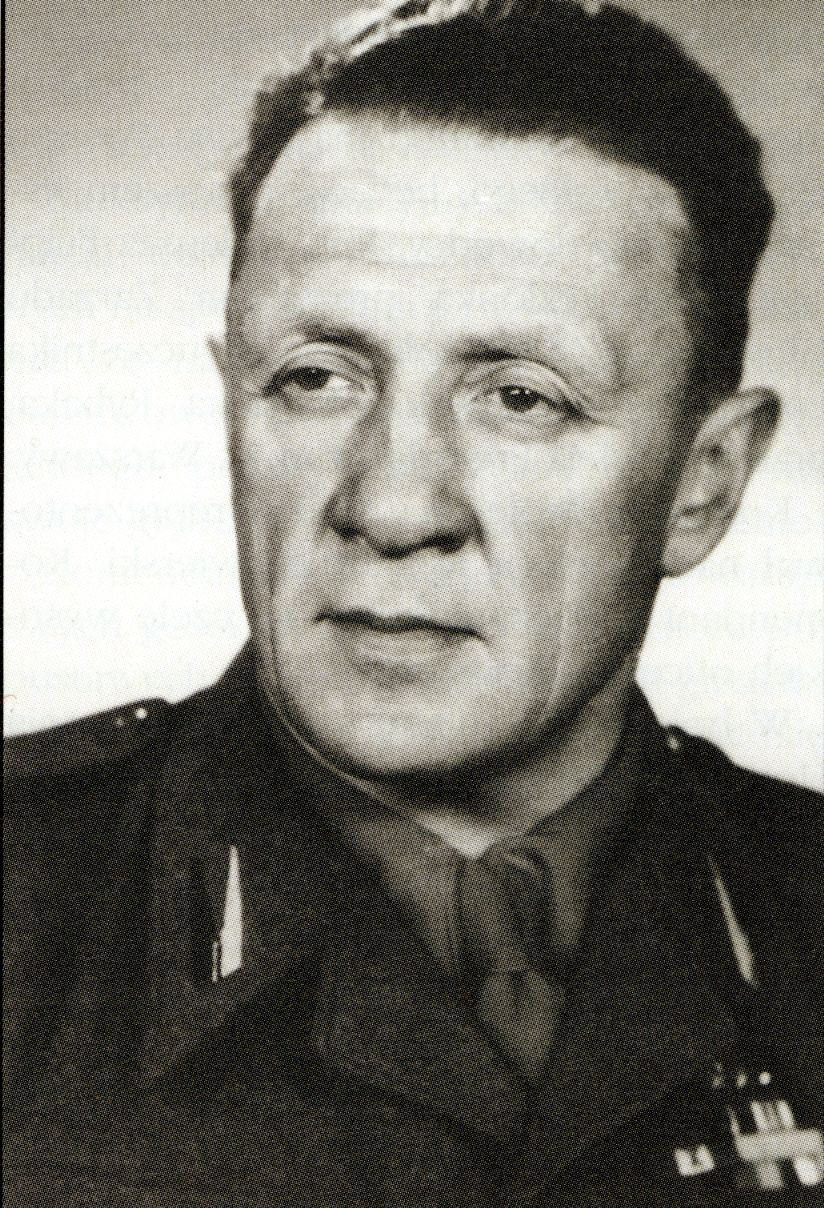
Bolesław Kontrym (1898–1953)

- Ignacy Konstanty (1906-1972) ps. Szmaragd – podporucznik, nauczyciel, podchorąży Wojska Polskiego, oficer Polskich Sił Zbrojnych na Zachodzie, Armii Krajowej, Okręgu Lublin AK. Znajomość języków: niemiecki[180]. Przeszkolony ze specjalnością w dywersji, zaprzysiężony na rotę ZWZ-AK 30 stycznia 1943[181][182], zrzucony do okupowanej Polski w nocy 19/20 marca 1943 w sezonie operacyjnym „Intonacja”, w operacji lotniczej „Beam”, w ekipie skoczków nr XXVII, z samolotu Halifax BB-340 „D” (138 Dywizjon RAF). Start z lotniska RAF Tempsford pod Londynem, zrzut na placówkę odbiorczą „Mewa” 958 (kryptonim polski, brytyjskie oznaczenie numerowe pinpoints), w okolicach miejscowości Odrowąż, Wielka Dabrówka, 12 km od Opoczna. Razem z nim skoczyli: ppor. Wilhelm Pluta ps. Pion, ppor. Wiktor Wiącek ps. Kanarek[8][183]. W powstaniu warszawskim jako dowódca plutonu saperów Zgrupowania „Żywiciel”. Od 20 września 1944 dowódca 8 Dywizji Piechoty AK im. Romualda Traugutta, do kapitulacji dzielnicy 30 września 1944. Walczył na Żoliborzu. Po kapitulacji powstania w konwoju jeńców do niemieckiego obozu jenieckiego w Pruszkowie, dzięki pomocy polskich kolejarzy zbiegł z transportu we Włochach, dotarł do Otwocka, nstępnie do Starego Sącza[10][182][184][185].

- Bolesław Kontrym (1898-1953) ps. Żmudzin – major, uczestnik walk o niepodległość Polski (1917-1918), oficer Armii Czerwonej (1918–1922), oficer Policji Państwowej II R.P., Wojska Polskiego, Polskich Sił Zbrojnych na Zachodzie, Armii Krajowej, m.in. dowódca III Odcinka „Wachlarza”, szef służby śledczej Polskiego Państwa Podziemnego, organizator i dowódca oddziału dyspozycyjnego Delegatury Rządu Na Kraj „Sztafeta” – „Podkowa” („Pilawa”), więzień UB, skazany na śmierć, zamordowany (1948-1953)[4]. Znajomość języków: rosyjski, francuski, angielski[186]. Uczestnik kursu szturmowego oraz spadochronowego, zaprzysiężony na rotę ZWZ-AK 7 kwietnia 1942[187][188], zrzucony do okupowanej Polski w nocy 1/2 września 1942 w sezonie operacyjnym „Intonacja”, w operacji lotniczej „Smallpox”, w ekipie skoczków nr XI, z samolotu Halifax W-7773 „S” (138 Dywizjon RAF). Start z lotniska RAF Tempsford, zrzut na placówkę odbiorczą „Rogi”, na terenie nadleśnictwa Łoś-Rogatki, w okolicach miejscowości Bogatki, 16 km na północny wschód od Grójca. Razem z nim skoczyli: por. Mieczysław Eckhardt ps. Bocian, ppor. Michał Fijałka ps. Kawa, por. Wacław Kopisto ps. Kra, por. Hieronim Łagoda ps. Lak, por. Leonard Zub-Zdanowicz ps. Ząb[8][189]. W powstaniu warszawskim jako dowódca 4 kompanii Zgrupowania „Bartkiewicz” oraz dowódca odcinka taktycznego Królewska – Kredytowa – pl. Małachowskiego. Czterokrotnie ranny: 1 sierpnia przy pl. Dabrowskiego, 4 sierpnia podczas dowodzenia atakiem na PAST-ę przy ul. Zielnej, 5 września podczas walk o budynek Gimnazjum im. Mikołaja Reja oraz 27 września podczas bombardowania ul. Królewskiej. Walczył w Śródmieściu oraz Śródmieściu Północ. Odznaczony Krzyżem Walecznych po raz trzeci oraz Virtuti Militari. Po kapitulacji powstania więzień niemieckich obozów jenieckich: Lamsdorf, Falingbostel, Gross-Born, Sandbostel, Bergen-Belsen (1944-1945)[10][188][190][191].

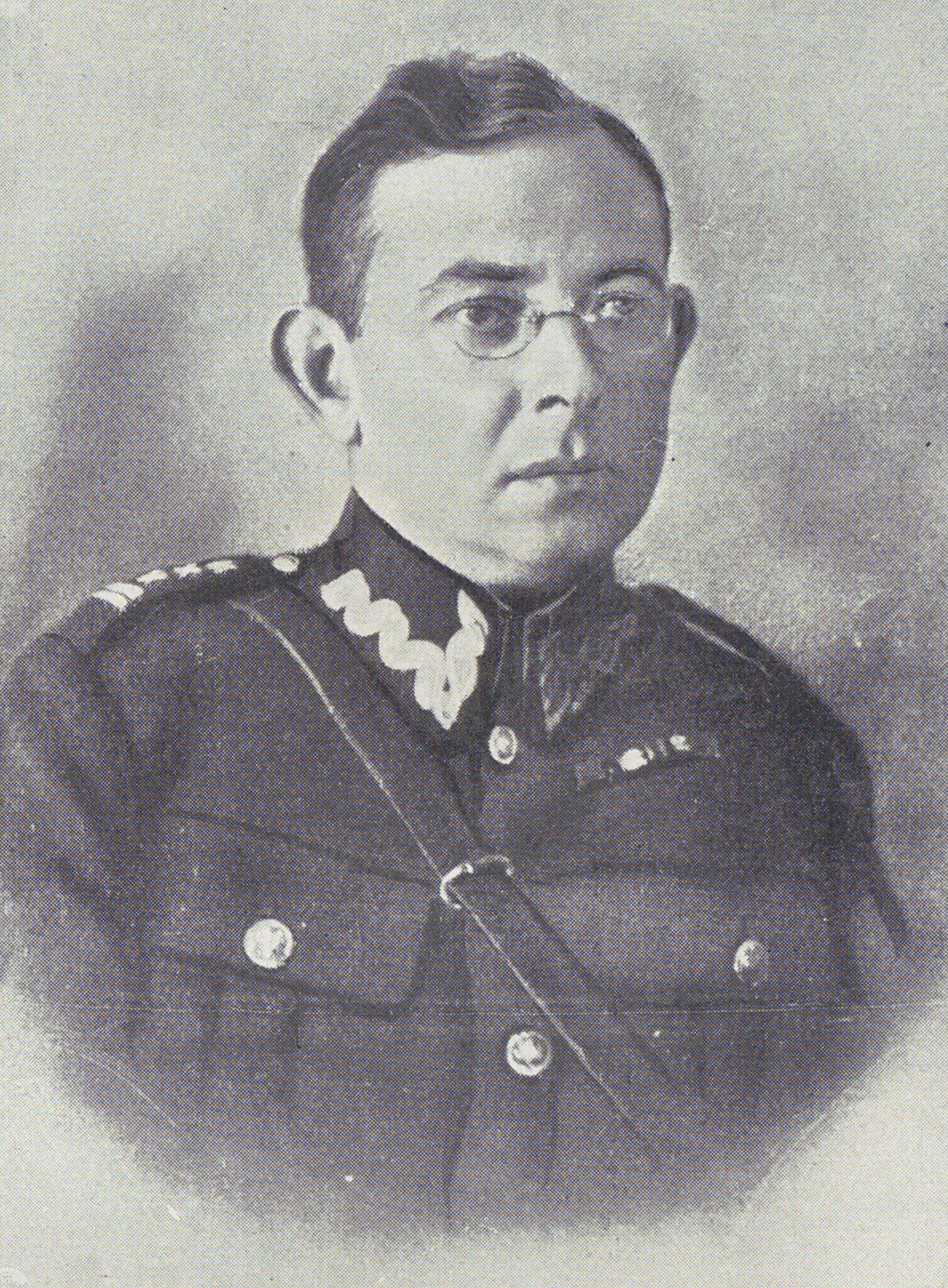
Tadeusz Kossakowski (1888–1965)

- Tadeusz Kossakowski (1888-1965) ps. Krystynek – generał dywizji, uczestnik walk o niepodległość Polski (1909-1920), oficer Polskich Sił Zbrojnych na Zachodzie, Armii Krajowej, szef produkcji środków walki Komendy Podobwodu Śródmieście Południowe oraz Komendy Okręgu Warszawa AK, inżynier, inicjator polskiego przemysłu motoryzacyjnego, uczestnik wojny polsko–bolszewickiej, obu wojen światowych, najstarszy wiekiem cichociemny[192][193]. Przerzucony do okupowanej Polski w nocy 29/30 maja 1944 r., w ekipie skoczków LV, w sezonie operacyjnym „Riposta”, w operacji lotniczej „Wildhorn II” (Most 2), podczas której samolot Douglas Dakota KG-477 „V” (1586 Eskadra PAF) lądował na polowym lądowisku „Motyl”, w okolicach wsi Wał – Ruda, 18 km od Tarnowa. Razem z nim wylądował ppłk Romuald Bielski ps. Bej, z okupowanej Polski do Londynu powrócił płk Roman Rudkowski ps. Rudy[8][48]. W powstaniu warszawskim, początkowo 2 sierpnia jako ochotnik uczestniczył w budowie barykady na ul. Kruczej, do 15 sierpnia jako ochotnik w drużynie szturmowej plut. pchor. „Blizny”, w rejonie Śródmieścia Południowego. Rozpoznany przez przedwojennych techników, od 28 sierpnia wyznaczony do kierowania produkcją środków walki Komendy Podobwodu Śródmieście Południowe, następnie Komendy Okręgu Warszawa AK. Pod jego dowództwem pracowało ok. 800 osób, w warsztatach na ul. Wilczej, Kruczej, Kopernika, później ul. Chmielnej, pl. Napoleona, Mokotowskiej, Al. Ujazdowskich, Tamce, piwnicach Gebethnera i Wolfa, w zakładach Gerlacha. M.in. wyprodukowali ok. 35 tys. sztuk granatów, kilka dział szturmowych, miotacze płomieni, naprawiali karabiny, broń palna krótką i maszynową. Wśród jego współpracowników był m.in. cichociemny kpt. Mirosław Kryszczukajtis ps. Szary. Od 8 września także dowódca Legii Oficerskiej. Po kapitulacji powstania więzień niemieckich obozów jenieckich: Ożarów, Kruglanken, Langwaser, Colditz, Koenigstein, Laufen, Tittmonning, Altenmarkt im Pongau (1944-1945). Uwolniony przez wojska amerykańskie 5 maja 1945[10][193][194].
- Tomasz Kostuch (1916-1992) ps. Bryła – podpułkownik, oficer Wojska Polskiego, Polskich Sił Zbrojnych na Zachodzie, Armii Krajowej, Komendy Obszaru Warszawa AK, LWP, więzień GZI, torturowany, skazany na dożywocie (Warszawa, 1952-1956)[4]. Znajomość języków: francuski[195]. Przeszkolony ze specjalnością w dywersji i broni pancernej, zaprzysiężony na rotę ZWZ-AK 23 września 1943 w Chicheley (Wielka Brytania)[196][197], przerzucony do okupowanej Polski w nocy 15/16 kwietnia 1944, w sezonie operacyjnym „Riposta”, w operacji lotniczej „Wildhorn I” (Most 1), w ekipie skoczków nr XLIII, na placówkę odbiorczą „Bąk”. Samolot Dakota FD-919 „I” (267 Dywizjon RAF) wylądował na polowym lotnisku w okolicach miejscowości Matczyn, 35 km od Lublina. Razem z nim wylądował mjr Narcyz Łopianowski ps. Sarna[8][198]. W powstaniu warszawskim, początkowo jako dowódca patrolu miotaczy płomieni, m.in. w walkach w rejonie Sejmu. Od 12 sierpnia adiutant komendanta Podobwodu Śródmieście Południowe AK. Od 28 sierpnia oficer operacyjny odcinka taktycznego „Sarna”, dowodzonego przez cichociemnego mjr. Narcyza Łopianowskiego ps. Sarna. Walczył w Śródmieściu Południowym, w rejonie obejmującym obszar od skrzyżowania ul. Marszałkowskiej i Alei Jerozolimskich do Muzeum Narodowego. Po kapitulacji powstania od 6 października 1944 więzień niemieckich obozów jenieckich: Ożarow, Sandbostel, Lubeka (1944-1945), 2 maja 1945 uwolniony przez żołnierzy brytyjskich[10][197][199][200].

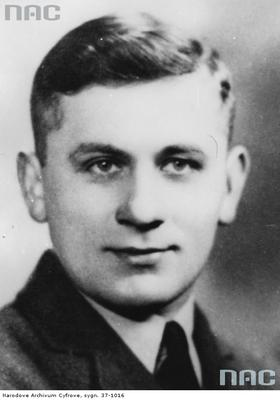
por. cc Edward Kowalik

- Edward Kowalik (1916-1987) ps. Ciupuś – porucznik lotnictwa, podoficer Wojska Polskiego, oficer Polskich Sił Zbrojnych na Zachodzie, Armii Krajowej, radiomechanik, radiotelegrafista, instruktor łączności Komendy Głównej AK, obsługiwał m.in. łączność KG AK z Oddziałem VI (Specjalnym) SNW w Londynie, więzień NKWD (Łódź, Moskwa, 1945). Przeszkolony ze specjalnością w łączności radiowej dla lotnictwa, radiomechanik i operator oraz w dywersji, zaprzysiężony na rotę ZWZ-AK 4 marca 1943 w Audley End (Wielka Brytania)[201][202], zrzucony do okupowanej Polski w nocy 9/10 kwietnia 1944 w sezonie operacyjnym „Riposta”, w operacji lotniczej „Weller 1”, w ekipie skoczków nr XXXVIII, z samolotu Halifax JP-180 „V” (1586 Eskadra PAF). Start z lotniska Campo Casale nieopodal Brindisi, zrzut na placówkę odbiorczą „Koc 1" 117 (kryptonim polski, brytyjskie oznaczenie numerowe pinpoints), w okolicach miejscowości Nieporęt, 9 km od Radzymina. Razem z nim skoczyli: por. mar. Zygmunt Gromnicki ps. Gula, st. sierż. Albin Łakomy ps. Twornik, ppłk dypl. Felicjan Majorkiewicz ps. Iron[8][7]. W powstaniu warszawskim, początkowo na Okęciu, później w Śródmieściu Południowym jako radiomechanik do obsługi radiostacji Wydziału Lotnictwa „Bociany” Oddziału III Komendy Głównej AK (ul. Wilcza 14 oraz 9), wraz z cichociemnymi: por. Ignacym Batorem ps. Opór oraz sierż. Władysławem Hauptmanem ps. Gapa. 23 sierpnia lekko ranny od miotacza min. Od 17 września dowódca zapasowej radiostacji Wydziału Lotnictwa „Bociany” Oddziału III Komendy Głównej AK (ul. Wilcza 9). Walczył w Śródmieściu Południowym. 25 września 1944 na rozkaz wyszedł kanałami z Warszawy, uruchomił radiostacje w Brwinowie, Milanówku i Częstochowie[10][202][203][204].Julian Kozłowski (1898–1944)

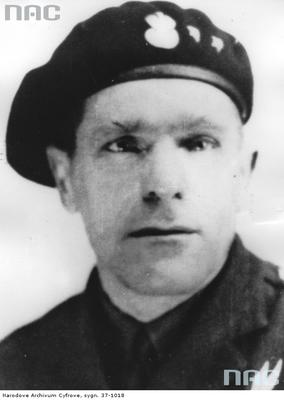
Julian Kozłowski (1898–1944)

- Julian Kozłowski (1898-1944) ps. Cichy – kapitan piechoty, uczestnik walk o niepodległość Polski (1918-1919), harcerz, nauczyciel, żołnierz Armii gen. Hallera, oficer Polskich Sił Zbrojnych na Zachodzie, Armii Krajowej, szef Wydziału Legalizacji (Centralne Biuro Legalizacji) „Park”, „Leta”, „Izba” Komendy Głównej AK, uczestnik wojny polsko–bolszewickiej, działacz społeczny i sportowy. Znajomość języków: niemiecki, rosyjski, estoński[205]. Przeszkolony ze specjalnością w dywersji, zaprzysiężony na rotę ZWZ-AK 7 kwietnia 1942 w Londynie (Wielka Brytania)[206][207], zrzucony do okupowanej Polski w nocy 3/4 września 1942 w sezonie operacyjnym „Intonacja”, w operacji lotniczej „Measles”, w ekipie skoczków nr XII, z samolotu Halifax W-7773 „S” (138 Dywizjon RAF). Start z lotniska RAF Tempsford, zrzut na placówkę „Żaba” w okolicach miejscowości Stachlew, 12 km od Łowicza. Razem z nim skoczyli: ppor. Jan Grycz ps. Dziadzio, por. Wincenty Michalczewski ps. Mir, por. Kazimierz Smolski ps. Sosna, kpt. Wacław Zaorski ps. Ryba, mjr. Wiktor Zarembiński ps. Zrąb.[8][208] W powstaniu warszawskim w dyspozycji dowódcy V Rejonu Obwodu Mokotów, przydzielony do batalionu „Oaza”, następnie oficer Pułku „Waligóra”. Walczył na Mokotowie oraz Wilanowie. Poległ w nocy 18/19 sierpnia 1944 podczas ataku jako dowódca plutonu na Pałac Wilanowski. Pochowany na cmentarzu w Wilanowie[10][207][209][210].

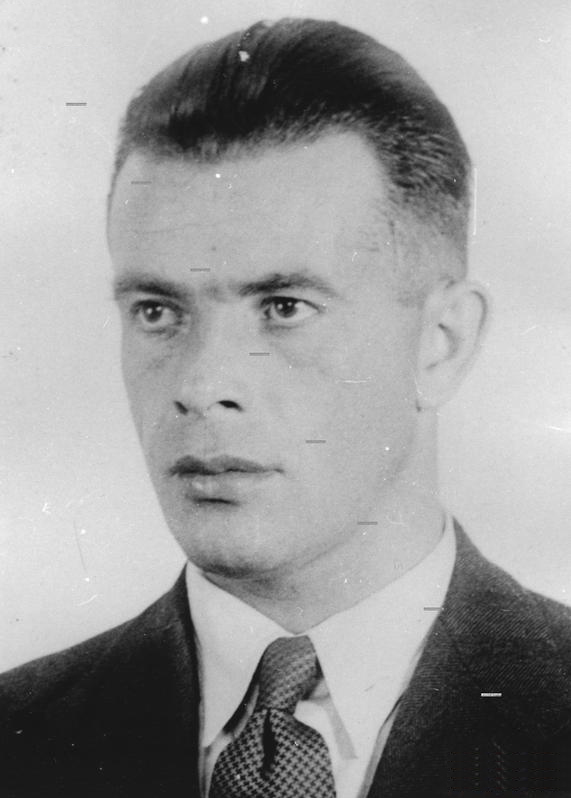
Mirosław Kryszczukajtis (1912–1944)

- Mirosław Kryszczukajtis (1912-1944) ps. Szary – kapitan, wynalazca, oficer Polskich Sił Zbrojnych na Zachodzie, oficer Armii Krajowej, Komendy Głównej AK, instruktor Kedywu, instruktor STS 43 w Audley End. Znajomość języków: rosyjski[211]. Przeszkolony ze specjalnością w dywersji i kwatermistrzostwie, zaprzysiężony na rotę ZWZ-AK 31 stycznia 1943 w Audley End (Wielka Brytania)[212][213], zrzucony do okupowanej Polski w nocy 16/17 września 1943 w sezonie operacyjnym „Riposta”, w operacji lotniczej „Neon 3”, w ekipie skoczków nr XXXI, z samolotu Halifax BB-309 „T” (138 Dywizjon RAF). Start z lotniska RAF Tempsford, zrzut na placówkę odbiorczą „Obraz” 108 (kryptonim polski, brytyjskie oznaczenie numerowe pinpoints), za ujściem Bugu i Narwi, w rejonie miejscowości Kąty – Borucza, 12 km od Tłuszcza. Razem z nim skoczył ppor. Bernard Wiechuła ps. Maruda[8][117] W powstaniu warszawskim jako szef służb saperskich Komendy Podobwodu Śródmieście Południowe AK. Działał także w zespole produkcji środków walki, dowodzonym przez cichociemnego gen. dyw. Tadeusza Kossakowskiego ps. Krystynek. Walczył w Śródmieściu Południowym, poległ 17 września 1944 na ul. Mokotowskiej, trafiony pociskiem moździerza[10][213][214][215].

- Bohdan Kwiatkowski (1904-1971) ps. Lewar – major broni pancernych, inżynier chemik, oficer Wojska Polskiego, Polskich Sił Zbrojnych na Zachodzie, Armii Krajowej, instruktor w ośrodku pancernym Komendy Obszaru Warszawa AK, więzień gestapo, niemieckich obozów koncentracyjnych: KL Gross-Rosen, KL Mittelbau – Dora, KL Bergen – Belsen (1944-1945)[22]. Przeszkolony ze specjalnością w dywersji i broni pancernej, zaprzysiężony na rotę ZWZ-AK 3 września 1943[216][217], zrzucony do okupowanej Polski w nocy 10/11 maja 1944 w sezonie operacyjnym „Riposta”, w operacji lotniczej „Weller 27”, w ekipie skoczków nr LI, z samolotu Liberator EV-978 „R” (1586 Eskadra PAF). Start (prawdopodobnie) z lotniska Grottaglie nieopodal Brindisi, zrzut miał nastąpić na placówkę odbiorczą „Nil 2" 123 (kryptonim polski, brytyjskie oznaczenie numerowe pinpoints), 19 km na południowy wschód od Piotrkowa Trybunalskiego, w okolicach wsi Żerechowa. W związku ze stoczoną w tym miejscu dzień wcześniej walką z Niemcami, zrzut kilka kilometrów dalej, w okolicy wsi Ślepietnica. Razem z nim skoczyli: ppor. Kazimierz Bernaczyk-Słoński ps. Rango, ppor. Jan Bienias ps. Osterba, ppor. Zdzisław Straszyński ps. Meteor, ppor. Zygmunt Ulm ps. Szybki oraz kurier Delegatury Rządu na Kraj ppor. Stanisław Niedbał-Mostowin ps. Bask[8][56]. W powstaniu warszawskim jako dowódca patrolu przeciwpancernego, następnie od 14 sierpnia oficer operacyjny Komendy Podobwodu Śródmieście Południowe, od 28 sierpnia do 5 października szef sztabu Komendy Podobwodu. Walczył w Śródmieściu Południowym, m.in. o budynki PAST-y oraz YMCA. Po kapitulacji powstania wyszedł z Warszawy, uniknął niewoli, przydzielony jako oficer do zleceń komendanta Armii Krajowej, cichociemnego – gen. Leopolda Okulickiego ps. Niedźwiadek. Wraz ze składem KG AK w Pruszkowie, Milanówku, Podkowie Leśnej i Częstochowie[10][217][218].

## L

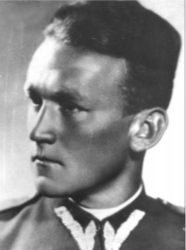
Bronisław Lewkowicz (1913–1944)

- Bronisław Lewkowicz (1913-1944) ps. Kurs – major, nawigator, oficer Wojska Polskiego, Polskich Sił Zbrojnych na Zachodzie (Polskich Sił Powietrznych w Wielkiej Brytanii), Armii Krajowej, Komendy Głównej AK. Przeszkolony ze specjalnością w dywersji, zaprzysiężony na rotę ZWZ-AK 15 grudnia 1943[219][220], zrzucony do okupowanej Polski w nocy 27/28 kwietnia 1944, w sezonie operacyjnym „Riposta”, w operacji lotniczej „Weller 21”, w ekipie skoczków nr XLVII, z samolotu Liberator EV-978 „R” (1586 Eskadra PAF). Start z lotniska Campo Casale nieopodal Brindisi, zrzut na placówkę odbiorczą „Koza” 420 (kryptonim polski, brytyjskie oznaczenie numerowe pinpoints), w okolicach miejscowości Bychawka, Bystrzyca, 18 km od Lublina. Razem z nim skoczyli: płk Jan Biały ps. Kadłub, mjr Jerzy Iszkowski ps. Orczyk, kpt. Edmund Marynowski ps. Sejm.[38][8] W powstaniu warszawskim początkowo odcięty od KG AK walczył ze swym oddziałem liczącym ok. stu żołnierzy jako dowódca plutonu odbioru zrzutów 1 kompanii „Zetesa”, Pułk „Palmiry – Młociny”, później w Puszczy Kampinoskiej, w Pułku „Palmiry-Młociny” Grupy „Kampinos”[10][220][221].

## Ł

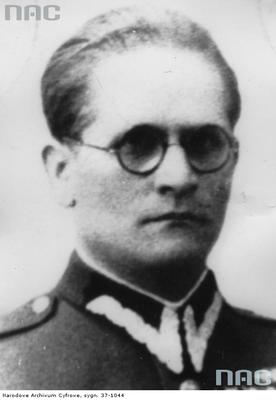
Adolf Łojkiewicz (1895–1952)

- Adolf Łojkiewicz (1895-1952) ps. Ryś – major uzbrojenia, uczestnik walk o niepodległość Polski (1918-1920), chemik, żołnierz Armii Rosyjskiej, oficer Wojska Polskiego, Armii Polskiej gen. Andersa, Polskich Sił Zbrojnych na Zachodzie, Armii Krajowej, Komendy Głównej AK, uczestnik wojny polsko-bolszewickiej, więzień sowieckich łagrów: Kozielsk, Grazowiec (1939-1941)[29]. Przeszkolony ze specjalnością w dywersji, zaprzysiężony na rotę ZWZ-AK 14 lutego 1944[222][223], zrzucony do okupowanej Polski w nocy 30/31 maja 1944 w sezonie operacyjnym „Riposta”, w operacji lotniczej „Weller 30”, w ekipie skoczków nr LVI, z samolotu Halifax JP-222 „E” (1586 Eskadra PAF). Start z lotniska Campo Casale nieopodal Brindisi, zrzut na placówkę odbiorczą „Paszkot 1" 106 (kryptonim polski, brytyjskie oznaczenie numerowe pinpoints), w okolicach miejscowości Żołynia, 7 km od Łańcuta[224]. Razem z nim skoczyli: ppor. Maksymilian Klinicki ps. Wierzba 2, por. Karol Pentz ps. Skała 2, ppor. Feliks Perekładowski ps. Przyjaciel 2, ppor. Tadeusz Tomaszewski ps. Wąwóz, mjr Stanisław Trondowski ps. Grzmot 2[225]. W powstaniu warszawskim od 8 sierpnia 1944 jako szef sztabu i zastępca dowódcy Zgrupowania „Leśnik”. Walczył w rejonie ul. Chmielnej, Ogrodowej, uczestniczył w zdobyciu gmachu Sądów Grodzkich przy ul. Leszno, koszar policji granatowej (Policja Polska Generalnego Gubernatorstwa) przy ul. Ciepłej. Od 3 sierpnia w zdobytych gmachach sądów przy ul. Leszno werbował ochotników do batalionu zapasowego. Do 21 sierpnia w obronie Muranowa, następnie do 28 sierpnia w obronie kompleksu gmachów Państwowej Wytwórni Papierów Wartościowych przy ul. Sanguszki. Od 18 sierpnia dowódca Zgrupowania „Leśnik”, 28 sierpnia ranny na ul. Wójtowskiej, podczas wycofywania się z PWPW, nadal uczestniczył w walkach w rejonie ul. Zakroczymskiej oraz Przyrynek. Po upadku Starego Miasta w nocy 1/2 września przeszedł kanałami do Śródmieścia. Po kapitulacji powstania więzień niemieckiego obozu jenieckiego Woldenberg (1944-1945). Uwolniony przez żołnierzy Armii Czerwonej[10][223][226].

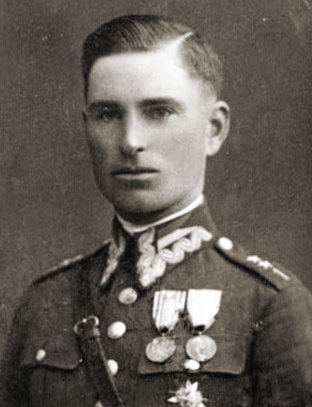
Narcyz Łopianowski (1898–1984)

- Narcyz Łopianowski (1898-1984) ps. Sarna – rotmistrz, uczestnik walk o niepodległość Polski (1918-1920), medalista międzynarodowych konkursów hippicznych, oficer Wojska Polskiego, Armii Polskiej gen. Andersa, Polskich Sił Zbrojnych na Zachodzie, Armii Krajowej, zastępca dowódcy Ośrodka Pancernego Komendy Obszaru Warszawskiego AK, uczestnik wojny polsko–bolszewickiej, więzień NKWD, sowieckich łagrów: Putywl, Kozielsk, Grazowiec (1939-1941)[29]. Przeszkolony ze specjalnością w broni pancernej, zaprzysiężony na rotę ZWZ-AK 23 września 1943 w Chicheley (Wielka Brytania)[227][228], przerzucony do okupowanej Polski w nocy 15/16 kwietnia 1944, w sezonie operacyjnym „Riposta”, w operacji lotniczej „Wildhorn I” (Most 1), w ekipie skoczków nr XLIII, na placówkę odbiorczą „Bąk”. Samolot Dakota FD-919 „I” (267 Dywizjon RAF) wylądował na polowym lotnisku w okolicach miejscowości Matczyn, 35 km od Lublina. Razem z nim przerzucono por. Tomasza Kostucha ps. Bryła[198]. W powstaniu warszawskim jako dowódca odwodu utworzonego z Ośrodka Pancernego Obszaru Warszawa w 2 Rejonie Obwodu Śródmieście AK. Od 8 sierpnia w Podobwodzie Śródmieście – Południe AK, od 13 sierpnia dowódca odcinka taktycznego „Sarna” (rejon pomiędzy Alejami Jerozolimskimi, Hożą, Marszałkowsą i Nowym Światem). Walczył w Śródmieściu Południowym, dwukrotnie ranny: 21 sierpnia oraz 11 września. 22 września 1944 odznaczony Virtuti Militari oraz Krzyżem Walecznych. Po kapitulacji powstania więzień niemieckich obozów jenieckich: Küstrin, Sandbostel. Murnau (1944-1945), 29 kwietnia 1945 uwolniony przez wojska Armii USA[10][228][229].

## M

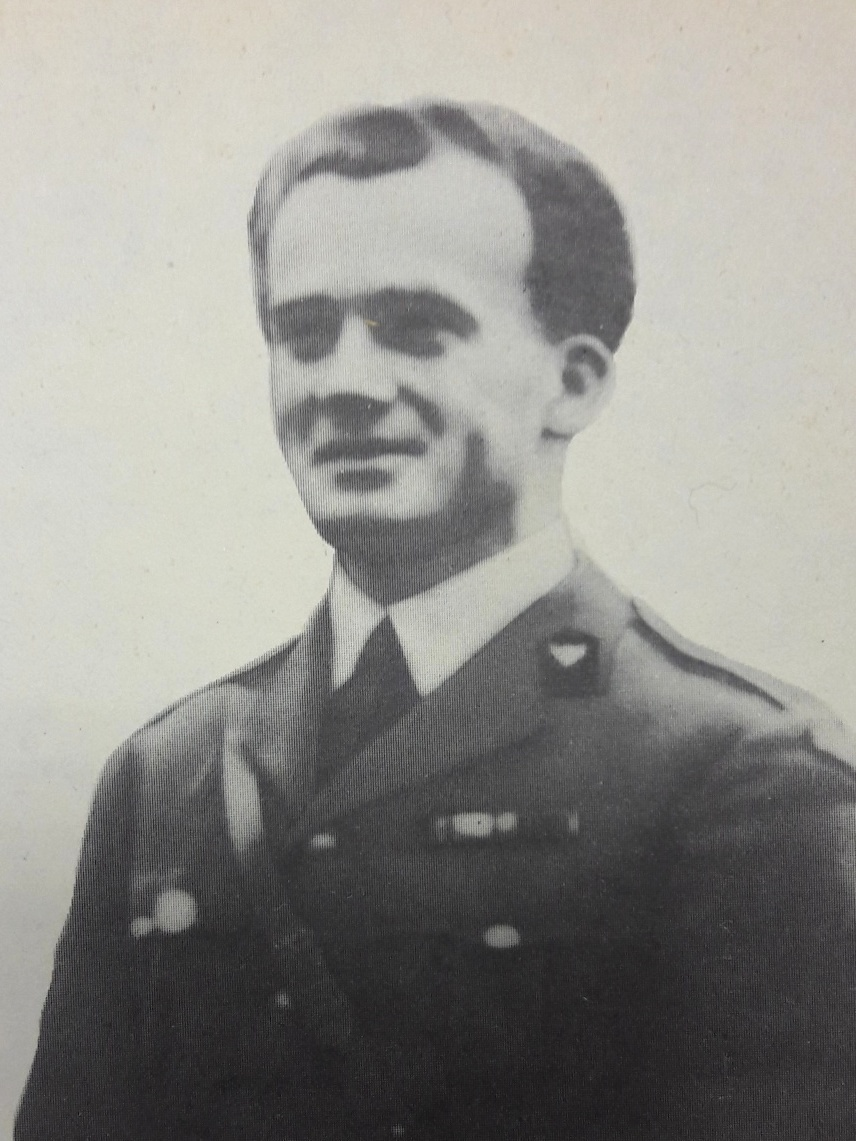
Felicjan Majorkiewicz (1904–1975)

- Felicjan Majorkiewicz (1904-1975) ps. Iron – podpułkownik dyplomowany, inżynier, oficer Wojska Polskiego, Polskich Sił Zbrojnych na Zachodzie, Armii Krajowej, Komendy Głównej AK, uczestnik kampanii norweskiej. Zaprzysiężony na rotę ZWZ-AK 10 lipca 1943 w Audley End (Wielka Brytania)[230][231], zrzucony do okupowanej Polski w nocy 9/10 kwietnia 1944 w sezonie operacyjnym „Riposta”, w operacji lotniczej „Weller 1”, w ekipie skoczków nr XXXVIII, z samolotu Halifax JP-180 „V” (1586 Eskadra PAF). Start z lotniska Campo Casale nieopodal Brindisi, zrzut na placówkę odbiorczą „Koc 1", w okolicach miejscowości Nieporęt, 9 km od Radzymina. Razem z nim skoczyli: por. mar. Zygmunt Gromnicki ps. Gula, st. sierż. Edward Kowalik ps. Ciupuś, st. sierż. Albin Łakomy ps. Twornik[8][7]. W powstaniu warszawskim jako oficer operacyjny Oddziału III (operacyjno-szkoleniowego) Komendy Głównej AK, m.in. redagował meldunki sytuacyjne przekazywane do Sztabu Naczelnego Wodza w Londynie. Walczył na Woli, Starówce oraz w Śródmieściu. Podczas walk ranny w nogę, od 5 października w niewoli, osadzony w polskim, następnie od 14 października w niemieckim szpitalu w Zeithain. Od 16 listopada więzień niemieckich obozów jenieckich: Muhlberg, Falingbostel, Gross-Born, Sandbostel, Lubeka, Bergen-Belsen (1944-1945). 2 maja 1945 uwolniony przez żołnierzy brytyjskich[10][231][232].

- Anatol Makarenko (1919-2004) ps. Tłok – major łączności, żołnierz Armii Polskiej gen. Andersa, oficer Polskich Sił Zbrojnych na Zachodzie, Armii Krajowej, Komendy Obszaru Warszawa AK, więzień sowieckich łagrów: Swierdłowsk (1941-1942)[29]. Przeszkolony ze specjalnością w łączności, zaprzysiężony na rotę ZWZ-AK 10 lipca 1943 w Audley End (Wielka Brytania)[233][234], zrzucony do okupowanej Polski w nocy 14/15 września 1943 w sezonie operacyjnym "Riposta", w operacji lotniczej „Neon 8”, w ekipie skoczków nr XXX, z samolotu Halifax JD-158 "W" (138 Dywizjon RAF). Start z lotniska RAF Tempsford, zrzut na placówkę odbiorczą "Czajnik", w okolicach miejscowości Mokra Wieś, 8 km od Tłuszcza.Razem z nim skoczyli: ppor. Stanisław Kujawiński ps. Wodnik, ppor. Józef Żakowicz ps. Tabu[8][235]. W powstaniu warszawskim początkowo jako ochotnik w oddziale NSZ kpt. Jana Jaroszka ps. Proboszcz, w składzie Zgrupowania "Chrobry II" w Śródmieściu. Uczestnik walk na ul. Żelaznej, Krochmalnej oraz w getcie. Ranny w głowę, odznaczony Krzyżem Walecznych. Następnie jako dowódca plutonu radio Komendy Obszaru Warszawskiego AK oraz dowódca radiostacji "Wanda 02", nadającej przy ul. Wilczej 27 oraz Noakowskiego 20. Uruchomił radiostację "Wanda 13". Walczył w Śródmieściu. Po kapitulacji powstania więzień niemieckich obozów jenieckich: Lamsdorf, Gross-Born, Sandbostel, Lubeka (1944-1945). 2 maja 1945 uwolniony przez żołnierzy 2 Armii Brytyjskiej[10][234][236]. Edmund Marynowski (1913–2014)

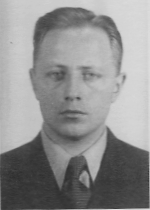
Edmund Marynowski (1913–2014)

- Franciszek Malik (1912-2006) ps. Piorun 2 – major dyplomowany, oficer Wojska Polskiego, Armii Polskiej gen. Andersa, Polskich Sił Zbrojnych na Zachodzie, Armii Krajowej, dowódca Batalionu „Zaremba-Piorun”, więzień NKWD, sowieckich łagrów: Charków, Małoszujka (1939-1941)[29]. Przeszkolony ze specjalnością w dywersji, zaprzysiężony na rotę ZWZ-AK[237][238], zrzucony do okupowanej Polski w nocy 30/31 lipca 1944 w sezonie operacyjnym „Riposta”, w operacji lotniczej „Jacek 1", w ekipie skoczków nr LVIII, z samolotu Liberator KG-890 „S” (1586 Eskadra PAF). Start z lotniska Campo Casale nieopodal Brindisi, zrzut na placówkę odbiorczą „Solnica”, w okolicach miejscowości Podkowa Leśna, 7 km od Grodziska Mazowieckiego. Razem z nim skoczyli: ppłk Jacek Bętkowski ps. Topór 2, por. Stanisław Ossowski ps. Jastrzębiec 2, por. Julian Piotrowski ps. Rewera 2, kpt. Zbigniew Specylak ps. Tur 2, ppor. Władysław Śmietanko ps. Cypr[8][32]. W powstaniu warszawskim od 4 sierpnia 1944 jako zastępca dowódcy odcinka taktycznego „Litwin”, obejmującego obszar pomiędzy ul. Marszałkowską, Wisła, Al. Jerozolimskimi oraz pl. Zbawiciela. M.in. w nocy 21/22 sierpnia dowódca ataku na stację telefonów przy ul. Piusa XI 19 (tzw. mała PAST-a). Od 25 sierpnia 1944 dowódca Batalionu „Zaremba – Piorun” operującego w rejonie pomiędzy ul. Marszałkowską a ul. Emilii Plater oraz ul. Wilczą a Politechniką, także w rejonie odcinka dowodzonego przez cichociemnego ppłk. Jacka Bętkowskiego ps. Topór. Sztab batalionu zlokalizowano przy ul. Poznańskiej 12, stacjonował tam także pluton łączności, gospodarczy i kancelaria batalionu. Walczył w Śródmieściu Południowym, m.in. odpierając ataki Niemców na pozycje przy ul. Emilii Plater oraz uniemożliwiając 5 września wypad z gmachu Ministerstwa Komunikacji. Po kapitulacji powstania od 4 października 1944 więzień niemieckich obozów jenieckich: Lamsdorf, Sandbostel, Lubeka (1944-1945). Uwolniony 2 maja 1945 przez żołnierzy 2 Armii Brytyjskiej[10][238][239].

- Edmund Marynowski (1913-2014) ps. Sejm – kapitan lotnictwa, oficer Wojska Polskiego, Polskich Sił Zbrojnych, Armii Krajowej, Komendy Głównej AK. Przeszkolony ze specjalnością w dywersji i lotnictwie, zaprzysiężony na rotę ZWZ-AK 15 grudnia 1943 w Chicheley[240][241], zrzucony do okupowanej Polski w nocy 27/28 kwietnia 1944, w sezonie operacyjnym „Riposta”, w operacji lotniczej „Weller 21”, w ekipie skoczków nr XLVII, z samolotu Liberator EV-978 „R” (1586 Eskadra PAF). Start z lotniska Campo Casale nieopodal Brindisi, zrzut na placówkę odbiorczą „Koza”, w okolicach miejscowości Bychawka, Bystrzyca, 18 km od Lublina. Razem z nim skoczyli: płk Jan Biały ps. Kadłub, mjr Jerzy Iszkowski ps. Orczyk, mjr Bronisław Lewkowicz ps. Kurs[8][241]. W powstaniu warszawskim od 1 sierpnia 1944 początkowo jako zastępca dowódcy odcinka „B”, kpt. Jerzego Marcinkowskiego ps. Jur – ul. Wspólna od Emilii Plater do Marszałkowskiej oraz ul. Hoża (po stronie parzystej) od Marszałkowskiej do ul. Emilii Plater. Od 28 sierpnia zastępca dowódcy 2 kompanii lotniczej „Jura” Batalionu „Zaremba-Piorun”. Walczył w Śródmieściu Południowym. Po kapitulacji powstania więzień niemieckich obozów jenieckich: Lamsdorf, Murnau (1944-1945). Uwolniony 29 kwietnia 1945 przez wojska amerykańskie[10][241][242].

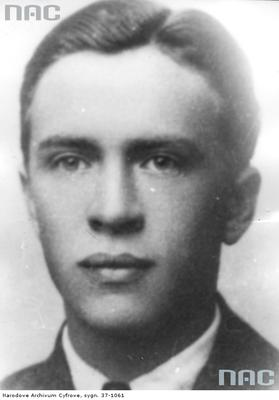
Janusz Messing (1917–2010)

- Janusz Messing (1917-2010) ps. Bekas – porucznik, inżynier rolnik, żołnierz Polskich Sił Zbrojnych na Zachodzie, oficer wywiadu ofensywnego Armii Krajowej, Komendy Głównej AK. Przeszkolony ze specjalnością w wywiadzie, zaprzysiężony na rotę ZWZ-AK 29 grudnia 1942 w Audley End (Wielka Brytania)[243][244], zrzucony do okupowanej Polski w nocy 13/14 marca 1943 w sezonie operacyjnym „Intonacja”, w operacji lotniczej „Brick”, w ekipie skoczków nr XXIV, z samolotu Halifax DT-627 „P” (138 Dywizjon RAF). Start z lotniska RAF Tempsford, zrzut na placówkę odbiorczą „Wół”, 14 km od miejscowości Końskie. Razem z nim skoczyli: ppor. Longin Jurkiewicz ps. Mysz, mjr Franciszek Koprowski ps. Dąb, ppor. Wojciech Lipiński ps. Lawina[8][245]. W powstaniu warszawskim, po jego wybuchu, nawiązał kontakt z dowództwem III batalionu pancernego „Golski”, następnie jako oficer do specjalnych poruczeń oraz adiutant kpt. Stefana Golędzinowskiego ps. Golski, dowódcy batalionu „Odwet 2" Zgrupowania „Golski”. Walczył w Śródmieściu Południowym, m.in. w gmachu Wydziału Architektury Politechniki Warszawskiej, na rogu ul. Lwowskiej oraz Piusa XI. Po kapitulacji Powstania więzień niemieckich obozów jenieckich: Fallingbostel, Dorsten (1944-1945). Uwolniony 15 kwietnia 1945[10][244][246].

- Stefan Mich (1913-1969) ps. Jeż – kapitan dyplomowany, oficer Wojska Polskiego, Polskich Sił Zbrojnych na Zachodzie, Armii Krajowej, szef Oddziału III Komendy Obszaru Warszawa AK, instruktor Szkoły Młodszych Dowódców Piechoty. Przeszkolony ze specjalnością w dywersji, zaprzysiężony na rotę ZWZ-AK 6 lutego 1942[247][248], zrzucony do okupowanej Polski w nocy 8/9 kwietnia 1942 w próbnym sezonie operacyjnym, w operacji lotniczej „Cravat”, w ekipie skoczków nr VIII, z samolotu Halifax L-9618 „W” (138 Dywizjon RAF). Start z lotniska RAF Tempsford, zrzut na placówkę odbiorczą „Łąka”, w okolicach miejscowości Drzewicz, 10 km od Łowicza. Razem z nim skoczyli: por. Adam Boryczka ps. Brona, kpt. dypl. Teodor Cetys ps. Wiking, kpt. dypl. Henryk Kożuchowski ps. Hora, por. Roman Romaszkan ps. Tatar, por. dypl. Alfred Zawadzki ps. Kos.[8][249] W powstaniu warszawskim od 1 sierpnia 1944 w zastępstwie dowódca Kompanii Sztabowej „Koszta”, uczestniczył w walkach, współautor planu oraz jeden z dowódców natarcia 20 sierpnia 1944 na gmach PAST-y. Uczestniczył w zdobyciu Komendy Policji na Krakowskim Przedmieściu, walkach o kościół św. Krzyża oraz uniwersytet. Od 10 września 1944 dowódca Zgrupowania „Sosna”. Walczył w Śródmieściu. 15 września 1944 odznaczony Vurtuti Militari. Po kapitulacji powstania od 5 października 1944 więzień niemieckich obozów jenieckich: Lamsdorf, Sandbostel (1944-1945). Uwolniony 29 kwietnia 1945 przez wojska brytyjskie[10][248][250].

- Władysław Miciek (1912-1944) ps. Młot – porucznik, oficer Wojska Polskiego, Polskich Sił Zbrojnych na Zachodzie, Armii Krajowej, Kedywu Podokręgu Rzeszów AK. Przeszkolony ze specjalnością w dywersji, zaprzysiężony na rotę ZWZ-AK 24 sierpnia 1942[251][252], zrzucony do okupowanej Polski w nocy 25/26 stycznia 1943, w sezonie operacyjnym „Intonacja”, w operacji lotniczej „Screwdriver”, w ekipie skoczków nr XVIII, z samolotu Halifax DT-726 „H” (138 Dywizjon RAF). Start z lotniska RAF Tempsford, zrzut na placówkę odbiorczą „Krzak”, 16 km od Łowicza. Razem z nim skoczyli: ppor. Bronisław Grun ps. Szyb, ppor. Mieczysław Kwarciński ps. Ziut oraz kurier ppor. Stanisław Łuczkiewicz ps. Sęp[8][253]. W powstaniu warszawskim prawdopodobnie bez przydziału. Walczył na Woli, poległ 6 sierpnia 1944 na ul. Elektoralnej, w rejonie operowania Batalionu „Zośka” Zgrupowania Radosław[10][252][254].

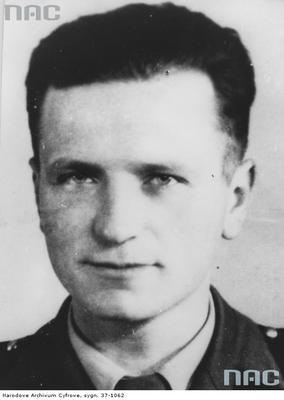
Stefan Mich (1913–1969)

- Zygmunt Milewicz (1896-1985) ps. Róg – kapitan, uczestnik walk o niepodległość Polski (1918-1920), oficer Polskich Sił Zbrojnych na Zachodzie, Armii Krajowej, zastępca kierownika referatu odbioru zrzutów Wydziału Przerzutów Powietrznych „Syrena”, „Import”, „M II Grad” Komendy Głównej AK, uczestnik wojny polsko-bolszewickiej. Przeszkolony ze specjalnością w dywersji i łączności, zaprzysiężony na rotę ZWZ-AK 28 listopada 1941[255][256], zrzucony do okupowanej Polski w nocy 3/4 marca 1942, w próbnym sezonie operacyjnym, w operacji lotniczej „Collar”, w ekipie skoczków nr IV, z samolotu Halifax L-9618 „W”. Start z lotniska RAF Stradishall, zrzut na placówkę odbiorczą „Pole”, w okolicach miejscowości Łosinno, 7 km od Wyszkowa. Razem z nim skoczyli: kpt. Stanisław Jankowski ps. Agaton, por. Jan Kochański ps. Jarema, kpt. Bohdan Piątkowski ps. Mak, por. Franciszek Pukacki ps. Gzyms, por. Jan Rogowski ps. Czarka[8][162]. W powstaniu warszawskim, do ok. 1 września jako oficer komórki odbioru zrzutów, organizował placówki odbiorcze dla zrzutów dla Śródmieścia. Od września zastępca dowódcy batalionu „Czata 49", pod ps. „Witold”. Walczył w Śródmieściu, 17 września ranny w nogę na Czerniakowie, leczył się w bloku przy ul. Wilanowskiej 5. Aresztowany przez gestapo 22 września 1944, osadzony początkowo na al. Szucha, następnie w siedzibie gestapo na Woli. Przewieziony do szpitala w Skierniewicach na operację nogi, po niej 13 października uciekł[10][256][257].

- Zbigniew Mrazek (1908-1981) ps. Aminius – porucznik broni pancernych, prokurator, adwokat, oficer Polskich Sił Zbrojnych na Zachodzie, Armii Krajowej, komórki „Kratka” Komendy Głównej AK (łączność z więźniami Pawiaka), szykanowany przez UB (m.in. konfiskata mieszkania, zakaz wykonywania zawodu, 1950)[4]. Przeszkolony ze specjalnością w dywersji, propagandzie i broni pancernej, zaprzysiężony na rotę ZWZ-AK 5 listopada 1943 w Chicheley (Wielka Brytania)[258][259], zrzucony do okupowanej Polski w nocy 12/13 kwietnia 1944 w sezonie operacyjnym „Riposta”, w operacji lotniczej „Weller 14”, w ekipie skoczków nr XLI, z samolotu Halifax JW-272 „D” (1586 Eskadra PAF). Start z lotniska Campo Casale nieopodal Brindisi, zrzut na placówkę odbiorczą „Mysz” w okolicach miejscowości Bełżyce (13 km od Lublina). Razem z nim skoczyli: ppor. Adam Benrad ps. Drukarz, ppor. Tadeusz Żelechowski ps. Ring oraz kurier Delegatury Rządu na Kraj plt. Jan Ciaś ps. Kula[8][260]. W powstaniu warszawskim od 1 sierpnia wraz z kolegą cchociemnym mjr Kazimierzem Szternalem ps. Zryw (szefem sztabu Pułku „Baszta”) dołączył do Pułku „Baszta”, przydzielony jako oficer do zleceń komendanta Rejonu VI Obwodu V Mokotów AK, następnie jako oficer do zleceń pełniącego obowiązki dowódcy Pułku „Baszta” mjr Kazimierza Szternala ps. Zryw. Walczył na Mokotowie, ranny w głowę. Po kapitulacji powstania więzien niemieckich obozów jenieckich: Pruszków, Skierniewice, Sandbostel (1944-1945)[10][259][261].

## N
- Antoni Nosek (1917-2007) ps. Kajtuś – kapitan artylerii, żołnierz Wojska Polskiego, uniknął zamordowania w Katyniu, oficer Polskich Sił Zbrojnych na Zachodzie, Armii Krajowej, Okręgu Kraków AK, dowódca skadrowanego dywizjonu artylerii 106 Dywizji Piechoty AK, inżynier, projektant mostów i obiektów biurowych, działacz polonijny. Przeszkolony ze specjalnością w dywersji, zaprzysiężony na rotę ZWZ-AK 23 września 1943 w Chicheley (Wielka Brytania)[262][263], zrzucony do okupowanej Polski w nocy 4/5 maja 1944 w sezonie operacyjnym „Riposta”, w operacji lotniczej „Weller 17”, w ekipie skoczków nr XLIX, z samolotu Halifax JP-177 „P” (1586 Eskadra PAF). Start z lotniska Campo Casale nieopodal Brindisi, zrzut na placówkę odbiorczą „Mewa 1", w okolicach miejscowości Dalechowice, 15 km od Skalbmierza. Razem z nim skoczyli: por. Tadeusz Stanisław Jaworski ps. Bławat, ppor. Zdzisław Luszowicz ps. Szakal, por. Cezary Nowodworski ps. Głóg, por. Mieczysław Szczepański ps. Dębina, por. Czesław Trojanowski ps. Litwos[8][167]. W powstaniu warszawskim początkowo na propozycję przypadkowo spotkanego cichociemnego, kpt. Adama Borysa ps. Pług, dowódcy Batalionu „Parasol” miał dołączyć do tego batalionu. Po wybuchu powstania kontakt się urwał, bez przydziału dołączył jako ochotnik do punktu oporu AK w rejonie ul. Pługa. Przedzierał się do Śródmieścia wzdłuż ul. Filtrowej. Ok 9 sierpnia razem z mieszkańcami ul. Filtrowej zatrzymany przez oddział SS-Sturmbrigade RONA Bronisława Kamińskiego, wraz z innymi kolejką EKD wywieziony w kierunku na Grodzisk Mazowiecki. Uciekł z pociągu w Podkowie Leśnej, pieszo dotarł do Puszczy Kampinoskiej. Po napotkaniu cichociemnego por. Adolfa Pilcha ps. Dolina, dowódcę Pułku „Palmiry – Młociny”, 20 sierpnia dołączył do oddziału idącego na pomoc walczącej Warszawie. Nie udało im się przedrzeć[10][263][264].

- Piotr Nowak (1915-1992) ps. Oko – podporucznik, oficer Polskich Sił Zbrojnych na Zachodzie, Armii Krajowej, radiotelegrafista, instruktor łączności Komendy Głównej AK, więzień NKWD (Łubianka, Łódź, 1945)[4]. Przeszkolony ze specjalnością w łączności oraz dywersji, zaprzysiężony na rotę ZWZ-AK 5 października 1942[265][266], zrzucony do okupowanej Polski w nocy 19/20 lutego 1943 roku, w sezonie operacyjnym „Intonacja”, w operacji lotniczej „Spokeshave”, w ekipie skoczków nr XXII, z samolotu Halifax DT-620 „T” (138 Dywizjon RAF). Start z lotniska RAF Tempsford, zrzut na placówkę odbiorczą „Pies”, w okolicach miejscowości Radzice, 9 km od Odrzywołu. Razem z nim skoczyli: plt. Kazimierz Człapka ps. Pionek, ppor. Czesław Pieniak ps. Bór oraz kurier ppor. Jerzy Lerski ps. Jur[8][90]. W powstaniu warszawskim w tzw. II rzucie Komendy Głównej AK (Leszno). Uczestniczył w uruchomieniu radiostacji powstańczej nr 02 Obszaru Warszawa AK (ul. Moniuszki 9). Od 9 sierpnia do 10 września radiotelegrafista radiostacji nr 03 Komendy Okręgu Warszawskiego AK (ul. Nowy Świat 41, szkoła przy ul. Górskiego, fabryka „Tungsram” przy ul. 6 sierpnia). 27 sierpnia przeszedł kanałami na Stare Miasto, w celu usunięcia uszkodzenia radiostacji Grupy „Północ” (ul. Freta), po naprawie powrócił do Śródmieścia. 10 września wyruszył na Mokotów, 11 września uruchomił radiostację przy ul. Szustra, dowodzoną przez cichociemnego kpt. Tadeusza Burdzińskiego ps. Zenon (Mokotów). 14 września 1944 awansowany na stopień podporucznika. Walczył w Śródmieściu oraz na Mokotowie. 26 września, po ewakuacji z Mokotowa do Śródmieścia, wraz z kpt. Tadeuszem Burdzińskim ps. Zenon, po kilkunastu godzinach wędrówki kanałami, wyszli włazem na ul Dworkowej, dostali się do niewoli, osadzeni w niemieckich obozach jenieckich: Fort Mokotowski, Pruszków, Skierniewice (1944-1945). Po trzech dniach pobytu w obozie uciekł, dzięki pomocy pracownika browaru Adama Kaczorowskiego, który wywiózł go w beczkowozie służącym do dostarczania wody[10][266][267].

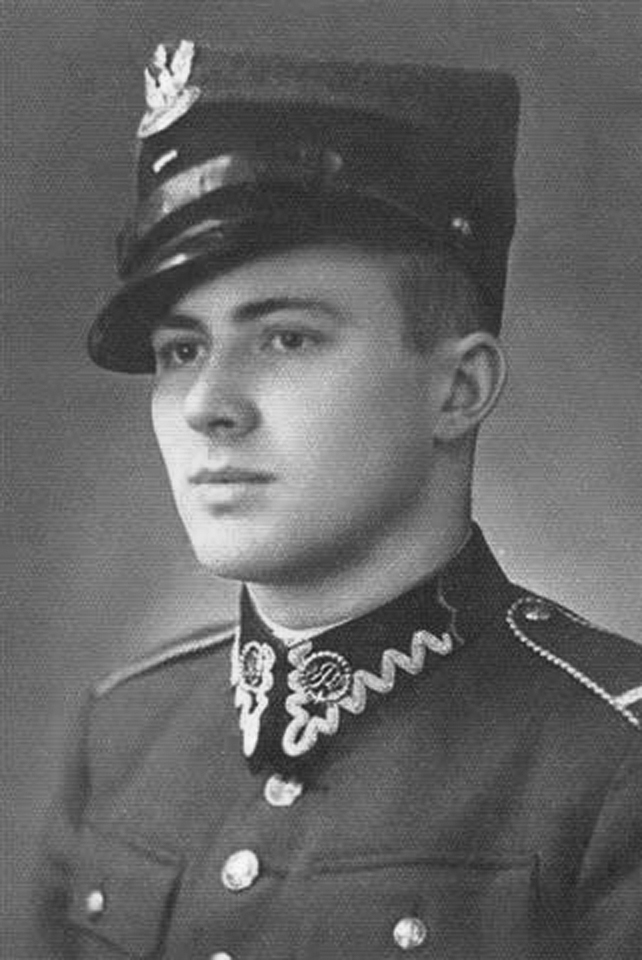
Jan Nowak-Jezioranski (1914–2005)

- Jan Nowak-Jeziorański (1914-2005) ps. Zych – kapitan, harcerz, oficer Wojska Polskiego, Armii Krajowej, Biura Informacji i Propagandy Komendy Głównej AK, kurier KG AK i Sztabu Naczelnego Wodza, działacz polonijny, dziennikarz, redaktor Polskiej Sekcji BBC, dyrektor Rozgłośni Polskiej Radia Wolna Europa (1952–1976). Skierowany na szkolenie spadochronowe, złamał rękę co uniemożliwiało skok. Prawdopodobnie w kwietniu 1941 zaprzysiężony na rotę ZWZ-AK[268][269]. Przerzucony do okupowanej Polski w nocy 25/26 lipca 1944 r. w sezonie operacyjnym „Riposta”, w operacji lotniczej „Wildhorn III” (Most 3), w ekipie skoczków nr: LVII. Samolot Dakota KG-477 „V” (267 Dywizjon RAF) wystartował z lotniska Campo Casale nieopodal Brindisi, lądował na lądowisku „Motyl” w okolicach miejscowości Wał Ruda (pow. brzeski) oraz Jadowniki Mokre, 18 km od Tarnowa. Razem z nim wylądowali: kpt. dypl. Kazimierz Bilski ps. Rum, ppor. Leszek Starzyński ps. Malewa, mjr Bogusław Wolniak ps. Mięta. Samolot zabrał zdobyte przez wywiad AK części rakiety V-2 oraz przygotowany przez naukowców konspiracyjny raport w tej sprawie[8][61]. W powstaniu warszawskim jako oficer Oddziału VI KG AK, radiostacja „Błyskawica”. Pracował dla BIP (Biura Informacji i Propagandy) Komendy Głównej AK, redagował depesze dla Londynu, nadawane otwartym tekstem, do 4 października redagował audycje w jęz. angielskim dla radia „Błyskawica”. Po kapitulacji powstania jako emisariusz cichociemnego, gen. Leopolda Okulickiego ps. Niedźwiadek, 3 października 1944 wraz z żoną wyruszył do Sztabu Naczelnego Wodza w Londynie, z dokumentami sztabowymi, zdjęciami oraz filmami z powstania. Przez Częstochowę, Kraków, koleją przez Niemcy do Stuttgartu dotarł do granicy ze Szwajcarią. Po przekroczeniu granicy 26 grudnia aresztowany wraz z żoną. Po zwolnieniu dotarł do Lyonu, następnie samolotem 22 stycznia 1945 do Londynu. Awansowany na stopień kapitana, ze starszeństwem od 1 lutego 1944[10][269][270].

- Michał Nowakowski (1911–1961) ps. Harpun – kapitan piechoty, prawnik, oficer Wojska Polskiego, Armii Polskiej gen. Andersa, Polskich Sił Zbrojnych na Zachodzie, Armii Krajowej, Komendy Głównej AK, Delegatury Sił Zbrojnych na Kraj, WiN, więzień NKWD, sowieckich łagrów: Starobielsk, Workutłag (1940-1941)[29], wielokrotny więzień UB, zmarł w więzieniu (Inowrocław 1946, Warszawa 1952-1954, Warszawa, Kamińsk, Barczewo 1959-1961)[4]. Przeszkolony ze specjalnością w dywersji, zaprzysiężony na rotę ZWZ-AK 15 grudnia 1943 w Chicheley (Wielka Brytania)[271][272], zrzucony do okupowanej Polski w nocy 24/25 maja 1944 w sezonie operacyjnym „Riposta”, w operacji lotniczej „Weller 23”, w ekipie skoczków nr LIV, z samolotu Halifax JP-180 „V” (1586 Eskadra PAF). Start z lotniska Campo Casale nieopodal Brindisi, zrzut na placówkę odbiorczą „Koliber 2", w okolicach miejscowości Zabierzów Bocheński, 11 km od Bochni, na skraju Puszczy Niepołomickiej. Razem z nim skoczyli: por. Bronisław Konik ps. Sikora, por. Zbigniew Matula ps. Radomyśl, por. Alfred Pokultinis ps. Fon, ppor. Zbigniew Wilczkiewicz ps. Kij oraz kurier ppor. Jan Nodzyński ps. Łuk.[8][273] W powstaniu warszawskim, w 3 Batalionie Pancernym AK (Zgrupowanie „Golski”) jako adiutant dowódcy Zgrupowania „Golski”, następnie II oficer taktyczny, później dowódca pododdcinka „Politechnika” Zgrupowania „Golski”. Walczył w Śródmieściu Południowym. Po kapitulacji Powstania wyszedł z Warszawy wraz z ludnością cywilną, w drodze do obozu w Pruszkowie uciekł na Okęciu[10][272][274].

- Cezary Nowodworski (1916-1944) ps. Głóg – kapitan artylerii, syn polskiego zesłańca na Syberię, oficer Polskich Sił Zbrojnych na Zachodzie, Armii Krajowej, dowódca kompanii „Zgody” w batalionie „Czata 49", prawdopodobnie zamordowany przez NKWD (1944). Przeszkolony ze specjalnością w dywersji, zaprzysiężony na rotę ZWZ-AK 23 września 1943 w Chicheley (Wielka Brytania)[275][276], zrzucony do okupowanej Polski w nocy 4/5 maja 1944 w sezonie operacyjnym „Riposta”, w operacji lotniczej „Weller 17”, w ekipie skoczków nr XLIX, z samolotu Halifax JP-177 „P” (1586 Eskadra PAF). Start z lotniska Campo Casale nieopodal Brindisi, zrzut na placówkę odbiorczą  „Mewa-1” 222 (kryptonim polski, brytyjskie oznaczenie numerowe pinpoints), w okolicach miejscowości Dalechowice, 15 km od Skalbmierza. Razem z nim skoczyli: por. Tadeusz Stanisław Jaworski ps. Bławat, ppor. Zdzisław Luszowicz ps. Szakal, por. Antoni Nosek ps. Kajtuś, por. Mieczysław Szczepański ps. Dębina, por. Czesław Trojanowski ps. Litwos[8][167]. W powstaniu warszawskim od 3 sierpnia 1944 dowódca plutonu kompanii dowodzonej przez cichociemnego kpt. Tomasza Wierzejskiego ps. Zgoda batalionu „Czata 49". 8 sierpnia ranny podczas ciężkich walk na Woli, w rejonie ul. Karolkowej, Żytniej i Okopowej. Od 11 sierpnia walczył w rejonie ul. Okopowej i Dzikiej, 12 sierpnia uczestniczył w odbiciu Stawek. Potem na Muranowie oraz wraz z plutonem w obronie Starego Miasta, w rejonie szpitala św. Jana Bożego. Od 26 sierpnia dowódca kompanii „Zgody” w batalionie „Czata 49", przejął dowodzenie po rannym kpt. Tomaszu Wierzejskim. Ponownie ranny (w obie ręce) podczas walk na Starym Mieście. Przedarł się z kompanią do Śródmieścia, walczył m.in. na Czerniakowie w rejonie ul. Rozbrat, Łazienkowskiej, Czerniakowskiej i Zagórnej, a także przy ul. Ludnej. W powstaniu walczył na Woli, Starym Mieście oraz w Śródmieściu o Czerniakowie. Odznaczony Virtuti Militari. Prawdopodobnie poległ 22 września 1944 po przeprawieniu się przez Wisłę na Pragę. Według relacji cichociemnego płk. Kazimierza Iranka – Osmeckiego został aresztowany oraz rozstrzelany przez NKWD. Według innych relacji miał być więziony przez Sowietów w Odessie[10][276][277].

## O

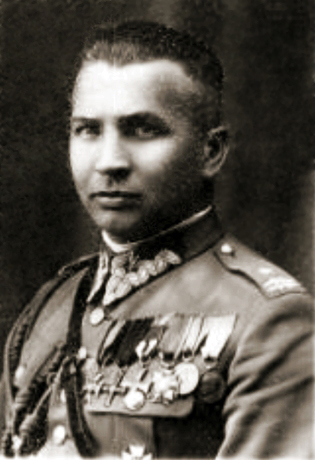
Leopold Okulicki (1898–1945)

- Leopold Okulicki (1898-1946) ps. Niedźwiadek – generał brygady Wojska Polskiego, uczestnik walk o niepodległość Polski (1914-1920), szef sztabu Armii Polskiej gen. Andersa, współtwórca Służby Zwycięstwu Polski, Związku Walki Zbrojnej, Armii Krajowej, szef sztabu Komendy Głównej AK, ostatni komendant główny AK, komendant główny NIE, więzień NKWD, po „procesie szesnastu” w Moskwie prawdopodobnie zamordowany przez NKWD (1946)[278][279]. Zaprzysiężony na rotę ZWZ 28 września 1939, prawdopodobnie w Warszawie. Zrzucony do okupowanej Polski w nocy 21/22 maja 1944, w sezonie operacyjnym „Riposta”, w operacji „Weller 29”, w ekipie skoczków nr LIII, z samolotu Halifax JP-222 „E” (1586 Eskadra PAF). Start z lotniska Campo Casale nieopodal Brindisi, zrzut na placówkę odbiorczą „Kos”, w okolicach miejscowości Wierzbno, 24 km od Krakowa. Razem z nim skoczyli: rtm. Krzysztof Grodzicki ps. Jabłoń, por. Marian Golarz ps. Góral 2 (ochrona osobista), ppor. Władysław Marecki ps. Żabik 2, kpt. Tomasz Wierzejski ps. Zgoda 2 oraz ppor. Zbigniew Waruszyński ps. Dewajtis 2 (ochrona osobista)[8][280]. Po wybuchu powstania warszawskiego, jako komendant NIE pozostał w konspiracji. Od 6 września pełnił obowiązki szefa sztabu Komendy Głównej AK. 28 września 1944 uczestniczył w naradzie siedmiu najwyższych oficerów AK z delegatem rządu Janem Stanisławem Jankowskim, na której podjęto decyzję o kapitulacji powstania. Po kapitulacji wyznaczony komendantem głównym AK przez udającego się do niewoli dotychczasowego komendanta AK, gen. dyw. Tadeusza „Bór” Komorowskiego. Wyszedł z Warszawy wraz z ludnością cywilną, od 2 października 1944 poza Warszawą, m.in. w Milanówku, Pruszkowie, Podkowie Leśnej. Używał pseudonimów: „Niedźwiadek” (w kraju) oraz „Termit” (w łączności ze Sztabem NW w Londynie)[10][279][281].

- Stanisław Ossowski (1912-1987) ps. Jastrzębiec 2 – kapitan piechoty, nauczyciel, oficer Wojska Polskiego, Armii Polskiej gen. Andersa, Polskich Sił Zbrojnych na Zachodzie, Armii Krajowej, więzień sowieckich łagrów: Kozielsk, Griazowiec (1940-1941)[29]. Przeszkolony ze specjalnością w dywersji, zaprzysiężony na rotę ZWZ-AK 14 lutego 1944 w Ostuni (Włochy)[282][283], zrzucony do okupowanej Polski w nocy 30/31 lipca 1944 w sezonie operacyjnym „Riposta”, w operacji lotniczej „Jacek 1", w ekipie skoczków nr LVIII, z samolotu Liberator KG-890 „S” (1586 Eskadra PAF). Start z lotniska Campo Casale nieopodal Brindisi, zrzut na placówkę odbiorczą „Solnica”, w okolicach miejscowości Osowiec, 7 km od Grodziska Mazowieckiego. Razem z nim skoczyli: płk Jacek Bętkowski ps. Topór 2, kpt. Franciszek Malik ps. Piorun 2, por. Julian Piotrowski ps. Rewera 2, kpt. Zbigniew Specylak ps. Tur 2, ppor. Władysław Śmietanko ps. Cypr.[8][32] W powstaniu warszawskim początkowo na odcinku taktycznym dowodzonym przez cichociemnego ppłk. Jacka Bętkowskiego ps. Topór, następnie jako dowódca kompanii szturmowej oraz zastępca dowódcy batalionu ppłk. Władysława Garlickiego, na odcinku taktycznym „Bogumił”. Walczył w Śródmieściu Południowym, 13 września ciężko ranny w walkach o ambasadę chińską. Awansowany na stopień kapitana 2 października 1944. Po kapitulacji powstania więzień niemieckich obozów jenieckich: Sandbostel, Murnau (1944-1945). Uwolniony 29 kwietnia 1945 przez wojska amerykańskie[10][283][284].

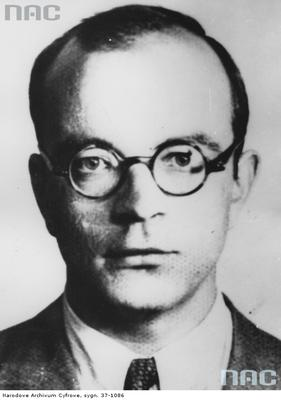
Kazimierz Osuchowski (1915–1944)

- Kazimierz Osuchowski (1915-1944) ps. Rosomak – porucznik piechoty, urzędnik konsularny, oficer Polskich Sił Zbrojnych na Zachodzie, Armii Krajowej, Komendy Głównej AK, dwukrotnie więzień obozu koncentracyjnego Miranda de Ebro (1940-1942, 1942-1943)[22]. Przeszkolony ze specjalnością w dywersji, zaprzysiężony na rotę ZWZ-AK 23 września 1943 w Chicheley (Wielka Brytania)[285][286], zrzucony do okupowanej Polski w nocy 30 kwietnia / 1 maja 1944 w sezonie operacyjnym „Riposta”, w operacji lotniczej „Weller 16”, w ekipie skoczków nr XLVIII, z samolotu Liberator BZ-965 „S” (1586 Eskadra PAF). Start z lotniska Campo Casale nieopodal Brindisi, zrzut na placówkę odbiorczą „Klosz”, w okolicach miejscowości Przybyszew, 23 km od Grójca. Razem z nim skoczyli: kpt. Franciszek Cieplik ps. Hatrak, rtm. Jan Skrochowski ps. Ostroga, mjr Kazimierz Szternal ps. Zryw.[8][287] W powstaniu warszawskim jako dowódca plutonu saperskiego z miotaczami ognia batalionu „Miłosz”, na odcinku taktycznym „Bogumił”, dowodzonym przez cichociemnego mjr. Narcyza Łopianowskiego ps. Sarna. Walczył w Śródmieściu Południowym. Ciężko ranny 8 sierpnia podczas ataku na niemieckie bunkry w rejonie Sejmu. Wskutek odniesionych ran zmarł po kilku godzinach, następnego dnia, 9 sierpnia 1944. Pochowany przy ul. Mokotowskiej 48, następnie na Cmentarzu Wojskowym na Powązkach (kwatera A 27, rząd 5, miejsce 5)[10][286][288].

## P
- Alfred Paczkowski (1909-1986) ps. Wania – podpułkownik, lekarz, oficer Polskich Sił Zbrojnych na Zachodzie, Armii Krajowej, dowódca III Odcinka „Wachlarza”, dowódca Kedywu Obszaru Białystok AK, instruktor szkoły dywersji Kedywu „Zagajnik”, więziony i torturowany przez gestapo (więzienie w Pińsku), uwolniony przez AK (1942-1943)[22]. Przeszkolony ze specjalnością w dywersji, zaprzysiężony na rotę ZWZ-AK 10 października 1941 w Londynie (Wielka Brytania)[289][290], zrzucony do okupowanej Polski w nocy 27/28 grudnia 1941 w próbnym sezonie operacyjnym, w operacji lotniczej „Jacket”, w ekipie skoczków nr II, z samolotu Halifax L-9618 „W”. Start z lotniska RAF Leakenheath, zrzut „na dziko”, wskutek błędu w nawigacji, poza planowaną placówkę odbiorczą, w okolicach miejscowości Brzozów Stary, na las Paulinka – Załusków, przy drodze Sochaczew – Gąbin (22 km od Łowicza), ok. 22 km. od granicy z Generalną Gubernią. Razem z nim skoczyli: rtm. Marian Jurecki ps. Orawa, mjr. dypl. Maciej Kalenkiewicz ps. Kotwicz, kpt. Andrzej Świątkowski ps. Amurat oraz kurierzy Delegatury Rządu na Kraj: ppor. Tadeusz Chciuk ps. Celt i kpr. Wiktor Strzelecki ps. Buka[8][291]. W powstaniu warszawskim do 17 sierpnia zastępca szefa Komendy Obwodu Mokotów, Oddział III Komendy Głównej AK. M.in. przygotowywał rozkazy dzienne (bojowe). Walczył na Mokotowie, spotykał się często m.in. z cichociemnym Andrzejem Czaykowskim ps. Garda.15 września wyznaczony przez Komendę Okręgu do rozmów z Armią Czerwoną oraz LWP, wyruszył 17 września na drugi brzeg Wisły w kilkuosobowej grupie, m.in. z cichociemnym ppor. Czesławem Pieniakiem ps. Mak oraz kpt. sowieckiego wywiadu Kaługinem. 18 września w grupie 19 osób z Wału Miedzeszyńskiego, ok. 400 m od mostu Poniatowskiego, przeprawił się krypą przez Wisłę na praski brzeg, w rejonie Saskiej Kępy. Następnego dnia zatrzymani przez „berlingowców” 9 Pułku Piechoty LWP, doprowadzeni do sztabu 1 Armii LWP przy ul. Grochowskiej, następnie do Zielonki k. Rembertowa. Przesłuchiwany przez oficerów Informacji – kontrwywiadu wojskowego LWP. Po odmowie wstąpienia do LWP przewieziony pod Rembertów, następnie do Lublina i do Worsy, gdzie kwaterował sztab marszałka Rokosowskiego. Przesłuchiwany przez NKWD, następnie przewieziony do Międzyrzecza Podlaskiego, 30 września samolotem do Moskwy, osadzony w więzieniu NKWD na Łubiance. Przesłuchiwany nocami, oskarżony o szpiegostwo na rzecz Niemiec. Od początku stycznia 1945 w więzieniu Lefortowo, konfrontowany z ostatnim dowódcą Armii Krajowej, cichociemnym gen. Leopoldem Okulickim ps. Niedźwiadek. Według Krzysztofa A. Tochmana (Słownik Biograficzny Cichociemnych), późną jesienią 1945 zesłany do łagru w Riazaniu. Według indeksu represjonowanych od 6 lipca 1947 w łagrze (obozie jenieckim) nr 178-454 w Diagilewie pod Riazaniem, następnie w Czerepowcu (obóz nr 158). Od 3 listopada 1947 w łagrze w Griazowcu (obóz nr 150), następnie w Brześciu (obóz nr 284)[29][10][290][292].

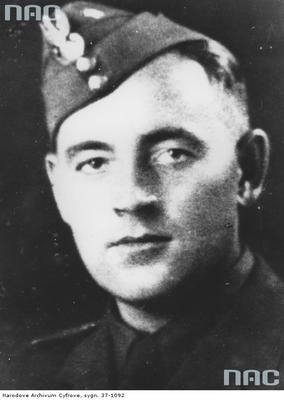
Karol Pentz (1908–1944)

- Michał Parada (1914-1944) ps. Mapa – sierżant łączności, policjant, żołnierz Wojska Polskiego, Polskich Sił Zbrojnych na Zachodzie, podoficer Armii Krajowej, radiotelegrafista Komendy Głównej AK. Przeszkolony ze specjalnością w łączności, zaprzysiężony na rotę ZWZ-AK 5 października 1942 w Audley End (Wielka Brytania)[293][294], zrzucony do okupowanej Polski w nocy 16/17 lutego 1943, w sezonie operacyjnym „Intonacja”, w operacji lotniczej „Vice”, w ekipie skoczków nr XX, z samolotu Halifax DT-727 „K” (138 Dywizjon RAF). Start z lotniska RAF Tempsford, zrzut na placówkę odbiorczą „Lila” w Kampinosie, 12 km od Mińska Mazowieckiego. Razem z nim skoczyli: kpt. Tadeusz Burdziński ps. Malina, mjr Feliks Dzikielewski ps. Oliw, plt. Stanisław Kazimierczak ps. Ksiądz[8][73]. W powstaniu warszawskim jako radiotelegrafista kompanii „Radio” Komendy Okręgu Warszawskiego AK. Walczył w Śródmieściu, ostatnio na Starówce. Zaginął, prawdopodobnie poległ 10 sierpnia 1944[10][294][295].

- Karol Pentz (1908-1944) ps. Skała 2 – porucznik piechoty, prawnik, pocztowiec, oficer Wojska Polskiego, Armii Polskiej gen. Andersa, Polskich Sił Zbrojnych na Zachodzie, Armii Krajowej, więzień sowieckich łagrów: Wiedlaszcz, Uchtiżemłag (1940-1941). Przeszkolony ze specjalnością w dywersji, zaprzysiężony na rotę ZWZ-AK 14 lutego 1944[293][296], zrzucony do okupowanej Polski w nocy 30/31 maja 1944 w sezonie operacyjnym „Riposta”, w operacji lotniczej „Weller 30”, w ekipie skoczków nr LVI, z samolotu Halifax JP-222 „E” (1586 Eskadra PAF). Start z lotniska Campo Casale nieopodal Brindisi, zrzut na placówkę odbiorczą „Paszkot 1", w okolicach miejscowości Rakszawa, 7 km od Łańcuta. Razem z nim skoczyli: mjr Adolf Łojkiewicz ps. Ryś, ppor. Maksymilian Klinicki ps. Wierzba 2, ppor. Feliks Perekładowski ps. Przyjaciel 2, ppor. Tadeusz Tomaszewski ps. Wąwóz, mjr Stanisław Trondowski ps. Grzmot 2[8][225]. W powstaniu warszawskim od 4 sierpnia w 6 kompanii „Wawer” Zgrupowania IX Batalionu „Kiliński”. Walczył w Śródmieściu, m.in. uczestniczył w walkach w rejonie ul. Królewskiej, pl. Grzybowskiego oraz ul. Grzybowskiej. 29 sierpnia 1944 ciężko ranny na ul. Próżnej, wskutek odniesionych ran zmarł 9 września 1944 w szpitalu przy ul. Lwowskiej 20. Według innej wersji poległ 6 września 1944 przy ul. Próżnej[10][296][297].

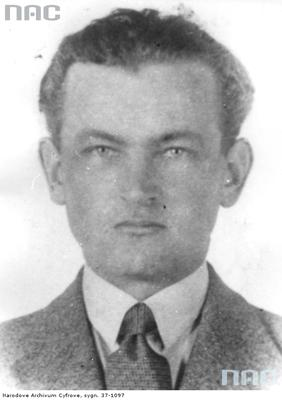
Wacław Pijanowski (1906–1995)

- Czesław Pieniak (1918-1964) ps. Bór – porucznik łączności, podoficer Wojska Polskiego, oficer Polskich Sił Zbrojnych na Zachodzie, Armii Krajowej, zastępca dowódcy kompanii radiołączności „Kram” batalionu „Iskry” Komendy Głównej AK, instruktor łączności Komendy Okręgu Warszawa AK, więzień sowieckich łagrów: Borowicze, Swierdłowsk (1944-1946)[29]. Przeszkolony ze specjalnością w łączności oraz dywersji, zaprzysiężony na rotę ZWZ-AK 7 kwietnia 1942[298][299], zrzucony do okupowanej Polski w nocy 19/20 lutego 1943 roku, w sezonie operacyjnym „Intonacja”, w operacji lotniczej „Spokeshave”, w ekipie skoczków nr XXII, z samolotu Halifax DT-620 „T” (138 Dywizjon RAF). Start z lotniska RAF Tempsford, zrzut na placówkę odbiorczą „Pies”, w okolicach miejscowości Radzice, 9 km od Odrzywołu. Razem z nim skoczyli: plt. Kazimierz Człapka ps. Pionek, sierż. Piotr Nowak ps. Oko oraz kurier ppor. Jerzy Lerski ps. Jur[8][90]. W powstaniu warszawskim do 15 września dowódca kompanii „Radio” Komendy Okręgu Warszawa AK, nadawał z radiostacji zlokalizowanych w budynku hotelu „Victoria” oraz gmachu PKO. W związku z wyznaczeniem przez Komendę Okręgu Cichociemnego kpt. Alfreda Paczkowskiego ps. Wania, do podjęcia rozmów z Armią Czerwoną oraz LWP, wyruszył wraz z nim 17 września na drugi brzeg Wisły w kilkuosobowej grupie (m.in. z udziałem kpt. sowieckiego wywiadu Kaługinem). 18 września w grupie 19 osób z Wału Miedzeszyńskiego, ok. 400 m od mostu Poniatowskiego, przeprawił się krypą przez Wisłę na praski brzeg, w rejonie Saskiej Kępy. Następnego dnia zatrzymani przez „berlingowców” 9 Pułku Piechoty LWP, doprowadzeni do sztabu 1 Armii LWP przy ul. Grochowskiej, następnie do Zielonki k. Rembertowa. Przewieziony do szefostwa łączności 1 Armii LWP, 24 września nawiązał łączność radiową ze Śródmieściem. 25 września aresztowany przez oficerów Informacji – kontrwywiadu wojskowego LWP, więziony przez 11 dni, zwolniony. 6 października 1944 aresztowany, w listopadzie 1944 zesłany do łagrów. 30 września 1944 odznaczony Virtuti Militari[10][299][300].

- Wacław Pijanowski (1906-1995) ps. Dym – major lotnictwa, oficer Wojska Polskiego, Polskich Sił Zbrojnych na Zachodzie (Polskie Siły Powietrzne), Armii Krajowej, Komendy Głównej AK. Przeszkolony ze specjalnością w dywersji oraz w lotnictwie, zaprzysiężony na rotę ZWZ-AK 5 października 1942 w Audley End (Wielka Brytania)[301][302] zrzucony do okupowanej Polski w nocy 26/27 stycznia 1943, w sezonie operacyjnym „Intonacja”, w operacji lotniczej „Gauge”, w ekipie skoczków nr XIX, z samolotu Halifax DT-727 „K” (138 Dywizjon RAF). Start z lotniska RAF Tempsford, zrzut na placówkę odbiorczą „Żubr”, 14 km od Kielc. Razem z nim skoczyli: kpt. Florian Adrian ps. Liberator, ppor. Stanisław Sołtys ps. Sowa, kpt. Michał Tajchman ps. Mikita[8][303]. W powstaniu warszawskim od 7 sierpnia 1944 ochotniczo jako doradca techniczny przy produkcji granatów i butelek zapalających (do zwalczania czołgów) w wytwórniach środków walki przy ul. Kruczej 13, Wilczej 9 oraz Marszałkowskiej 79. Walczył w Środmieściu Południowym. Po kapitulacji powstania wyszedł z Warszawy z żoną wraz z ludnością cywilną, wywieziony do obozów cywilnych: Puszków, Lamsdorf, od 2 listopada do przymusowej pracy w majątku Ohrdruf k. Gothy (Turyngia). Uwolniony 1 kwietnia 1945 przez żołnierzy Armii USA[10][302][304].

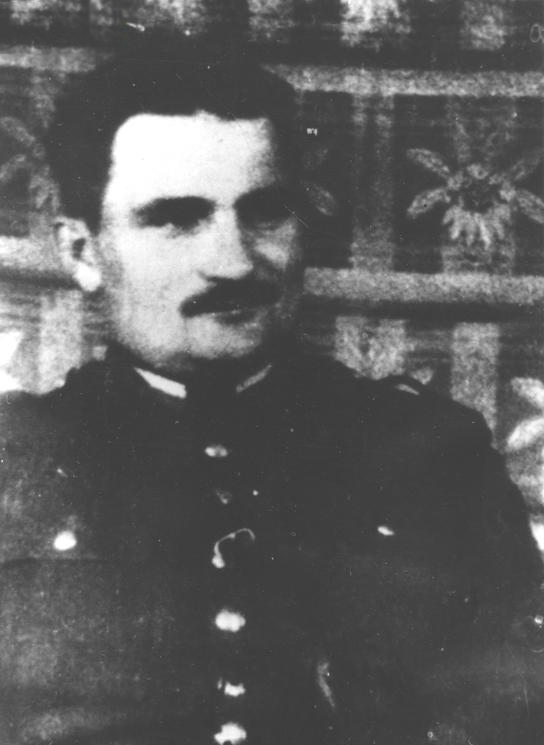
Adolf Pilch (1914–2000)

- Adolf Pilch (1914-2000) ps. Góra, Dolina – major, podoficer Wojska Polskiego, oficer Polskich Sił Zbrojnych na Zachodzie, Armii Krajowej, Okręgu Nowogródek AK, dowódca Zgrupowania Stołpecko – Nalibockiego. Przeszkolony ze specjalnością w dywersji, zaprzysiężony na rotę ZWZ-AK 28 sierpnia 1942[305][306], zrzucony do okupowanej Polski w nocy 16/17 lutego 1943, w sezonie operacyjnym „Intonacja”, w operacji lotniczej „Saw”, w ekipie skoczków nr XX, z samolotu Halifax DT-725 „J” (138 Dywizjon RAF). Start z lotniska RAF Tempsford, zrzut na placówkę odbiorczą „Koń”, w okolicach miejscowości Sulejów, widły Pilicy i Czarnej, 21 km od Piotrkowa Trybunalskiego. Razem z nim skoczyli: ppor. Michał Busłowicz ps. Bociek, ppor. Henryk Januszkiewicz ps. Spokojny, ppor. Bolesław Odrowąż – Szukiewicz ps. Bystrzec[8][79]. Uczestniczył w powstaniu warszawskim wyzwalając 24 wsie, tworzące tzw. Rzeczpospolitą Kampinoską, m.in., dzięki skutecznemu atakowi na kompanię Wehrmachtu stacjonującą w Aleksandrowie. Wobec niemożliwości nawiązania kontaktu z Komendą Główną AK, od 28 lipca w składzie 8 Rejonu 9 Obwodu Okręgu Warszawskiego AK. Od 31 lipca, pod ps. Dolina, zastępca dowódcy Pułku „Palmiry – Młociny”, od 2 sierpnia do 27 września dowódca pułku oraz p.o. dowódcy grupy Kampinos AK. Jego żołnierze związali poważne siły niemieckie, odciążając walczących w powstaniu warszawskim. Stoczyli zwycięskie bitwy m.in. w rejonie Lubic (31 lipca), Borek (1 sierpnia), Częstkowa (2 sierpnia), Truskaw (2 sierpnia), Izabelina – Hornówki, Borzęcina (6 sierpnia), Koczargi, Piasek, Zaborowa, Pilaszki, Janówka, Roztoki, Łosiej Woli, Wicisza, Sierakowa, Dworca Gdańskiego, Zaborowa Leśnego, Leoncina, Zaborówka, Małocic, Truskaw, Sowiej Woli, a także na Żoliborzu, Starym Mieścia, Lesznie oraz pod Marianowem. W nocy 2/3 września 1944 rozgromił stacjonujący we wsi Truskaw batalion wycofanej z Warszawy Brygady SS-RONA, zabijając 250 rosyjskich esesmanów, raniąc ok. 100, przy stratach własnych 10 poległych oraz 10 rannych[10][306][307].

- Julian Piotrowski (1920-2008) ps. Rewera 2 – kapitan piechoty, harcerz, prawnik, oficer Wojska Polskiego, Polskich Sił Zbrojnych na Zachodzie, Armii Krajowej, uczestnik walk o Tobruk, kampanii libijskiej, szykanowany przez UB. Przeszkolony ze specjalnością w dywersji, zaprzysiężony na rotę ZWZ-AK 16 lutego 1944 w Ostuni (Włochy)[308][309], zrzucony do okupowanej Polski w nocy 30/31 lipca 1944 w sezonie operacyjnym „Riposta”, w operacji lotniczej „Jacek 1", w ekipie skoczków nr LVIII, z samolotu Liberator KG-890 „S” (1586 Eskadra PAF). Start z lotniska Campo Casale nieopodal Brindisi, zrzut na placówkę odbiorczą „Solnica”, w okolicach miejscowości Osowiec, 7 km od Grodziska Mazowieckiego. Razem z nim skoczyli: ppłk Jacek Bętkowski ps. Topór 2, kpt. Franciszek Malik ps. Piorun 2, por. Stanisław Ossowski ps. Jastrzębiec 2, kpt. Zbigniew Specylak ps. Tur 2, ppor. Władysław Śmietanko ps. Cypr[8][32]. W powstaniu warszawskim początkowo jako ochotnik w III Rejonie Śródmieście – Obwód I, walczył w okolicy ulic na zachód od ul. Marszałkowskiej. Następnie w Zgrupowaniu „Kryska” na Czerniakowie. Od 7 sierpnia 1944 adiutant dowódcy odcinka taktycznego „Topór”, cichociemnego ppłk. Jacka Bętkowskiego ps. Topór oraz oficer operacyjny Odcinka. Uczestniczył w organizacji obrony i walkach w rejonie ulic: Wspólnej, Emilii Plater, gmachu Politechniki, ul. Noakowskiego, także w atakach na Niemców w gmachu Urzędu Telekomunikacji przy ul. Nowogrodzkiej. Za udział w tych walkach odznaczony Krzyżem Walecznych po raz drugi. Walczył w Śródmieściu Południowym. Po kapitulacji powstania więzień niemieckich obozów jenieckich: Ożarów, Kostrzyń, Sandbostel, Murnau (1944-1945). 29 kwietnia 1945 wyzwolony przez żołnierzy oraz czołgi 3 Armii USA[10][309][310].

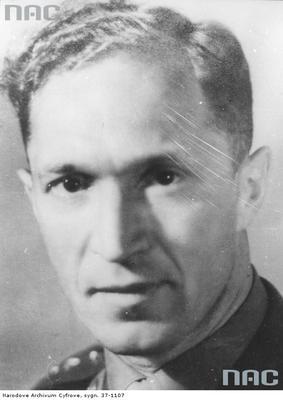
Alfred Pokultinis (1910–1981)

- Alfred Pokultinis (1910-1981) ps. Fon – kapitan piechoty, kolejarz, oficer Wojska Polskiego, Armii Polskiej gen. Andersa, Polskich Sił Zbrojnych na Zachodzie, Armii Krajowej, Wydziału Łączności z Obozami Jenieckimi Oddziału I Komendy Głównej AK, więzień NKWD, sowieckich łagrów: Workutłag, Komi (1940-1941)[29]. Przeszkolony ze specjalnością w dywersji oraz łączności, zaprzysiężony na rotę ZWZ-AK 15 grudnia 1943 w Chicheley (Wielka Brytania)[311][312], zrzucony do okupowanej Polski w nocy 24/25 maja 1944 w sezonie operacyjnym „Riposta”, w operacji lotniczej „Weller 23”, w ekipie skoczków nr LIV, z samolotu Halifax JP-180 „V” (1586 Eskadra PAF). Start z lotniska Campo Casale nieopodal Brindisi, zrzut na placówkę odbiorczą „Koliber 2", w okolicach miejscowości Zabierzów Bocheński, 11 km od Bochni, na skraju Puszczy Niepołomickiej. Razem z nim skoczyli: por. Bronisław Konik ps. Sikora, por. Zbigniew Matula ps. Radomyśl, kpt. Michał Nowakowski ps. Harpun, ppor. Zbigniew Wilczkiewicz ps. Kij oraz kurier ppor. Jan Nodzyński ps. Łuk[8][273]. W powstaniu warszawskim początkowo w plutonie por. „Fregaty” 44 kompanii Wojskowej Służby Ochrony Powstania IX Zgrupowania Batalionu „Kiliński”. Pomagał cichociemnemu por. Michałowi Busłowiczowi ps. Bociek w produkcji butelek zapalających. Od 8 sierpnia przydzielony, od 15 sierpnia dowódca kompanii łączności Grupy „Północ”, na miejsce rannego dotychczasowego dowódcy, cichociemnego kpt. Zygmunta Sawickiego ps. Samulik. 2 września przeszedł kanałami ze Starego Miasta do Śródmieścia. Po rozwiązaniu Grupy „Północ”, od 5 września dowódca kompanii łączności Komendy Okręgu Warszawskiego w Śródmieściu oraz zastępca szefa łączności Komendy Okręgu Warszawskiego (Wydział V). 21 sierpnia odznaczony Krzyżem Walecznych, awansowany na stopień kapitana, ze starszeństwem od 5 września 1944. Walczył na Starym Mieście oraz w Śródmieściu. Po kapitulacji powstania więzień niemieckich obozów jenieckich: Fallingbostel, Gross-Born, Sandbostel, Lubeka, Bergen-Belsen (1944-1945). 2 maja 1945 uwolniony przez żołnierzy brytyjskiej 11 Dywizji Pancernej[10][312][313].

- Janusz Prądzyński (1911-1963) ps. Trzy – rotmistrz, dziennikarz, oficer Wojska Polskiego, Polskich Sił Zbrojnych na Zachodzie, Komendy Głównej AK, wywiadu ofensywnego Armii Krajowej (m.in. zdobył plany prototypów czołgów „Panther”, broni przeciwpancernej „Panzerfaust”). Przeszkolony ze specjalnością w wywiadzie, zaprzysiężony na rotę ZWZ-AK 29 grudnia 1942 w Londynie (Wielka Brytania)[314][315], zrzucony do okupowanej Polski w nocy 13/14 marca 1943 w sezonie operacyjnym „Intonacja”, w operacji lotniczej „Tile”, w ekipie skoczków nr XXIV, z samolotu Halifax DT-725 „J” (138 Dywizjon RAF). Start z lotniska RAF Tempsford, zrzut na placówkę odbiorczą „Olcha”, ok. 9 km od Kielc. Razem z nim skoczyli: por. Oskar Farenholc ps. Sum, ppor. Jan Rostworowski ps. Mat, ppor. Edwin Scheller-Czarny ps. Fordon[8][316]. W powstaniu warszawskim jako oficer Oddziału II (informacyjno-wywiadowczego) Komendy Głównej AK oraz adiutant dowódcy Zgrupowania „Golski”. Walczył w Środmieściu Południowym. Po kapitulacji powstania wyszedł z Warszawy razem z ludnością cywilną, wraz z cichociemnym Stefanem Ignaszakiem oraz łączniczką. Awansowany na stopień rotmistrza 21 września 1944, 2 października odznaczony Krzyżem Walecznych[10][315][317].

## R
- Bronisław Rachwał (1907-1944) ps. Glin – kapitan dyplomowany, oficer Wojska Polskiego, Polskich Sił Zbrojnych na Zachodzie, Sztabu Naczelnego Wodza, Armii Krajowej, Komendy Głównej AK. Przeszkolony ze specjalnością w dywersji, zaprzysiężony na rotę ZWZ-AK 1 kwietnia 1942 w Londynie (Wielka Brytania)[318][319], zrzucony do okupowanej Polski w nocy 16/17 września 1943 w sezonie operacyjnym „Riposta”, operacji „Neon 1”, w ekipie skoczków nr XXXI, z samolotu Halifax BB-378 „D” (138 Dywizjon RAF). Start z lotniska RAF Tempsford pod Londynem, zrzut na placówkę odbiorczą „Garnek”, ok. 8 km od stacji kolejowej Wyszków. Razem z Nim skoczyli: ppor. Hieronim Dekutowski ps. „Zapora” oraz kurier ppor. Kazimierz Smolak ps. Nurek[8][117]. W powstaniu warszawskim jako oficer operacyjny Komendy Obwodu Śródmieście, dowodzonego przez ppłk. Edwarda Pfeiffera ps. Radwan. Walczył w Śródmieściu, poległ 2 września 1944, po wybuchu pocisku artyleryjskiego zasypany w piwnicy domu na rogu ul. Jasnej i Kredytowej. Odznaczony pośmiertnie Krzyżem Srebrnym Virtuti Militari[10][319][320].

- Tadeusz Runge (1898-1975) ps. Osa – podpułkownik piechoty, uczestnik walk o niepodległość Polski (1917-1920), harcerz, oficer Wojska Polskiego, Polskich Sił Zbrojnych na Zachodzie, Sztabu Naczelnego Wodza, Armii Krajowej, Kedywu Komendy Głównej AK, kierownik Centrali Zaopatrzenia Terenu, uczestnik wojny polsko bolszewickiej, I powstania śląskiego. Przeszkolony m.in. na kursie strzeleckim oraz spadochronowym, zaprzysiężony na rotę ZWZ-AK 10 listopada 1941 w Londynie (Wielka Brytania)[321][322], zrzucony do okupowanej Polski w nocy 9/10 kwietnia 1944, w sezonie operacyjnym „Riposta”, w operacji lotniczej „Weller 2”, w ekipie skoczków nr XXXIX, z samolotu Liberator BZ-965 „S” (1586 Eskadra PAF). Start z lotniska Campo Casale w Brindisi (Włochy), zrzut na placówkę „Imbryk”, w okolicach miejscowości Dąbrówka, 15 km od stacji kolejowej Tłuszcz. Razem z nim skoczyli: ppor. Stefan Bałuk ps. Starba, kpt. Benon Łastowski ps. Łobuz oraz kurier Delegatury Rządu na Kraj kpr. Henryk Waniek ps. Pływak[8][7]. W powstaniu warszawskim jako dowódca sformowanego z pracowników Centrali Zaopatrzenia Terenu Batalionu „Czata 49" Zgrupowania „Radosław”, w sile początkowo 120 żołnierzy, następnie wzmocniony do ok. 300 żołnierzy kolejnymi oddziałami (ogółem 14 oddziałów). Wraz z batalionem uczestniczył w ciężkich walkach na Woli, w rejonie ul. Okopowej, Żytniej, Dzielnej, Wolskiej, Młynarskiej, Karolkowej, cmentarza ewangelickiego. Od 10 sierpnia w obronie Starego Miasta, w rejonie ul. Stawki oraz Muranowa, w nocy 21/22 sierpnia uczestniczył w natarciu na Dworzec Gdański, następnie w walkach w szpitalu Jana Bożego, na ul. Sapieżyńskiej, Bonifraterskiej. W dniach 31 sierpnia – 2 września, batalion w sile 252 żołnierzy przedarł się kanałami do Śródmieścia, zajął pozycje na Skarpie Czerniakowskiej. W nocy 14/15 września wycofany z rejonu ul. Rozbrat i Łazienkowskiej na pozycje ul. Czerniakowska, Zagórna. Stoczył ciężkie walki w rejonie ul. Ludnej, Okrąg. W nocy 18/19 września batalion wycofał się nad Wisłę, w rejon ul. Solec, od 20 września batalion przeszedł kanałami na Mokotów, 25 września batalion w sile 90 żołnierzy walczył w rejonie ul. Wiktorskiej. Od 25 września ewakuacja 87 żołnierzy batalionu kanałami do Śródmieścia. Ogółem podczas walk lub wskutek odniesionych ran poległo ok. 125 żołnierzy batalionu. Po kapitulacji powstania więzień niemieckich obozów jenieckich: Pruszków, Skierniewice (1944-1945),15 listopada uciekł[10][322][323].

## S

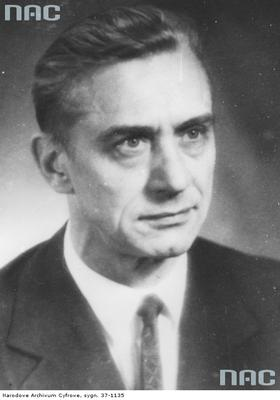
Edwin Scheller-Czarny (1919–1999)

- Zygmunt Sawicki (1910-1995) ps. Samulik – kapitan pilot, oficer Wojska Polskiego, Polskich Sił Zbrojnych na Zachodzie, Armii Krajowej, zastępca kierownika referatu łączności lotniczej Wydziału Lotnictwa Oddziału III Komendy Głównej AK. Przeszkolony ze specjalnością w łączności radiowej dla lotnictwa, zaprzysiężony na rotę ZWZ-AK 4 marca 1943[324][325], zrzucony do okupowanej Polski w nocy 3/4 kwietnia 1944 r. w sezonie operacyjnym „Riposta”, w operacji lotniczej „Weller 5” w ekipie skoczków nr XXXIV, z samolotu Halifax JP-207 „E” (138 Dywizjon RAF). Start z lotniska Campo Casale nieopodal Brindisi, zrzut na placówkę odbiorczą „Pierzyna”, w okolicach miejscowości Malcanów, 10 km od Mińska Mazowieckiego. Razem z nim skoczyli: sierż. Stanisław Biedrzycki ps. Opera, ppor. Jan Bieżuński ps. Orzyc, ppor. Marian Pokładecki ps. Zoll[8][43]. W powstaniu warszawskim, od 7 sierpnia szef łączności Sztabu Grupy „Północ”. Jego zastępcą był cichociemny kpt. Tadeusz Burdziński ps. Malina. Zorganizował łączność ze zgrupowaniami oraz punktami obserwacyjnymi (Zamek Królewski), także punkt podsłuchowy w budynku PAST-y. Współpracował m.in. z cichociemnym sierż. Stanisławem Biedrzyckim ps. Opera, obsługującym jedną z radiostacji Grupy „Północ”. Walczył na Starym Mieście, ranny 24 sierpnia, kanałami przerzucony do Śródmieścia. Po kapitulacji powstania wyszedł z ludnością cywilną, przez Ursynów, Żyrardów, Mszczonów dotarł do Rudnik k. Częstochowy[10][325][326].

- Edwin Scheller-Czarny (1919-1999) ps. Fordon – podporucznik, oficer Polskich Sił Zbrojnych na Zachodzie, Armii Krajowej, Komendy Głównej AK, kolejowego wywiadu ofensywnego AK, Delegatury Sił Zbrojnych na Kraj, więziony i torturowany przez gestapo, wykupiony przez AK (1944)[22], więzień UB (Gdańsk, 1945-1946), po zwolnieniu szykanowany[4]. Przeszkolony ze specjalnością w wywiadzie, zaprzysiężony na rotę ZWZ-AK 29 grudnia 1942 w Audley End (Wielka Brytania)[327][328], zrzucony do okupowanej Polski w nocy 13/14 marca 1943 w sezonie operacyjnym „Intonacja”, w operacji lotniczej „Tile”, w ekipie skoczków nr XXIV, z samolotu Halifax DT-725 „J” (138 Dywizjon RAF). Start z lotniska RAF Tempsford, zrzut na placówkę odbiorczą „Olcha”, ok. 9 km od Kielc. Razem z nim skoczyli: por. Oskar Farenholc ps. Sum, por. Janusz Prądzyński ps. Trzy, ppor. Jan Rostworowski ps. Mat[8][316]. W powstaniu warszawskim stan zdrowia nie pozwalał mu walczyć (wskutek obrażeń odniesionych w wyniku tortur gestapo wciąż chodził o lasce), ponadto utracił kontakt z Komendą Główną AK. Współpracował wywiadowczo z oddziałami Pułku „Baszta”, por. Bolesława Ostrowskiego ps. Lanca oraz por. Mariana Ślifierza ps. Wirski. Wraz z żoną zajmował się także zbieraniem lekarstw dla Powstańców. 24 sierpnia 1948 przez Naczelnego Wodza odznaczony Virtuti Militari – „za wyróżniające się męstwo w akcjach bojowych podczas konspiracji i walk Powstania Warszawskiego”[10][328].

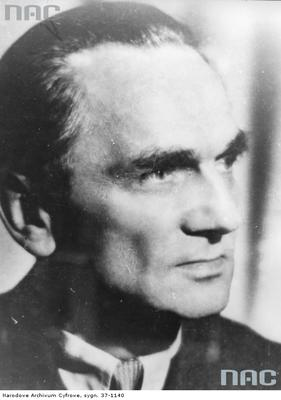
Leopold Skwierczyński (1905–1959)

- Leopold Skwierczyński (1905-1959) ps. Aktor – major, aktor teatralny, oficer Wojska Polskiego, Polskich Sił Zbrojnych na Zachodzie, Armii Krajowej, Wydziału Lotniczego Oddziału III Komendy Głównej AK, więzień NKWD, UB [Kraków, Bytom, Toszek, Gliwice, Katowice (1945)][4]. Przeszkolony ze specjalnością w dywersji oraz lotnictwie, zaprzysiężony na rotę ZWZ-AK 15 grudnia 1943[329][330], zrzucony do okupowanej Polski w nocy 16/17 kwietnia 1944 roku w sezonie operacyjnym „Riposta”, w operacji lotniczej „Weller 10”, w ekipie skoczków nr XLIV, z samolotu Halifax JP-222 „E” (1586 Eskadra PAF). Start z lotniska Campo Casale nieopodal Brindisi, zrzut na zapasową placówkę odbiorczą „Przycisk”, w okolicy miejscowości Kazimierzów, 7 km od Sochaczewa. Razem z nim skoczyli: rtm. Andrzej Czaykowski ps. Garda, ppor. Tadeusz Nowobilski ps. Dzwon, ppłk dypl. Adam Szydłowski ps. Poleszuk[8][84]. W powstaniu warszawskim przydział nie ustalony, walczył w rejonie IV Obwodu „Grzymała”. Po kilku dniach sierpnia zatrzymany przez  żołnierzy pułku szturmowego Brygady RONA (Rosyjskiej Narodowej Armii Wyzwoleńczej). Osadzony w obozie w Pruszkowie, uciekł[10][330][331].

- Zbigniew Specylak-Skrzypecki (1912-1978) ps. Tur 2 – kapitan artylerii, inżynier, oficer Wojska Polskiego, Armii Polskiej gen. Andersa, Armii Krajowej, więzień sowieckich łagrów nad rzeką Onega (1940-1942)[29], więzień NKWD, UB (1948)[4]. Przeszkolony ze specjalnością w dywersji, zaprzysiężony na rotę ZWZ-AK 14 lutego 1944 w Ostuni (Włochy)[332][333], zrzucony do okupowanej Polski w nocy 30/31 lipca 1944 w sezonie operacyjnym „Riposta”, w operacji lotniczej „Jacek 1", w ekipie skoczków nr LVIII, z samolotu Liberator KG-890 „S” (1586 Eskadra PAF). Start z lotniska Campo Casale nieopodal Brindisi, zrzut na placówkę odbiorczą „Solnica”, w okolicach miejscowości Polana, 7 km od Grodziska Mazowieckiego. Razem z nim skoczyli: ppłk Jacek Bętkowski ps. Topór 2, kpt. Franciszek Malik ps. Piorun 2, por. Stanisław Ossowski ps. Jastrzębiec 2, por. Julian Piotrowski ps. Rewera 2, ppor. Władysław Śmietanko ps. Cypr[8][32]. W powstaniu warszawskim początkowo bez przydziału, następnie w Zgrupowaniu „Sławbora” Podobwodu Śródmieście – Południe. Od 13 sierpnia na Górnym Czerniakowie, jako zastępca dowódcy Zgrupowania „Kryska” oraz dowódca 1 Batalionu „Tur” o liczebności ok. 680 żołnierzy. Walczył w Śródmieściu Południowym,m.in. w nocy 9/10 sierpnia na placówce przy ul. Wiejskiej 11, wraz z plutonem por. Józefa Romana ps. Ziuk odparł atak Niemców z Izby Przemysłowo-Handlowej. Uczestnik ciężkich walk w rejonie ulic: Okrąg, Ludna, Solec, Gwardzistów, Czerniakowska, Przemysłowa, Górnośląska. 12 września objął dowodzenie Zgrupowaniem „Kryska”, po ciężko rannym dowódcy. 13 września ciężko ranny w głowę, po wybuchu pocisku czołgowego w piwnicy domu na rogu ul. Czerniakowskiej i Łazienkowskiej, obok bursy im. G. Piramowicza (lub przy ul. Solec 1). Przez kilka dni w szpitalu powstańczym na ul. Zgórnej, w nocy 18/19 września wraz z innymi rannymi transportowany pontonem na drugi brzeg Wisły, ostrzelany przez Niemców, zniesiony pod most Poniatowskiego, 21 września uratowany przez piaskarzy z Pragi. Do 15 marca 1945 na leczeniu w sowieckim szpitalu polowym w Otwocku, następnie w 62 szpitalu polowym 1 Armii LWP w Lublinie, m.in. przeszedł operację trepanacji czaszki[10][333][334].

- Leszek Starzyński (1922-1990) ps. Malewa – porucznik łączności, żołnierz Wojska Polskiego, oficer Polskich Sił Zbrojnych na Zachodzie, Armii Krajowej, radiotelegrafista Komendy Obszaru Warszawskiego AK. Przeszkolony ze specjalnością w łączności, zaprzysiężony na rotę ZWZ-AK 19 października 1943 na stacji wyczekiwania „Marta”, Pollards Park House, Chalfont, St. Giles, Buckinghamshire[335][336]. Przerzucony do okupowanej Polski w nocy 25/26 lipca 1944 r. w sezonie operacyjnym „Riposta”, w operacji lotniczej „Wildhorn III” (Most 3), w ekipie skoczków nr: LVII. Samolot Dakota KG-477 „V” (267 Dywizjon RAF) wystartował z lotniska Campo Casale nieopodal Brindisi, lądował na lądowisku „Motyl” w okolicach miejscowości Wał Ruda (pow. brzeski) oraz Jadowniki Mokre, 18 km od Tarnowa. Razem z nim wylądowali: kpt. dypl. Kazimierz Bilski ps. Rum, por. Zdzisław Jeziorański ps. Zych, mjr Bogusław Wolniak ps. Mięta[8]. Samolot zabrał zdobyte przez wywiad AK części rakiety V-2 oraz przygotowany przez naukowców konspiracyjny raport w tej sprawie[61]. W powstaniu warszawskim od 3 sierpnia 1944 przydzielony do Zgrupowania „Radosław” na Woli. Od 5 sierpnia radiotelegrafista Komendy Obszaru Warszawskiego AK. Nadawał z radiostacji nr 13, z pl. Napoleona oraz w „Adrii”. Walczył w Śródmieściu. Po kapitulacji powstania więzień niemieckich obozów jenieckich: Sandbostel, Lubeka (1944-1945). Uwolniony przez żołnierzy brytyjskich 2 maja 1945[10][336][337].

- Tadeusz Starzyński (1903-1970) ps. Ślepowron – kapitan piechoty, uczestnik walk o niepodległość Polski (1920), prawnik, komisarz Policji Państwowej, żołnierz Wojska Polskiego, oficer Polskich Sił Zbrojnych na Zachodzie, Oddziału VI Sztabu Naczelnego Wodza, Armii Krajowej, Komendy Głównej AK, komórki „997/R” kontrwywiadu AK, uczestnik wojny polsko-bolszewickiej, powstania warszawskiego, więzień UB, torturowany, skazany na śmierć (Warszawa, Wronki, 1945-1955)[4]. Przeszkolony ze specjalnością w wywiadzie, zaprzysiężony na rotę ZWZ-AK 22 grudnia 1942[338][339], zrzucony do okupowanej Polski w nocy 8/9 kwietnia 1944 w sezonie operacyjnym „Riposta”, w operacji lotniczej „Weller 7", w ekipie skoczków nr XXXVII, z samolotu Liberator BZ-965 „S” (1586 Eskadra PAF). Start z lotniska Campo Casale nieopodal Brindisi, zrzut na placówkę odbiorczą „Jodła”, w widłach Pilicy i Wisły, w okolicach miejscowości Paprotnia, Łękawica, 12 km od stacji kolejowej Dobieszyn. Razem z nim skoczyli: mjr. dypl. Jan Kamieński ps. Cozas, ppor. Tadeusz Kobyliński ps. Hiena oraz kurier ppor. Wiktor Karamać ps. Kabel[8][132]. W powstaniu warszawskim jako oficer Oddziału II Komendy Głównej AK, referat 997/R (kontrwywiad). Walczył w Śródmieściu i na Powiślu. Po kapitulacji Powstania pozostał w Warszawie[10][339][340].

- Witold Strumpf (1905-1945) ps. Sud – kapitan piechoty, uczestnik walk o niepodległość Polski (1920), inżynier chemik, oficer Polskich Sił Zbrojnych na Zachodzie, Armii Krajowej, Wydziału Legalizacji („Park”, „Leta”, „Izba”) Komendy Głównej AK, uczestnik wojny polsko-bolszewickiej, więzień gestapo, więziony i prawdopodobnie zamordowany w obozie koncentracyjnym KL Gross-Rosen (1944-1945)[22]. Przeszkolony ze specjalnością w dywersji oraz fałszowaniu dokumentów (legalizacja), zaprzysiężony na rotę ZWZ-AK 24 sierpnia 1942 w Audley End (Wielka Brytania)[341][342], zrzucony do okupowanej Polski w nocy 13/14 marca 1943 w sezonie operacyjnym „Intonacja”, w operacji lotniczej „Stock”, w ekipie skoczków nr XXIV, z samolotu Halifax DT-726 „H” (138 Dywizjon RAF). Start z lotniska RAF Tempsford, wskutek błędu nawigatora zrzut poza planowaną placówkę odbiorczą „Koza”, w okolicach miejscowości Celestynów i Pilawa. Razem z nim skoczyli: ppor. Jan Hörl ps. Frog, płk dypl. Kazimierz Iranek-Osmecki ps. Heller, ppor. Czesław Rossiński ps. Kozioł[8][144]. W powstaniu warszawskim m.in. do 27 sierpnia kwatermistrz Komendy Podobwodu Śródmieście Południowe. Walczył w Śródmieściu Południowym, za bohaterstwo w walkach awansowany na stopień kapitana ze starszeństwem od 2 października 1944, odznaczony Krzyżem Walecznych. Po kapitulacji powstania wyszedł z Warszawy wraz z ludnością cywilną, następnie w składzie Komendy Głównej AK w Częstochowie, odtwarzał wydział legalizacji[10][342][343].

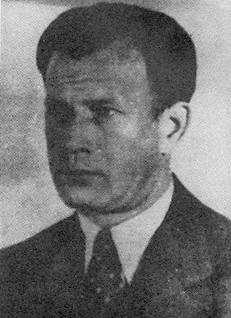
Kazimierz Szternal (1907–1981)

- Kazimierz Szternal (1907-1981) ps. Zryw – pułkownik, harcerz, oficer Wojska Polskiego, Polskich Sił Zbrojnych na Zachodzie, Armii Krajowej, dowódca 10 Dywizji Piechoty AK, więzień obozu koncentracyjnego Miranda de Ebro (1940-1943)[22], działacz polonijny. Przeszkolony ze specjalnością w dywersji, zaprzysiężony na rotę ZWZ-AK 2 września 1943[344][345], zrzucony do okupowanej Polski w nocy 30 kwietnia / 1 maja 1944 w sezonie operacyjnym „Riposta”, w operacji lotniczej „Weller 16”, w ekipie skoczków nr XLVIII, z samolotu Liberator BZ-965 „S” (1586 Eskadra PAF). Start z lotniska Campo Casale nieopodal Brindisi, zrzut na placówkę odbiorczą „Klosz”, w okolicach miejscowości Przybyszew, 23 km od Grójca. Razem z nim skoczyli: kpt. Franciszek Cieplik ps. Hatrak, por. Kazimierz Osuchowski ps. Rosomak, rtm. Jan Skrochowski ps. Ostroga[8][287]. W powstaniu warszawskim jako szef sztabu Pułku „Baszta”, w sile trzech batalionów oraz oddziałów pomocniczych, łącznie ok. 2,3 tys. żołnierzy. Od 25 września pełnił obowiązki dowódcy Pułku „Baszta”, od 26 września jako pełniący obowiązki komendanta Obwodu V Mokotów oraz dowódca 10 Dywizji Piechoty AK im. Macieja Rataja. Walczył na Mokotowie. Do kapitulacji 27 września 1944 44 oddziały Pułku walczyły na Górnym Mokotowie i Dolnym Mokotowie (Sielce, Czerniaków, Sadyba). Z mjr. Eugeniuszem Ladenbergerem ps. Burza, dowódcą batalionu „Bałtyk” uczestniczył 27 września 1944 w rozmowach nt. kapitulacji Mokotowa z dowódcą tzw. Korpsgruppe von dem Bach, niemieckim generałem SS i zbrodniarzem wojennym Erichem von dem Bach – Zelewskim. Pomimo niemieckich nacisków odmówił podjęcia się roli parlamentariusza, który miał przekonać Komendę Główną AK do zakończenia walk w Warszawie. Od pierwszej dekady października więzień niemieckich obozów jenieckich: Sandbostel, Murnau (1944-1945)[10][345][346].

- Jerzy Szymański (1909-1995) ps. Boga – podpułkownik dyplomowany kawalerii, oficer dyplomowany Wojska Polskiego, Oddziału II (wywiad) Sztabu Głównego WP, Sztabu Naczelnego Wodza, Polskich Sił Zbrojnych na Zachodzie, Komendy Głównej AK, wywiadu ofensywnego Armii Krajowej. Zaprzysiężony na rotę ZWZ-AK 19 grudnia 1939 w Paryżu (Francja)[347][348]. Zrzucony do okupowanej Polski w nocy 16/17 kwietnia 1944 roku w sezonie operacyjnym „Riposta”, w operacji lotniczej „Weller 15”, w ekipie skoczków nr XLV, z samolotu Halifax JP-236 „A” (1586 Eskadra PAF). Start z lotniska Campo Casale nieopodal Brindisi, zrzut na placówkę „Obraz” za ujściem Bugu – Narwi, w okolicach miejscowości Krawcowizna, 12 km od Tłuszcza. Razem z nim skoczyli: por. Jerzy Buyno ps. Gżegrzółka, ppor. Stanisław Harasymowicz ps. Lalka (brat przyrodni Jerzego Buyno), st. sierż. Mieczysław Psykała ps. Kalwadosik[8][127]. W powstaniu warszawskim jako „dr Borkowski”, współorganizator dowództwa Podobwodu Śródmieście – Południe, które przejął płk Jan Szczurek – Cergowski ps. Sławbor. Następnie oficer operacyjny Komendy Podobwodu Śródmieście Północ, od 28 sierpnia (wg własnej relacji) zastępca dowódcy i szef sztabu Komendy Podokręgu Śródmieście Północ. Po kapitulacji powstania więzień niemieckich obozów jenieckich: Ożarów, Lamsdorf, Woldenberg (1944-1945), od 8 grudnia 1944 obozu Abkomando 806 Zehlendorf, przesłuchiwany w Urzędzie Spraw Zagranicznych w związku z podejrzeniem Niemców, iż jest wysłannikiem politycznym Londynu Józefem Hieronimem Retingerem. Od 11 stycznia 1945 ponownie w oflagu II C Woldenberg, od 1 lutego 1945 w obozie Lichterfelde nieopodal Berlina, 10 marca 1945 uciekł wraz z kolegami[10][348][349].

## Ś
- Władysław Śmietanko (1920-1999) ps. Cypr – podporucznik łączności, harcerz, żołnierz Wojska Polskiego, Armii Polskiej gen. Andersa, Polskich Sił Zbrojnych na Zachodzie, oficer Armii Krajowej, radiotelegrafista Komendy Obszaru Warszawa AK, więzień sowieckich łagrów (1940-1941)[29]. Przeszkolony ze specjalnością w łączności, zaprzysiężony na rotę ZWZ-AK 19 stycznia 1944 w Chicheley (Wielka Brytania)[350][351], zrzucony do okupowanej Polski w nocy 30/31 lipca 1944 w sezonie operacyjnym „Riposta”, w operacji lotniczej „Jacek 1", w ekipie skoczków nr LVIII, z samolotu Liberator KG-890 „S” (1586 Eskadra PAF). Start z lotniska Campo Casale nieopodal Brindisi, zrzut na placówkę odbiorczą „Solnica”, w okolicach miejscowości Osowiec, 7 km od Grodziska Mazowieckiego. Razem z nim skoczyli: ppłk Jacek Bętkowski ps. Topór 2, kpt. Franciszek Malik ps. Piorun 2, por. Stanisław Ossowski ps. Jastrzębiec 2, por. Julian Piotrowski ps. Rewera 2, kpt. Zbigniew Specylak ps. Tur 2[8][32]. W powstaniu warszawskim jako radiotelegrafista radiostacji nr 2 Komendy Obszaru Warszawa AK – radiostacji „Wanda 02”, nadającej przy ul. Wilczej 27 oraz Noakowskiego 20, dowodzonej przez Cichociemnego Anatola Makarenko. Walczył w Śródmieściu. Po kapitulacji powstania więzień niemieckiego obozu jenieckiego Sandbostel (1944-1945)[10][351][352].

## T

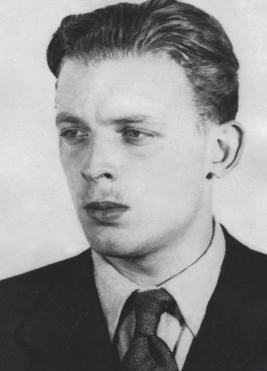
Aleksander Tarnawski (ur. 1921) ostatni żyjący CC

- Michał Tajchman (1910-1944) pos. Mikita – major pilot, oficer Wojska Polskiego, Polskich Sił Zbrojnych na Zachodzie, Armii Krajowej, Wydziału Lotnictwa Oddziału III Komendy Głównej AK. Przeszkolony ze specjalnością w lotnictwie, zaprzysiężony na rotę ZWZ-AK 3 kwietnia 1942[353][354] zrzucony do okupowanej Polski w nocy 26/27 stycznia 1943, w sezonie operacyjnym „Intonacja”, w operacji lotniczej „Gauge”, w ekipie skoczków nr XIX, z samolotu Halifax DT-727 „K” (138 Dywizjon RAF). Start z lotniska RAF Tempsford, zrzut na placówkę odbiorczą „Żubr”, 14 km od Kielc. Razem z nim skoczyli: kpt. Florian Adrian ps. Liberator, kpt. Wacław Pijanowski ps. Dym, ppor. Stanisław Sołtys ps. Sowa[8][303]. W powstaniu warszawskim jako kierownik referatu lotnictwa Komendy Obszaru Warszawskiego AK. Poległ 4 sierpnia 1944 wraz z żoną i dzieckiem, prawdopodobnie po wyjściu z płonącego budynku Lardellich przy ul. Polnej 30, wkrótce po zajęciu go przez Niemców[10][354][355].

- Tadeusz Tomaszewski (1917-1944) ps. Wąwóz – podporucznik piechoty, podoficer Wojska Polskiego, oficer Polskich Sił Zbrojnych na Zachodzie, Armii Krajowej. Przeszkolony ze specjalnością w dywersji, zaprzysiężony na rotę ZWZ-AK 23 września 1943 w Audley End (Wielka Brytania)[356][357], zrzucony do okupowanej Polski w nocy 30/31 maja 1944 w sezonie operacyjnym „Riposta”, w operacji lotniczej „Weller 30”, w ekipie skoczków nr LVI, z samolotu Halifax JP-222 „E” (1586 Eskadra PAF). Start z lotniska Campo Casale nieopodal Brindisi, zrzut na placówkę odbiorczą „Paszkot 1", w okolicach miejscowości Rakszawa, 7 km od Łańcuta. Razem z nim skoczyli: mjr Adolf Łojkiewicz ps. Ryś, ppor. Maksymilian Klinicki ps. Wierzba 2, por. Karol Pentz ps. Skała 2, ppor. Feliks Perekładowski ps. Przyjaciel 2, mjr Stanisław Trondowski ps. Grzmot 2.[8][225] W powstaniu warszawskim przydzielony do plutonu „Motyla”, Batalion „Czata 49”, Zgrupowanie „Radosław”. Batalion utworzono z połączenia Centrali Zaopatrzenia Terenu, IV Oddziału Komendy Głównej AK, 27 Wołyńskiej Dywizji Piechoty AK oraz cichociemnych znajdujących się w stolicy, czekających na przydział. Ciężko ranny 5 sierpnia 1944 na Woli, w rejonie ul. Płockiej, podczas natarcia zgrupowania Kedywu w rejonie ulic: Tyszkiewicza – Gostyńska – Płocka – Działdowska. Umieszczony w szpitalu, prawdopodobnie zamordowany przez Niemców podczas rzezi Woli[10][357][358].

- Czesław Trojanowski (1914-1985) pos. Litwos – kapitan, oficer Wojska Polskiego, Armii Polskiej gen. Andersa, Polskich Sił Zbrojnych na Zachodzie, Armii Krajowej, instruktor dywersji w Inspektoracie Rejonowym Mielec AK, więzień NKWD, sowieckich łagrów (1941)[29]. Przeszkolony ze specjalnością w dywersji, zaprzysiężony na rotę ZWZ-AK 15 grudnia 1943 w Chicheley (Wielka Brytania)[359][360], zrzucony do okupowanej Polski w nocy 4/5 maja 1944 w sezonie operacyjnym „Riposta”, w operacji lotniczej „Weller 17”, w ekipie skoczków nr XLIX, z samolotu Halifax JP-177 „P” (1586 Eskadra PAF). Start z lotniska Campo Casale nieopodal Brindisi, zrzut na placówkę odbiorczą „Mewa 1", w okolicach miejscowości Dalechowice, 15 km od Skalbmierza. Razem z nim skoczyli: por. Tadeusz Stanisław Jaworski ps. Bławat, ppor. Zdzisław Luszowicz ps. Szakal, por. Antoni Nosek ps. Kajtuś, por. Cezary Nowodworski ps. Głóg, por. Mieczysław Szczepański ps. Dębina[8][167]. W powstaniu warszawskim od 1 do 7 sierpnia 1944 w grupie ppor. Zygmunta Podbielskiego ps. Podbipięta, w rejonie ul. Marszałkowskiej i Śniadeckich, uczestniczył m.in. w zdobyciu szpitala przy ul. Sniadeckich 17. Po 7 sierpnia 1944 dowódca grupy technicznej Batalionu KB „Sokół”, na Pododcinku „Sokół”, Odcinek „Sarna” (Śródmieście Południe), produkował z niewypałów granaty oraz butelki zapalające. We wrześniu 1944 w nocnym wypadzie na gmach Banku Gospodarstwa Krajowego uszkodził niemiecką sieć łączności telefonicznej oraz zasypał niemiecki rów łącznikowy pomiędzy BGK a Muzeum Narodowym. W kolejnym wypadzie na gmach BGK unieszkodliwił niemieckie stanowisko ogniowe, wrzucając granaty przez otwory strzelnicze. 8 września przy barykadzie na pl. Trzech Krzyży – Nowy Świat ciężko ranny w lewe ramię, ze skomplikowanym złamaniem kości, wskutek postrzału ekrazytówką (pociskiem dum-dum). Do 11 września w szpitalu przy ul. Mokotowskiej 55. Odznaczony Virtuti Militari. Od 3 października więzień niemieckiego obozu jenieckiego IV B Zeithain. 23 kwietnia 1945 uwolniony przez żołnierzy sowieckich. Wraz z przyszłą żoną uciekł przez rzekę Muldę, przedostali się do strefy amerykańskiej, następnie do angielskiej[10][360][361].

## U
- Zygmunt Ulm (1918-2011) ps. Szybki – podpułkownik[362], żołnierz Wojska Polskiego, oficer Polskich Sił Zbrojnych na Zachodzie, Armii Krajowej. Przeszkolony ze specjalnością w dywersji i broni pancernej, zaprzysiężony na rotę ZWZ-AK 15 grudnia 1943 w Chicheley (Wielka Brytania)[363][362], zrzucony do okupowanej Polski w nocy 10/11 maja 1944 w sezonie operacyjnym „Riposta”, w operacji lotniczej „Weller 27”, w ekipie skoczków nr LI, z samolotu Liberator EV-978 „R” (1586 Eskadra PAF). Start (prawdopodobnie) z lotniska Grottaglie nieopodal Brindisi, zrzut miał nastąpić na placówkę odbiorczą „Nil 2" 19 km na południowy wschód od Piotrkowa Trybunalskiego, w okolicach wsi Żerechowa. W związku ze stoczoną w tym miejscu dzień wcześniej walką z Niemcami, zrzut kilka kilometrów dalej, w okolicy wsi Ślepietnica. Razem z nim skoczyli: ppor. Kazimierz Bernaczyk-Słoński ps. Rango, ppor. Jan Bienias ps. Osterba, kpt. Bohdan Kwiatkowski ps. Lewar, ppor. Zdzisław Straszyński ps. Meteor oraz kurier Delegatury Rządu na Kraj ppor. Stanisław Niedbał-Mostowin ps. Bask[8][56]. W powstaniu warszawskim oficer ordynansowy oraz adiutant bojowy dowódcy Zgrupowania „Róg”, walczącego w rejonie od Państwowej Wytwórni Papierów Wartosciowych wzdłuż wybrzeża do pl. Zamkowego i ul. Miodowej. 24 sierpnia odznaczony Krzyżem Walecznych. Od 2 września zastępca dowódcy kompanii (Śródmieście), od 20 września adiutant dowódcy 36 Pułku Piechoty AK Legii Akademickiej. 5 października awansowany na stopień porucznika. Walczył na Starym Mieście oraz w Śródmieściu i na Powiślu. Po kapitulacji powstania, od 5 października więzień niemieckich obozów jenieckich: Fallingbostel, Gross-Born, Standbostel, Lubeka, Bergen-Belsen (1944-1945). Uwolniony 2 maja 1945 przez żołnierzy brytyjskiej 11 Dywizji Pancernej[10][362][364].

## W
- Tomasz Wierzejski (1911-1957) ps. Zgoda 2 – major saperów, oficer Wojska Polskiego, Armii gen. Andersa, Polskich Sił Zbrojnych na Zachodzie, Armii Krajowej, więzień sowieckich łagrów (1939-1942)[29]. Przeszkolony ze specjalnością w dywersji, zaprzysiężony na rotę ZWZ-AK 14 lutego 1944 w Ostuni (Włochy)[365][366], zrzucony do okupowanej Polski w nocy 21/22 maja 1944, w sezonie operacyjnym „Riposta”, w operacji „Weller 29”, w ekipie skoczków nr LIII, z samolotu Halifax JP-222 „E” (1586 Eskadra PAF). Start z lotniska Campo Casale nieopodal Brindisi, zrzut na placówkę odbiorczą „Kos” 407 (kryptonim polski, brytyjskie oznaczenie numerowe pinpoints), w okolicach miejscowości Wierzbno, 24 km od Krakowa. Razem z nim skoczyli: por. Marian Golarz ps. Góral 2, rtm. Krzysztof Grodzicki ps. Jabłoń, ppor. Władysław Marecki ps. Żabik 2, gen. bryg. Leopold Okulicki ps. Niedźwiadek, ppor. Zbigniew Waruszyński ps. Dewajtis 2[8][280]. W powstaniu warszawskim jako dowódca plutonu (liczącego ok. 70 powstańców) batalionu „Czata 49" Zgrupowania „Radosław. 17 sierpnia ranny na Muranowie, odznaczony Krzyżem Walecznych po raz drugi. 19 sierpnia ponownie ranny, zasypany po wybuchu goliata na skrzyżowaniu ul. Zakroczymskiej i Konwiktorskiej. 26 sierpnia ranny po raz trzeci, przeniesiony do szpitala. Od 3 września ponownie w walce, dowódca kompanii oraz saperów w Zgrupowaniu „Radosław”. 5 września odznaczony Virtuti Militari. Od 6 września zastępca dowódcy batalionu „Czata 49", uczestniczył w ciężkich walkach na Czerniakowie. Awansowany na stopień majora 3 października 1944. Walczył na Muranowie, Czerniakowie, Starym Mieście oraz w Śródmieściu. Po kapitulacji powstania więzień m.in. niemieckiego obozu jenieckiego Murnau (1944-1945). Uwolniony przez żołnierzy amerykańskich[10][366][367][368].
- Zbigniew Wilczkiewicz (1921 – data śmierci nieznana) ps. Kij – podporucznik piechoty, harcerz, oficer Polskich Sił Zbrojnych na Zachodzie, Armii Krajowej. Znajomość języków: niemiecki, angielski[369]. Przeszkolony ze specjalnością w dywersji, zaprzysiężony na rotę ZWZ-AK 4 sierpnia 1943 w Chicheley (Wielka Brytania)[370][371], zrzucony do okupowanej Polski w nocy 24/25 maja 1944 w sezonie operacyjnym „Riposta”, w operacji lotniczej „Weller 23”, w ekipie skoczków nr LIV, z samolotu Halifax JP-180 „V” (1586 Eskadra PAF). Start z lotniska Campo Casale nieopodal Brindisi, zrzut na placówkę odbiorczą „Koliber 2" 306 (kryptonim polski, brytyjskie oznaczenie numerowe pinpoints), w okolicach miejscowości Zabierzów Bocheński, 11 km od Bochni, na skraju Puszczy Niepołomickiej. Razem z nim skoczyli: por. Bronisław Konik ps. Sikora, por. Zbigniew Matula ps. Radomyśl, kpt. Michał Nowakowski ps. Harpun, por. Alfred Pokultinis ps. Fon oraz kurier ppor. Jan Nodzyński ps. Łuk[8][273]. W powstaniu warszawskim od 26 lipca przydzielony wraz z dwoma podoficerami AK do grupy cichociemnych: ppor. Józefa Zająca ps. Kolanko oraz por. Tadeusza Jaworskiego ps. Bławat, drużyna liczyła 18 żołnierzy. Uczestniczą wraz z kilkoma ochotnikami w budowie barykady u zbiegu ulic Świętokrzyskiej z Zielną, od strony Ogrodu Saskiego, przyłączają się do oddziału walczącego o zdobycie PAST-y przy ul. Zielnej 37/39. Wraz ze swoją grupą walczy z czołgami i piechotą niemiecką w rejonie ulic: Bagno – Świętokrzyska – Próżna, Zielna – gmach PAST-y. Od 5 sierpnia w batalionie „Kiliński”, wraz z cichociemnym ppor. Józefem Zającem ps. Kolanko, mianowanym zastępcą dowódcy 9 kompanii tego batalionu. Bronią rejonu pl. Grzybowskiego oraz ulic: Grzybowska – Ceglana – Graniczna – Żelazna Brama – Królewska – Marszałkowska – Zielna – Świętokrzyska, ew. dojścia do Pl. Bankowego. Po rozbiciu batalionu „Kiliński”, od 9 września jako kompania „Romański” w 1 Batalionie Szturmowym Rum, dowódca plutonu 9 kompanii „Romańskiego”, następnie 1 kompanii IV Zgrupowania „Gurt”. Walczył w Śródmieściu, 3 października odznaczony Krzyżem Walecznych. Po kapitulacji powstania więzień niemieckiego obozu jenieckiego Murnau (1944-1945)[10][371][372][373].
- Zdzisław Winiarski (1916-1979) ps. Przemytnik – porucznik piechoty, podoficer Straży Granicznej II RP, oficer Polskich Sił Zbrojnych na Zachodzie, Armii Krajowej. Znajomość języków: niemiecki, francuski[374]. Przeszkolony ze specjalnością w dywersji, zaprzysiężony na rotę ZWZ-AK 23 września 1943 w Chicheley (Wielka Brytania)[375][376], zrzucony do okupowanej Polski w nocy 19/20 maja 1944 roku w sezonie operacyjnym „Riposta”, w operacji lotniczej „Weller 18”, w ekipie skoczków nr LII, z samolotu Liberator BZ-965 „S” (1586 Eskadra PAF). Start z lotniska Campo Casale nieopodal Brindisi, zrzut na placówkę odbiorczą „Jaśmin” 302 (kryptonim polski, brytyjskie oznaczenie numerowe pinpoints), w okolicach miejscowości Bronowice i Opatkowice (9 km od Puław). Razem z nim skoczyli: por. Rudolf Dziadosz ps. Zasaniec, kpt. dypl. Ludwik Fortuna ps. Siła, st. sierż. Aleksander Lewandowski ps. Wiechlina, kpt. dypl. Jan Serafin ps. Czerchawa oraz kurier Delegatury Rządu na Kraj strz. Franciszek Klima ps. Oszczep[8][377]. W powstaniu warszawskim początkowo w oddziale NSZ dowodzonym przez kpt. Jana Jaroszka ps. Proboszcz, w rejonie pl. Kazimierza Wielkiego – ul. Żelazna. Następnie do ok. 1 września oficer 6 kompanii „Wawer”, dowodzonej przez cichociemnego por. Karola Pentza ps. Skała 2 (Zgrupowanie Batalionu „Kiliński”). Od 1 września dowódca plutonu i zastępca dowódcy 1 kompanii Batalionu „Rum”, dowodzonego przez cichociemnego mjr. Kazimierza Bilskiego ps. Rum. Uczestniczył w walkach w rejonie ul. Królewskiej, pl. Grzybowskiego i ul. Grzybowskiej. Walczył na Woli oraz w Śródmieściu. Po kapitulacji powstania więzień niemieckiego obozu jenieckiego Murnau (1944-1945)[10][376][378][379].
- Otton Wiszniewski (1910-1977) ps. Topola – kapitan piechoty, urzędnik, oficer Polskich Sił Zbrojnych na Zachodzie, Armii Krajowej, Komendy Głównej AK, zastępca dowódcy kompanii radiotelegraficznej Komendy Okręgu Warszawa AK, oficer Delegatury Sił Zbrojnych na Kraj, uczestnik kampanii francuskiej, więzień twierdzy Belfort (1939-1941), więzień UB (1945). Znajomość języków: niemiecki, rosyjski[380]. Przeszkolony ze specjalnością w łączności, zaprzysiężony na rotę ZWZ-AK 26 czerwca 1943 w Londynie (Wielka Brytrania)[381][382], zrzucony do okupowanej Polski w nocy 16/17 września 1943 w sezonie operacyjnym „Riposta”, w operacji lotniczej „Neon 2”, w ekipie skoczków nr XXXI, z samolotu Halifax JN-911 „Z” (138 Dywizjon RAF). Start z lotniska RAF Tempsford, zrzut na placówkę odbiorczą „Wieszak”, w okolicach miejscowości Siodło (14 km od Mińska Mazowieckiego). Razem z nim skoczyli: ppor. mar. Norbert Gołuński ps. Bombran, kpt. mar. Bogdan Żórawski ps. Mistral[117][8] W powstaniu warszawskim dowódca plutonu kompanii „Radio” Komendy Okręgu Warszawskiego, następnie dowódca radiostacji nr 265, pracującej w Śródmieściu przy ul. Moniuszki 2a, Boudena, Złotej 7/9, Wilczej 54. Od 8 sierpnia dowódca radiostacji nr 266 (Legionowo), 267 (Rembertów), 268 (Otwock). Walczył w Śródmieściu, awansowany na stopień porucznika 15 sierpnia 1944. Na rozkaz opuścił Warszawę przed kapitulacją powstania[10][382][383][384].

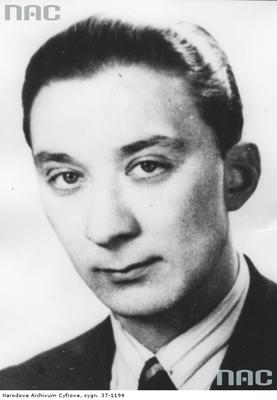
Ludwik Witkowski (1914–1984)

- Ludwik Witkowski (1914-2004) ps. Kosa – kapitan dyplomowany artylerii, oficer dyplomowany Wojska Polskiego, Polskich Sił Zbrojnych na Zachodzie, Armii Krajowej, zastępca komendanta Kedywu Okręgu Warszawa AK, m.in. dowódca oddziału dyspozycyjnego tzw. Batalionu Saperów Praskich, dowódca oddziału dyspozycyjnego „B” (zwanego niepoprawnie „Kolegium B). Znajomość języków: niemiecki, angielski[385]. Przeszkolony ze specjalnością w dywersji, zaprzysiężony na rotę ZWZ-AK 29 listopada 1942 w Audley End (Wielka Brytania)[386][387], zrzucony do okupowanej Polski w nocy 20/21 lutego 1943 w sezonie operacyjnym „Intonacja”, w operacji lotniczej „File”, w ekipie skoczków nr XXIII, z samolotu Halifax DT-726 „H” (138 Dywizjon RAF). Start z lotniska RAF Tempsford pod Londynem, zrzut na placówkę odbiorczą „Słoń” w okolicach miejscowości Kotlice (20 km. od Chęcin) oraz Borszowice (12 km od Pińczowa). Razem z nim skoczyli: por. Walery Krokay ps. Siwy, por. Ryszard Nuszkiewicz ps. Powolny, ppor. Witold Pic ps. Cholewa[150][8]. W powstaniu warszawskim jako dowódca Oddziału Osłony Kwatery Głównej Komendy Okręgu Warszawa AK. 26 lipca 1944, wykonując rozkaz koncentracji, zgrupował dowodzone przez siebie plutony w budynkach przy ul. Jasnej 20, Szpitalnej 12 oraz narożnym u zbiegu ulic Sienkiewicza i Marszałkowskiej (obecnie siedziba oddziału PKO BP). Około godz. 17 jeden z plutonów zaatakował hotel „Victoria” (ul. Jasna 22), który został zdobyty po ciężkiej walce. W zdobytym budynku ulokował się sztab Okręgu AK z płk. Antonim Chruścielem ps. Monter. Później sztab przeniesiono do gmachu PKO oraz kina „Palladium”. 8 i 20 sierpnia 1944 uczestnik ataku na gmach PAST-y (ul. Zielna), komendę policji, kościół św. Krzyża oraz Hale Mirowskie. 15 września 1944 odznaczony Krzyżem Walecznych po raz pierwszy, dwa dni później mianowany kapitanem. Walczył w Śródmieściu. Po kapitulacji powstania więzień niemieckich obozów jenieckich: Lamsdorf, Murnau (1944-1945)[10][387][388][389].
- Bogusław Wolniak (1907-1986) ps. Mięta – major łączności, oficer Wojska Polskiego, Polskich Sił Zbrojnych na Zachodzie, Sztabu Naczelnego Wodza, Armii Krajowej, Komendy Głównej AK, Delegatury Sił Zbrojnych na Kraj, dowódca ośrodka radiowego w STS 10 w Ostunii, więzień UB (1945)[4]. Znajomość języków: angielski[390]. Przeszkolony ze specjalnością w dywersji i łączności, zaprzysiężony na rotę ZWZ-AK 22 kwietnia 1942[391][392]. Przerzucony do okupowanej Polski w nocy 25/26 lipca 1944 r. w sezonie operacyjnym „Riposta”, w operacji lotniczej „Wildhorn III” (Most 3), w ekipie skoczków nr: LVII. Samolot Dakota KG-477 „V” (267 Dywizjon RAF) wystartował z lotniska Campo Casale nieopodal Brindisi, lądował na lądowisku „Motyl” w okolicach miejscowości Wał Ruda (pow. brzeski) oraz Jadowniki Mokre, 18 km od Tarnowa. Razem z nim wylądowali: kpt. dypl. Kazimierz Bilski ps. Rum, por. Zdzisław Jeziorański ps. Zych, ppor. Leszek Starzyński ps. Malewa. Samolot zabrał zdobyte przez wywiad AK części rakiety V-2 oraz przygotowany przez naukowców konspiracyjny raport w tej sprawie[61][8]. W powstaniu warszawskim jako oficer Dowództwa Wojsk Łączności Komendy Głównej AK (tzw. II rzut, Śródmieście). Po kapitulacji Powstania więzień niemieckiego obozu jenieckiego Woldenberg (1944-1945). Uwolniony 30 stycznia 1945 przez wojska sowieckie[10][392][393][394].

## Z
- Lech Zabierek (1918-2003) ps. Wulkan – porucznik piechoty, harcerz, żołnierz Wojska Polskiego, Polskich Sił Zbrojnych na Zachodzie, oficer Armii Krajowej, Kedywu Obszaru Zachodniego AK, Delegatury Sił Zbrojnych na Kraj, WiN, więzień niemieckich obozów jenieckich: Błonie, Monachium, Eistedt, Murnau, Elsenborn, Oberlangen (1939-1941), szykanowany przez SB (m.in. pozbawiony emerytury). Znajomość języków: niemiecki, francuski[395]. Przeszkolony ze specjalnością w dywersji, zaprzysiężony na rotę ZWZ-AK 31 stycznia 1943 w Audley End (Wielka Brytania)[396][397], zrzucony do okupowanej Polski w nocy 13/14 marca 1943 w sezonie operacyjnym „Intonacja”, w operacji lotniczej „Door”, w ekipie skoczków nr XXIV, z samolotu Halifax BB-281 „O” (138 Dywizjon RAF). Start z lotniska RAF Tempsford, zrzut na placówkę odbiorczą „Kra” 602 (kryptonim polski, brytyjskie oznaczenie numerowe pinpoints), 8 km od Zwolenia, w Puszczy Kozienickiej. Razem z nim skoczyli: por. Stanisław Kolasiński ps. Ulewa, ppor. Adam Riedl ps. Rodak oraz Węgier (radiotelegrafista) Ivan Szabo ps. Hun[8][245]. W dniu wybuchu powstania warszawskiego przebywał w Milanówku. Od 11 sierpnia 1944 w Puszczy Kampinoskiej, jako zastępca dowódcy kompanii oraz oficer do specjalnych poruczeń dołączył do Pułku AK „Pamiry – Młociny”, dowodzonego przez cichociemnego por. Adolfa Pilcha ps. Dolina. 22 sierpnia 1944 uczestnik akcji bojowej na Zaborów Leśny oraz tartak, podczas której zginęło ok. 160 żołnierzy nieprzyjaciela. W nocy 2/3 września 1944 dowódca jednej z trzech grup bojowych w wypadzie na stacjonujący we wsi Truskaw batalion wycofanej z Warszawy Brygady SS-RONA. Zabito 250 rosyjskich esesmanów, raniąc ok. 100, przy stratach własnych 10 poległych oraz 10 rannych. 4 września 1944 przebrany za robotnika, wraz z cichociemnym ppor. Tadeuszem Gaworskim ps. Lawa rozpoznali w Piaskach Królewskich tartak obsadzony przez 30 Niemców oraz 100 Belgów. W nocy 6/7 września uczestnik akcji na ten tartak, podczas której zginęło 30 Niemców, pozostali się poddali, tartak spalono. Od 28 września w składzie Grupy „Kampinos”, w marszu w kierunku Bieliny – Zamczysko – Czarnów, jako dowódca oddziału rozpoznawczego na szpicy, wziął do niewoli 8 Niemców. Ciężko ranny po trafieniu serią z rkm, podczas przeprowadzania z patrolem rozpoznania w rejonie Budy – Zosiny. Na jego rozkaz żołnierze patrolu pozostawili go, zamaskowanego gałęziami. Po odzyskaniu przytomności dotarł do majątku w Chlewni, gdzie udzielono Mu pomocy. Leczony w Milanówku, następnie w Częstochowie[10][397][398][399].

- Józef Zając (1902-1968) ps. Kolanko – porucznik piechoty, uczestnik walk o niepodległość Polski (1920), urzędnik samorządowy, rachmistrz Starostwa w Kopyczyńcach, żołnierz Wojska Polskiego, oficer Polskich Sił Zbrojnych na Zachodzie, Armii Krajowej, Okręgu Warszawa AK, uczestnik wojny polsko-bolszewickiej, kampanii francuskiej, dwukrotnie więzień niemieckich obozów jenieckich: Colmar, Neuf-Brisach, Kaisersteinbruch, Stalag I A k/Królewca (1940-1942) oraz po kapitulacji powstania. Po wojnie w Głównej Komisji Weryfikacyjnej Armii Krajowej Sztabu Głównego oraz sekretarz Koła Cichociemnych w Londynie. Znajomość języków: francuski, niemiecki. Przeszkolony ze specjalnością w dywersji i broni pancernej, zaprzysiężony na rotę ZWZ-AK 15 grudnia 1943 w Chicheley (Wielka Brytania)[400][401], zrzucony do okupowanej Polski w nocy 4/5 maja 1944 r., w sezonie operacyjnym „Riposta”, w operacji lotniczej, „Weller 26”, w ekipie skoczków nr L, z samolotu Liberator BZ-965 „S” (138 Dywizjon RAF). Start z lotniska Campo Cassale nieopodal Brindisi, zrzut na placówkę odbiorczą „Szczur” 221 (kryptonim polski, brytyjskie oznaczenie numerowe pinpoints), 31 km od Janowa Lubelskiego pod Bychawą, w okolicy wsi Wola Gałęzowska. Razem z nim skoczyli: ppor. Andrzej Prus-Bogusławski, ps. Pancerz, ppor. Adam Dąbrowski, ps. Puti, ppor. Adam Krasiński, ps. Szczur, kpt. Jan Walter, ps. Cyrkiel, por. Alfred Whitehead, ps. Dolina 2[8][95][402]. W powstaniu warszawskim wraz z cichociemnymi: por. Tadeuszem Jaworskim ps. Bławat, ppor. Zbigniewem Wilczkiewiczem ps. Kij, dwoma podoficerami z ul. Nowogrodzkiej oraz 14 żołnierzami początkowo jako ochotnicy przy budowie barykady u zbiegu ulic Świętokrzyskiej z Zielną, od strony Ogrodu Saskiego, następnie w walkach o zdobycie PAST-y przy ul. Zielnej[403]. Wraz ze swoją grupą walczył z czołgami i piechotą niemiecką w rejonie ulic: Bagno – Świętokrzyska – Próżna, Zielna – gmach PAST-y. Od 5 sierpnia zastępca dowódcy 9 kompanii Batalionu Kiliński, w obronie rejonu pl. Grzybowskiego oraz ulic: Grzybowska – Ceglana – Graniczna – Żelazna Brama – Królewska – Marszałkowska – Zielna – Świętokrzyska, ew. dojścia do Pl. Bankowego. Ranny w obie nogi. W wypadzie na zajętą przez Niemców i płonącą ul. Graniczną od strony Żelaznej Bramy zdobywa broń i jeńców. Uwalnia oraz ewakuuje rannego w nogi radiotelegrafistę wraz z radiostacją. Wraz z kompanią walczy o utrzymanie placówki „Królewska 16" (budynek naprzeciwko ruin giełdy), położonej na obrzeżu Ogrodu Saskiego (róg Placu Grzybowskiego, Granicznej oraz Królewskiej; z drugiej strony Zielnej i Świętokrzyskiej. Pośrodku PAST-a). Placówka nazywana była „Twierdzą Królewska 16" z powodu zaciętych walk – Niemcy atakowali ją ponad 30 razy, z użyciem lotnictwa, granatników, kompanii piechoty oraz dwóch czołgów – za każdym razem bezskutecznie. W nocy 17/18 sierpnia 1944 wraz z por. Jerzym Skupieńskim ps. Jotes kieruje akcją zaminowania ulicy prowadzącej do ul. Królewskiej 16 i kamienicy przy ul. Próżnej 14 (siedziba dowództwa 9 kompanii). Kilkakrotnie organizuje kontrnatarcia, zakończone sukcesem: zdobyciem broni oraz jeńców. Po rozbiciu baonu „Kiliński”, od 9 września jako kompania „Romański” w 1 Batalionie Szturmowym Rum, IV rejon: Śródmieście – Północ (Warszawa). 18 sierpnia 1944 wyróżnił się umiejętnościami dowódczymi podczas całodziennych, ciężkich bojów na pl. Grzybowskim oraz ul. Królewskiej przeciw przeważającym siłom Niemców, nacierającym pod osłoną czołgów, także podczas szturmu na Hale Mirowskie, w nocy 30/31 sierpnia. Lekko ranny 19 września 1944. Za męstwo i osobistą odwagę odznaczony przez Dowódcę AK Krzyżem Walecznych po raz trzeci i czwarty. Po kapitulacji powstania więzień niemieckich obozów jenieckich: Ożarów, Stalag 344 Lamsdorf, Oflag II-D Gross Born, Oflag X A Sandbostel (1944-1945)[10][401][404][405].

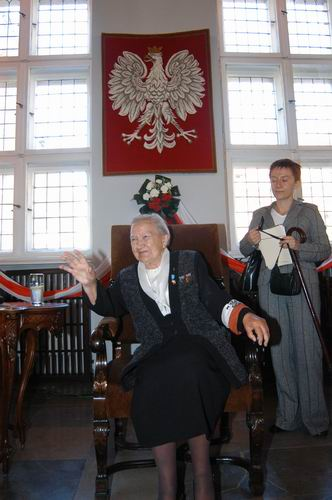
Elżbieta Zawacka (1909–2009)

- Elżbieta Zawacka (1909-2009) ps. Zo – generał brygady, profesor nauk humanistycznych, nauczycielka, żołnierz Wojska Polskiego, oficer Działu Łączności Zagranicznej Oddziału Łączności Konspiracyjnej Komendy Głównej Związku Walki Zbrojnej, Armii Krajowej, kurierka Komendy Głównej AK, szefowa Wojskowej Służby Kobiet KG AK, oficer Delegatury Sił Zbrojnych na Kraj, uczestniczka obrony Lwowa, więzień UB, skazana (Fordon, Grudziądz, Bojanów, 1951-1955)[4], działaczka na rzecz równych praw kobiet, po wojnie uznana za cichociemną[406]. Ukończyła kurs spadochronowy, zaprzysiężona na rotę SZP (ZWZ-AK) 2 listopada 1939 prawdopodobnie w Warszawie[407][408], zrzucona do okupowanej Polski w nocy 9/10 września 1943 w sezonie operacyjnym „Riposta”, w operacji lotniczej „Neon 4”, w ekipie skoczków nr XXIX, z samolotu Halifax JD-171 „P” (138 Dywizjon RAF). Start z lotniska RAF Tempsford, zrzut na placówkę odbiorczą „Solnica” 107 (kryptonim polski, brytyjskie oznaczenie numerowe pinpoints),  w okolicach miejscowości Osowiec, Podkowa Leśna, 7 km od stacji kolejowej Grodzisk Mazowiecki. Razem z nią skoczyli: por. Bolesław Polończyk ps. Kryształ, ppor. Fryderyk Serafiński ps. Drabina[8][409]. W powstaniu warszawskim, m.in. jako referentka w sztabie Wojskowej Służby Kobiet Komendy Głównej AK (tzw. II rzut). Awansowana na stopień kapitana 2 października 1944, tego dnia wyruszyła z Warszawy do Krakowa, aby odtworzyć łączność KG AK[10][408][410][411].

## Ż
- Bogusław Żórawski (1902-1973) ps. Mistral – kapitan marynarki wojennej czasu wojny, oficer Polskich Sił Zbrojnych na Zachodzie, Komendy Głównej AK, oficer wywiadu ofensywnego (morskiego) Armii Krajowej. Znajomość języków: niemiecki[412]. Przeszkolony ze specjalnością w wywiadzie, zaprzysiężony na rotę ZWZ-AK 22 kwietnia 1943 w Audley End (Wielka Brytania)[413][414], zrzucony do okupowanej Polski w nocy 16/17 września 1943 w sezonie operacyjnym „Riposta”, w operacji lotniczej „Neon 2”, w ekipie skoczków nr XXXI, z samolotu Halifax JN-911 „Z” (138 Dywizjon RAF). Start z lotniska RAF Tempsford, zrzut na placówkę odbiorczą „Wieszak” 105 (kryptonim polski, brytyjskie oznaczenie numerowe pinpoints), w okolicach miejscowości Mienia (14 km od Mińska Mazowieckiego). Razem z nim skoczyli: ppor. mar. Norbert Gołuński ps. Bombran, ppor. Otton Wiszniewski ps. Topola[8][117]. W powstaniu warszawskim, jako oficer wywiadu ofensywnego Komendy Głównej AK. W sierpniu 1944 przypadkowo aresztowany przez Niemców na Mokotowie, uciekł z transportu do Krakowa, ponownie zatrzymany podczas łapanki, wywieziony na przymusowe roboty w rejonie Isny im Allgäu (1944)[10][414][415][9].Antoni Żychiewicz (1919–2005)

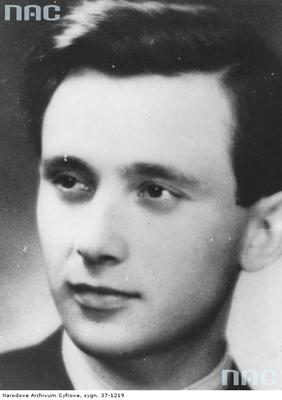
Antoni Żychiewicz (1919–2005)

- Antoni Żychiewicz (1919-2005) ps. Przerwa – podporucznik artylerii, magister inżynier, wykładowca elektroakustyki, oficer Wojska Polskiego, Polskich Sił Zbrojnych na Zachodzie, Armii Krajowej, Kedywu Obszaru Zachodniego AK, więzień obozu koncentracyjnego KL Sachsenhausen (1944-1945)[22]. Przeszkolony ze specjalnoscią w dywersji i broni pancernej, zaprzysiężony na rotę ZWZ-AK 29 listopada 1942[416][417], zrzucony do okupowanej Polski w nocy 17/18 lutego 1943 w sezonie operacyjnym „Intonacja”, w operacji lotniczej „Wall”, w ekipie skoczków nr XXI, z samolotu Halifax DT-725 „J” (138 Dywizjon RAF). Start z lotniska RAF Tempsford, zrzut na placówkę „Lis”, w okolicach miejscowości Cegłów i Zgiechów, 14 km od Mińska Mazowieckiego. Razem z nim skoczyli: ppor. Antoni Iglewski ps. Ponar, ppor. Tadeusz Jaworski ps. Gont, ppor. Władysław Wiśniewski ps. Wróbel[8][26]. W powstaniu warszawskim krótko uczestniczył w walkach. Ujęty przez Niemców w pierwszej połowie sierpnia 1944, wywieziony do obozu koncentracyjnego KL Sachsenhausen. Po wyzwoleniu obozu, uwolniony na początku 1945[10][417].